# バイキンメカ
バイキンメカとは、アンパンマンシリーズのキャラクター・ばいきんまんが開発した架空の乗り物の総称。
本項では、ばいきんまんが開発した乗り物以外のアイテムについても合わせて解説する。なお、本項はアンパンマン・シリーズに登場する架空の乗り物やアイテムを一覧形式で解説する「アンパンマンの道具一覧」から、それだけで大変な数に上る「ばいきんまんの開発したもの」を分離させて一覧形式で解説するものである。

## 概要
本作に登場するキャラクター・ばいきんまんが作ったロボット、乗り物、武器等の様々な発明品を指す。
ばいきんまんのライバルであるアンパンマンやその仲間達を倒すための武器・兵器はもちろん、小さな悪戯を働くために開発されたものから、海底や上空、果ては宇宙空間の移動手段となる乗り物まで多彩なメカが存在する。その種類は、公式サイトに「たくさんあって数え切れません！」と記載されるほどで枚挙にいとまがない。
登場頻度の高いものに、バイキンUFO、だだんだん、もぐりん、バイキンマッチョロボ、ゴロンゴロ、バイキンエンピツロボ（以上、映画&テレビ20周年記念作品『みんなのヒーロー!アンパンマン』に登場）、バイコング、シーボーズ2号などがある。また、バイキンロボット、オニヒトデ、カッパラス、バイキンやまねこロボも前述のメカと同等に搭乗頻度が高い。ドリアン王女が無断でいじったことがある。
バイキン城の倉庫にバイキンメカが格納されている描写がある。また、バイキン城以外のアジトの倉庫にも多数のバイキンメカが格納されている様子も存在する。本項では便宜上、「あかちゃんスプレー」や「スーパーカビハート」といった薬品類など、機械類に該当しないばいきんまんの発明品も「バイキンメカ」として扱い詳述する。また、ばいきんまんが開発したが自分のために作った目的ではない「ドキドキSL号」や「ブルー・ティアーズ号」やばいきんまんは開発したが性能が変になった「フランケンロボくん」はこの項目には含まない。

## メインメカ

### バイキンUFO
ばいきんまんが搭乗するUFO型の乗り物。テレビアニメ『それいけ!アンパンマン』第1話「アンパンマン誕生」（1988年〈昭和63年〉10月3日）から登場するばいきんまんのトレードマークで、乗り物の中では一番登場回数が多く、ほとんどの話に登場している（映画も含めて）。ばいきんまんは体につく羽で空を飛べるが、アンパンマンのように高く飛ぶことはできないので、作られたといわれている。テレビアニメ第1話では、雷のパワーにより起動した。
アンパンマンたちとの戦いにおける大半の回で、ばいきんまん共々吹き飛ばされるか壊されるかする。2009年（平成21年）頃からA、B両パート共にアンパンチで爆破されることが多くなった。壊れたUFOは次のエピソードでは直っている。アンパンチならびにダブルパンチ・トリプルパンチ以外ではおむすびまんやナガネギマンなど剣術を特技としているキャラクター達にバラバラに斬り刻まれたり、アンパンマンの振りかざしたハンマーや鉄火のマキちゃんの巻き簾などによる打撃やタイコマンの太鼓の振動などによって機体全体に亀裂が入って粉々になるなど、修復不能な状態にまでされて壊されることも多い。作中で壊れたUFOは、原型を留めている場合にはばいきんまんがトンカチなどで直すシーンがよく描かれるが、大破したUFOがわずかな時間で完全に直っていることもある（これについて、やなせは「現実世界では入手できない、一種の形状記憶合金でできているので、元の型に戻ることも、自在に変形することも可能」と語っている）。さらに、ピンチの場合の脱出用にも使われている。また、ゲストキャラクターなどに乗っ取られることも多々ある。映画『怪傑ナガネギマンとドレミ姫』では、瞬間接着剤で応急修理され、いつも通りに稼働している。
コックピットの上部は、全面ガラス張りのキャノピーになっており、キャノピーの上部にばいきんまんの2本の触覚をかたどったアンテナが付いている。アンテナからは光線が出るが、アンテナが変形していると正常に光線が飛ばず、自爆してしまうことがある。コックピットにはレバー1本と、ボタンが数個存在するだけである（まれにレバーが2本になったり、モニターが付いていることもある）。基本的に座席は存在せず、直立姿勢で操縦する（座席が付いていたり、座布団が敷かれている時期もあった）。アンテナと上の部分は紫色で下部分の色はピンク系か紫系。

香美市立やなせたかし記念館の前にあるバイキンUFO（ばいきんまんが搭乗している）のオブジェ

全ての機能はばいきんまん一人で操作できるが、ドキンちゃんや人質を同乗させることもある（操縦は初心者が操作することが仇となり故障することもしばしばある）。リモコンによる遠隔操作も可能であるほか、ばいきんまんの呼びかけで飛んでくる音声認識システムや、自動的においしいものなどをサーチしてカーソルなどで表示するセンサー機能も備わっている。大気圏内外を自由に行き来できる。ボディは、ハードトップ形態。窓にはワイパーがついており、筒型の底部の底穴や側面からはマジックハンドの手（これを振り回してのパンチを「バイキンパンチ」という。また、初期のマジックハンドの色は黄色や緑色だったが、後にピンクに統一されている。映画『ばいきんまんと3ばいパンチ』では黒）や水鉄砲などといった武器が出てくる（アンパンマンに攻撃をする際は、手にハンマーを持っていることが多い）。またコックピット内部の気密性は非常に高く、水中に潜ることができるほか、宇宙空間も航行できる。何らかの外傷によりUFOが壊れると、勝手にこれらの武器が出てきてばいきんまんを襲う（または、誰彼構わず襲いかかることもある）。絵本『アンパンマンとホラ・ホラコ』では、ホラコに促されて、アンパンマンがバイキンUFOに乗った。
バイキンUFOの装備は多岐にわたっており、側面や底部のマジックハンドのほか、ハンマー（金槌、木槌、鉄球、ピコピコハンマーなど）、ロケットパンチ、巨大な足『マジックジダンダ』（『バイキンキック』とも呼ばれる）、レーザー光線銃（アンテナからの光線はアンパンマンも戦闘不能にしていた）、かびるんるんとやみるんるん（たまに、べろべろまんも出す）、水の入ったボールなどを打ち出す大砲、各種の水鉄砲、ホーミングミサイル、ドリル、チェーンソー、吹雪も発生させる送風機、爆弾などの兵器のほか、雲などに擬態するための模型、バットやラケット（主にアンパンマンの新しい顔をはじき返す）、ゴルフクラブ、刀剣、十手、トライデント、のこぎり、巨大なハサミ、フライパン、フライ返し、シンバル、虫取り網、ハリセン、蠅叩き、お玉、しゃもじ、麺棒、けん玉、箒、布団叩き、くすぐり用アームなど、バラエティに富んでいる。また、『だだんだん』、『バイコング』、『バイキンマッチョロボ』、『バイキンロボット』、『たいやき号』、『もぐりん』等の大型のロボット兵器に変形することもできる（だだんだんは事前に組み立てている描写がある）。反対にそれらのロボットからバイキンUFOに変形することも可能。予備のUFOやパーツが用意されている描写もある。水中戦用（潜望鏡を装備）やレース仕様（ターボエンジンがついており、速度はロールパンナ並み）など、目的に応じて改造されることがたびたびある。
ばいきんまんが乗る機体のほか、ドライブ用のエメラルド色のUFO（暴走族のような騒音装置が付いている）や、映画『ばいきんまんと3ばいパンチ』では、バイキントリオのアカキンマンが乗る赤いUFOと、アオキンマンが乗る青いUFO（三人のバイキンパンチで一斉攻撃する「バイキン・ワン・ツー・トリプルパンチ」が必殺技）が登場し、映画『ばいきんまんVSバイキンマン!?』では、絵バイキンマンが作ったパッチワークのバイキンUFOと、ばいきんまんと絵バイキンマンが二人で操縦する金色のバイキンUFOが登場した。

#### 改造型
新型バイキンUFO（しんがたバイキンユーフォー）
初登場回 - TV第169話B「アンパンマンとカンタンシスターズ」
ばいきんまんが改良したUFOで、V字型のアンテナをつけているのと側面部に装備が増えているのが特徴。飛行能力が向上しているほか、強化したマジックハンドで岩をも砕く「ハンマーパンチ」を繰り出す。しょくぱんまん号と対決するが、しょくぱんまん号のターボエンジンで吹き飛ばされ、湖に落とされた。
バイキンUFO改良型（バイキンユーフォーかいりょうがた）
初登場回 - TV第169話B「アンパンマンとカンタンシスターズ」
上記の新型バイキンUFOを、かんたんシスターズを騙して改造させたもの（この時、ばいきんまんとドキンちゃんは聖飢魔IIのような扮装をしており、演奏ツアー中に車が故障したと偽った）。アンテナはネジ型で、通常のバイキンUFOよりコクピットが広い。ターボエンジンを装備して高速飛行できる他、アンパンマンとしょくぱんまんのダブルパンチにもビクともしない装甲を誇る。しかし、ドキンちゃんが余計なボタンを押してしまったため、ジェットエンジンが誤作動し、地中深く潜り込んでしまった（ばいきんまんとドキンちゃんは緊急脱出装置で脱出した）。この回のラストは、ジャムおじさんとアンパンマンが視聴者に自転車の安全運転を促すものだった。
バイキンスプレーUFO（バイキンスプレーユーフォー）
初登場回 - TV第251話A「アンパンマンとスプレーくん」
バイキンUFOの改造の一つ。スプレー式になっている。「バイキン香水」というとても臭そうなにおいのする香水が、下の瓶に入っている。それを町に撒き散らしつつ大暴れするが、香水のにおいはスプレーくんのきりなどで消えたりするため、スプレーくん達にそのにおいを消されたりした挙句、アンパンマン達に敗れた。
潜水艇型バイキンUFO（せんすいていがたバイキンユーフォー）
初登場回 - OVA「いっしょにおべんきょう 2 アイスだ!すいかだ!うきうき海水浴!」
浜辺で知り合ったユキちゃんに海底を見せてあげる為に作ったバイキンUFO。通常のUFOより一回り大きく、正面にはばいきんまん型の顔（目はヘッドライトを兼ねる）が、側面と背面にはそれぞれ胸鰭と尾鰭が付いている。
バイキン巨大UFO（バイキンきょだいユーフォー）
初登場回 - TV第367話「アンパンマンとてつの星」
大気圏内外を飛行可能な巨大なバイキンメカ。バイキン城に似ており、大きさもそれに匹敵する。底部から巨大なU字型磁石を出して、公園の遊具や調理用具、パン工場のかまどなどの鉄でできた製品を強奪してしまう。雨雲を発生させることも可能。てつの星の住民を脅迫して、対アンパンマン用の強力なロボットを作らせるために使用した。雨に錆びつくことを恐れずにジャムおじさんたちを助けようとしたこてつじいさんの行動で住民たちが蜂起し、トーテムポール状に縦に連なることで、こてつちゃんが乗り込み、制御を奪うことに成功した。最後はスーパーだだんだん・もぐりんスリーと激突して、大爆発した。
黄金バイキンUFO（おうごんバイキンユーフォー）
初登場回 - TV第376話A「ばいきんまんといずみのせい」（TV版）、映画第21作同時上映「ばいきんまんVSバイキンマン!?」（映画版）
TV版の黄金バイキンUFOは、泉の精にもらったもの。ミクロサイズになり敵の目を逃れる機能と、強烈な光で敵の目をくらませる機能が追加されている。アンパンマンたちに対して有利に戦うが、ジャムおじさんの機転で、アンパンマンがサングラスで光を無効化したため敗退する。また、ダイヤモンドのように輝く豪華なUFOも登場したが、こちらはばいきんまんが思わず嘘を言ってしまいもらえなかったため、どのような機能だったかは不明。
映画版の黄金バイキンUFOは、ばいきんまんと絵バイキンマンがアンパンマンを倒すために協力して作り上げたUFO。その名の通り黄金に輝き、アンテナの数も5本に増えている。目を輝かせながらアンパンマンを襲ったが、アンパンチ一発で吹っ飛ばされた。
スペースバイキンUFO（スペースバイキンユーフォー）
初登場回 - TV第596話「アンパンマンとスターフルーツ」
宇宙船アンパンマン号を攻撃するための宇宙飛行用のバイキンUFO。鼻から『バイキンスペースパンチ』を発射する。バイキンUFO同様、マジックハンドやバイキンハンマーで攻撃することもできる。
改造UFO・バイキングII世（かいぞうユーフォー・バイキングにせい）
1号（1ごう）
初登場回 - TV第600話「メロンパンナとオーロラの子馬」
アンパンマンを倒すために改造されたバイキンUFO。通常時よりもパワーアップしており、海賊を模した追加装甲を施されている。スペシャルエアバッグ『アンパンチトメルンダー』でアンパンチの衝撃を吸収・無効化してはじき返し、テニス用ラケットで打ち落とす。新しい顔に取り替えたアンパンマンをも苦戦させたが、ユニコーンの子供・スピカの角でエアバッグを引き裂かれ、トリプルパンチに敗北した。
2号（にごう）
初登場回 - TV第611話A「アンパンマンとますずしまん」
ばいきんまんを模した頭部とバイキンロボット型の胴体をつけたバイキンUFOからの変形ロボット。ノーズパンチでアンパンマンを吹き飛ばし、反転して新しい顔を叩き落とすなど善戦したが、ますずしまんの笹の葉手裏剣で視界を遮られたところにアンパンマンが新しい顔に取り替えたため、破壊された。
バイキンプリン型UFO（バイキンプリンがたユーフォー）
初登場回 - TV第666話B「プリンちゃんとプリンセス・プリン」

絵バイキンUFO（えバイキンユーフォー）
初登場回 - 映画第21作同時上映「ばいきんまんVSバイキンマン!?」
絵バイキンマンが作った継ぎ接ぎ付きのUFO。見た目はオンボロだが、本物のバイキンUFOよりも強い。
巨大バイキンUFO（きょだいバイキンユーフォー）
初登場回 - TV第1000話「ぼく、アンパンマンです!」
通常の数倍の大きさと、アンパンチも効かない重装甲を誇る強力なバイキンUFO。「絶対に負けない最強のバイキンUFO」としてばいきんまんが開発した。内部にバイキンUFOを格納し、巨大なマジックハンド、巨大ハンマー、カモフラージュ用の黒雲（武器にもなり、カレーパンマンとしょくぱんまんを吹き飛ばした）、かびるんるんが乗る飛行型のチビもぐりんを装備している。アンパンマンをマジックハンドで捕まえて顔を濡らし弱らせ、チビもぐりんでパン工場を地底のマグマに沈めてしまおうとしたが、脱出したアンパンマンに阻止される。その後アンパンマン、カレーパンマン、しょくぱんまんと戦う中で、チビもぐりんの編隊を叩き込まれることで穴だらけになり装甲が破壊され、通常のバイキンUFOになったところでアンパンチに敗れた。
トランプUFO（トランプユーフォー）
初登場回 - TV第1234話A「ドキンちゃんとトランプの国」
ばいきんまんがジョーカーから奪った魔法の杖で作った、トランプでできたUFO。見た目や性能はバイキンUFOに似ており、カラーリングはボディーにスートが描かれている点を除けば全て白一色に統一されている。しょくぱんまんをトランプに変身させた後、トランプの国の城をハンマーで破壊しようとする。駆け付けたアンパンマンに襲い掛かるが、魔法の効力が切れたために消滅してしまった。
モミの木ジェット装備型（モミのきジェットそうびがた）
初登場回 - 2015年TVスペシャル「ばいきんまんとすてきなクリスマスケーキ」
完成途中で壊れてしまった新型メカの部品の一部である「モミの木ジェット」を背面に組み込んだバイキンUFO。UFO本体下部分のデザインも通常のものと異なる。ボタンを押す度にジェットを無数に発射する。町の広場で開かれたケーキくん（としょくぱんまんとカレーパンマン）主催のクリスマスケーキ教室を襲うが、カレーパンマンと参加していたコキンちゃん（メロンパンナやレアチーズも参加）に敗れる。その後、クリスマスプレゼントを奪うためにアンパンマン達に向けて使うが、ばいきんまんがボタンを連打し過ぎたせいで暴走してしまう。

#### UFOからの変形メカ
バイキンボクサー
初登場回 - TV第37話B「アンパンマンとなぞのブラック」
手足を出して、性能をアップしたバイキンUFO。両手にはボクシンググローブをはめている。岩をも砕き、アンパンチに匹敵する威力を持つ『バイパンチ』が得意技。
大足ロボット（おおあしロボット）
初登場回 - TV第53話B「アンパンマンとアリンコキッド」
バイキンUFOに巨大な鉄の足・バイキンビッグフッドがついた踏み潰しロボット。「バイキン足ロボット」などのバリエーションも存在する。
バイキン足ロボット（バイキンあしロボット）
初登場回 - TV第418話B「ゴマすり和尚とスリコギ坊主」
大足ロボットのバリエーション。足首にばねが仕掛けられていて、遠くまで蹴りあげて攻撃する。泥水も噴射させる。
バイキンUFOロボット（バイキンユーフォーロボット）
初登場回 - TV第129話B「アンパンマンとトランプ四銃士」
バイキンUFOからの変形ロボット。キャノピー部に顔がついた装甲を付け、4本の手に剣、盾、大型ハンマー、鎖付きの錘を持っている。
ハンマーロボット
初登場回 - TV第178話A「アンパンマンとくっつき虫ペタリン」
バイキンUFOロボットのバリエーション。3本の脚を出し、木槌でアンパンマンを土中に埋め込んでしまう。おむすびまんに対しては多くの剣と手を出して戦ったが、全て斬り落とされた。
カンフーロボ
初登場回 - TV第177話B「アンパンマンとシューマイおしょう」
バイキンUFOからの変形メカ。空手家の服を着て、マジックハンドとロボットの足を装備している。シュウマイ姉妹の拳法の破り、シュウマイ和尚からシュウマイを盗むために使用された。
バイキンカンフーロボ
初登場回 - TV第671話B「うなどんまんとジャスミンさん」
カンフーロボのバリエーション。カンフーロボにバイキンマッチョロボの両腕を取り付けて脚を伸ばしたような外見をしている。ヌンチャクを振り回して攻撃する。ウーロンさん、ジャスミンさん、ショウロンポー三兄弟などの中華のキャラクターのお話によく登場する。
カニメカUFOロボ（カニメカユーフォーロボ）
初登場回 - 映画第6作同時上映「メロンパンナとあかちゃんまん - みんな集まれ! アンパンマンワールド（Bパート）」
メロンパンナ、あかちゃんまん、あかちゃんアンパンマンたちを倒すためのバイキンUFOからの変形ロボット。下部に足が付き、カニバサミで敵を捕まえる。アンパンマンたちがまともに戦えなかったのもあり優勢だったが、怒ったメロンパンナの怪力でカニバサミを壊され、メロメロパンチで動きを止められたところを、あかちゃんまんのあかちゃんパンチで破壊された。
バイキンマッチョロボ
バイキンUFOからの変形ロボット。バイキンUFOを円盤部分が分厚くなった胴体で大型化し、巨大な腕部と脚部をつけたような外見をしている。「バイキンUFOロボ」と呼称されることもある。腕部をドリルや巨大な刀、ハンマーなどに換装させたり、腕部の代わりに側面部からマジックハンドを出すなど、多くのバリエーションがある。
1号（1ごう）
初登場回 - TV第424話A「ばいきんまんとちびぞうくん」
球型の手の先から水鉄砲を出して攻撃する。パワーはあるが足が弱い。
2号（2ごう）
初登場回 - TV第503話A「ユッキーとSLマン」
手の先を改造して物がつかめるようになったロボット。手がペンチ型と、マジックハンドと同じ五本指のパターンがある。バイキンマッチョロボの中では登場頻度が多い。「バイキンロボ」と呼称されることもある（TV『どんぶりまんトリオとドクダミ夫人』『アンパンマンとローズヒップちゃん』など）。大砲型の水鉄砲や大型ハンマーなど、バイキンUFO同様の武装を用いることもある。「バイキンロボパンチ」が得意技。
ローラータイプ
初登場回 - TV第979話B「ジャムおじさんとロールケーキちゃん」
足にローラースケートを取り付けて、素ばやく動けるようにしたバイキンマッチョロボ。ロケットパンチを飛ばして戦うが、転びやすいのが弱点。
バイキンマッチョUFOロボ（バイキンマッチョユーフォーロボ）
初登場回 - TV第946話A「おむすびまんとうなどんまん」
バイキンUFOからの変形ロボット。腕と膝が筋肉モリモリになっており、その力は非常に強く、巨大な岩を壊すほどの破壊力を持つ。
バイキン拳法ロボ（バイキンけんぽうロボ）
初登場回 - TV第458話B「アンパンマンとはるまきぼうや」
マジックハンドとマジックジダンダ、ヌンチャクを装備して攻撃するバイキンUFOからの変形メカ。通常のバイキンUFOより攻撃力が高い分、操縦しているばいきんまんにダメージがフィードバックされる（チーズがマジックハンドに噛み付いた際に痛がっていた）。春巻アンパンマンの拳法技に敗れる。
サボテンロボ
初登場回 - TV第651話A「アンパンマンとコロッケキッド」
バイキンUFOから変形したサボテン型のロボット。力任せのパンチ、キック、踏みつぶしなどで戦う。
バイキンクルミロボ
初登場回 - TV第765話B「メロンパンナとクルミちゃん」
バイキンUFOからの変形ロボットの一つ。
体がクルミのような形をしており、そこに2本のアームと足を合体させてできている。アームなどで攻撃する。
バイキン股旅ロボ（バイキンまたたびロボ）
バイキンUFOからの変形ロボット。おむすびまんやこむすびまんと戦うときによく登場する。
1号（1ごう）
初登場回 - TV第845話A「ばいきんまんとこむすびまん」
何でも切りつける小刀が何本も仕込まれている三度笠を投げ飛ばしたり、持っている大きな刀を振り回したりして攻撃する。
2号（2ごう）
初登場回 - TV第1021話A「こむすびまんとじょんがらくん」
1号と同型で、マントを着ているロボット。水を噴射したり、四股になったり、色々な仕掛けがある刀で攻撃する。胸から出すロープで縛り上げる。
3号（3ごう）
初登場回 - TV第1260話A「ホラーマンとさくらもちねえさん」
1号、2号と同型。胸部分から「サイコロ弾」を射出し、アンパンマンの動きを封じ込めてしまう。

### ドキンUFO
初登場回 - TV第21話B「アンパンマンとおそうじまん」
ドキンちゃんが搭乗する赤いUFO。透明なキャノピーに1本のアンテナがある。こちらはドキンちゃんではなく、ばいきんまんが作った。バイキンUFOよりもコクピット内は広々としていてジョイスティックが二つあり、座席もあるため、ゆったりと操縦できる。一人乗りと思われるが、バイキンUFOが故障したときに、ばいきんまんと2人で乗ったこともある。近年の映画では、ホラーマンと2人で乗ることが多い（勝手に乗っていることも含め）。バイキンUFOの牽引も可能で、また書籍などによれば高速で飛行できるとされている。ハート型のリモコンによる遠隔操作も可能。武器が出ることはあまりないが、アンテナの光線銃や黄色いマジックハンド、マジックジダンダ、ピコピコハンマーなど、バイキンUFO同様の武器を装備している。
ブルー・ティアーズ号（ブルー ティアーズごう）
初登場回 - 映画第18作同時上映『コキンちゃんとあおいなみだ』、2007年TVスペシャル「コキンちゃんとなみだのクリスマス」（TVデビュー）
コキンちゃん専用の青いUFO。ばいきんまんが作ったものだが、バイキンメカには含まれない。ドキンUFOとは色違いで同じ性能だが一回り小さい。マジックハンドの色はオレンジ色。バイキン城やバイキンメカに激突しても傷一つ付かない耐久力を持つが、しばしばコキンちゃんがレバーを滅茶苦茶にいじったせいで故障してしまうことが多い。卵型宇宙船のコキンUFOとは全くの別物だが、テレビの解説放送などでは「コキンUFO」と呼ばれることがある。

### だだんだん

やなせたかし記念館前に建つ全高7メートルのジャイアントだだんだん像。だだんだんはアンパンチを放つ姿で建っている「たたかうアンパンマン像」と対峙している。

大型の二足歩行ロボットで、バイキンメカの中ではもぐりんと並んで代表的な存在。丸い顔の真ん中につなぎ目があって、胴体は縦長。体色は全体的に灰色。複数のバリエーションや強化型がある。1号は腕が無く踏みつぶしやカビ攻撃しかできなかったが、2号以降はペンチ状の両腕がつくようになり戦闘技術も増えた。脚部が太いものが基本形だが、バイキンロボット型の脚が細いタイプのロボットも「だだんだん」とばいきんまん自身が呼んでいる。ばいきんまん（声 - 中尾隆聖）が歌う『ダ ダン ダン!』というテーマソングもある。映画『だだんだんとふたごの星』以降、「ダダンダーン!!」とうなったり、ダメージを受けた際に「ダ…ダ…」と言うなど、しゃべる（または起動音を上げる）ことが多くなった。地響きを立てて進む効果音から命名された「だだんだん」というネーミングは、やなせの自信作であり、戦闘用ロボットにしては愛嬌があるデザインもやなせのお気に入りである。香美市立やなせたかし記念館のアンパンマンミュージアムには、ジャイアントだだんだん（『だだんだんとふたごの星』より）の像が建てられている。
1号（1ごう）
声 - 中尾隆聖
初登場回 - TV第16話A「アンパンマンとだだんだん」
口の中の大砲からカビの花だらけにして固める黒い液体を放射する。森をカビだらけにして支配しようとするが、カバオくん達の作戦によって転倒し頭部のみとなってしまい、最後はジャムおじさんが作ったカビ取りマシーンによって破壊された。なお、ばいきんまん自身が乗っていた事を秘密にして無人メカだと思わせていたが、「カビパンマン」や「ペチャンコパンマン」と言ったことでアンパンマンやカバオくん達に正体がばれてしまっている。なお、カビの液体を発射する音はトムス・エンタテインメントの制作したアニメ、ルパン三世第二シリーズのさらば愛しきルパンよのロボット兵のレーザー音を流用した。
TV第401話B「カレーパンマンとしょくぱんまん」では、バイキンUFOからの変形メカとして再登場し、アンパンマンたちと戦う中で、チェーンソーや光線銃などの武器を多数展開している。
2号（2ごう）
声 - 山寺宏一→千葉繁（アンパンマンショー）
初登場回 - 映画第2作『ばいきんまんの逆襲』、TV第100話「新しいしょくぱんまん号誕生」（TVデビュー）
前述のように新たに両腕を装備した、バイキンUFOからの変形ロボット。頭の上にアンテナが4本ある。だだんだんの中では登場頻度が多く、口から光線や泥水を吐き出したり、マジックハンドから複数の弾丸を打ち出したりすることができる。背中にジェットエンジンを装備して空を飛ぶこともある。
アンパンマンショー『アンパンマンとカレーなヒーロー』では、ばいきんまんがカレーパンマンに仕返しするために改造させ、アンパンマンやしょくぱんまんを含めて圧倒させるも、ばいきんまんのミスで暴走（殴るパターンとアンテナが取れるパターンがある）。最後は立ち上がったアンパンマン、しょくぱんまん、カレーパンマンのトリプルパンチで破壊される。なお、着ぐるみショーであるためかばいきんまんは搭乗せず、その場で掛け声をすることによって操作している。
3号（3ごう）
初登場回 - 映画第2作『ばいきんまんの逆襲』、映画第4作同時上映『あかちゃんまんの大冒険 - アンパンマンとゆかいな仲間たち（Aパート）』
『ばいきんまんの逆襲』に登場した3号は、2号とほぼ同じタイプ。口から光線を発射する。バイキンUFOからの変形、バイキンUFOへの変形も可能。序盤に登場し、メコイスの壺を奪うことに成功するが、壺を開けようとした際に腕が破損。以後はずっとバイキンUFOに変形していたため、アンパンマンとも戦わなかった。
『あかちゃんまんの大冒険』（『アンパンマンとゆかいな仲間たち』のAパート）に登場した3号は、素早く乗り込めるように操縦席が頭の上に付いている。両手に持っている2本の大きなハンマーが武器。アンパンマンたちをモグラ叩きにするがあかちゃんまんにだけは逃げられ、怒って鉄のハンマーに持ち替えたところ、あかちゃんまんがみるくぼうやのミルクでパワーアップ。ほぼ一方的に倒された。
4号（4ごう）
初登場回 - TV第598話B「プリンちゃんとめいけんチーズ」
全体の色が濃い群青色をしただだんだん。プリンちゃんとエクレアさんを捕まえるが、脱出装置のボタンを押されて操縦していたばいきんまんが逃げ出されてしまう。
飛行型（ひこうけい）
初登場回 - TV第423話A「アンパンマンとそらとぶだだんだん」
背中に付けたロケットエンジンで、自由に空を飛べるようになっただだんだん。体当たり、胴体の中の大砲、また足の裏で挟み込んで攻撃する。ロケットエンジンの推力はトリプルパンチをものともしない。アンパンマンたちを苦戦させたが、メロンパンナの挑発で隙ができたところで、片方のエンジンを破壊され制御できなくなり落下、最後の悪あがきとしてパン工場に墜落しようと特攻をかけるも三度目のトリプルパンチで破壊された。この機体の登場以降、だだんだん系統のロボットにはロケットエンジンが搭載されることが多くなる。
スーパーだだんだん・もぐりんスリー
初登場回 - TV第367話「アンパンマンとてつの星」
ばいきんまんによると「最大最強のロボット」（1996年時点）。さまざまなバイキンメカの意匠が取り入れられており、胴体と脚部はだだんだんで、トリプルヘッドの首が伸び、3つ首それぞれの先端に通常サイズのもぐりんが結合されている（操縦席は中央のもぐりんの内部にある）。街やパン工場の鉄製品を強奪したうえ、雨に弱いてつの星の住民を脅迫し、公害が起こるほど工場をフル稼働させて作らせた。通常のアンパンチを弾き返すほどの装甲で、指先から発射するドリルミサイルと、溶けた高温の鉄（アンパンマンを銅像のように固めてしまった）を武器にしている。その上、新しい顔に替えて100%以上の力をこめたアンパンチ対策として、自動修復装置も備えている。
新しい顔に取り替えたアンパンマンすら追い詰めたが、こてつちゃんたちに太陽光線を浴びせてもらったことで元気300倍にパワーアップしたアンパンマンのジャイアントスイングを食らい、ドキンUFOを巻き込んでバイキン巨大UFOに衝突し、大爆発した。
バイキンロボット型（バイキンロボットがた）
声 - 渡部建（映画・かがやけ!クルンといのちの星）
初登場回 - TV第442話B「カレーパンマンとクルミちゃん」
前述のように顔の繋ぎ目が無く、脚が細いタイプのだだんだん。映画第17作『ハピーの大冒険』で登場したバズーカになる番傘を装備して口や胴体から巨大な鉄球を発射するタイプ、映画第19作目同時上映『ホラーマンとホラ・ホラコ』で登場したバイキンUFOの武装を多数装備したタイプなどの武装バリエーションも存在する。
お掃除だだんだん（おそうじだだんだん）
初登場回 - 第452話A「ぼくのアンパンマン」（TV版）、絵本「アンパンマンとバナナダンス - アンパンマンのおはなしるんるんシリーズ」（絵本版）
TV版のお掃除だだんだんは、両手に箒と塵取りを持った掃除係のだだんだん。リモコンの操作で動く。両目を光らせてゴミを探知するが、何故かばいきんまんを掃除してしまう。
絵本版のお掃除だだんだんは、バイキンUFOからの変形メカで、だだんだんの頭部からマジックハンドとロボットの脚が出ている形態。ばいきんまんがバナナ島に到着した時、バナナ島のガランゴロ山が噴火したため、アンパンマンたちと共に岩を片付けるのを手伝った。
最強パワーアップロボ（さいきょうパワーアップロボ）
初登場回 - TV第700話「みんなだいすき!アンパンマン」
だだんだんのパワーアップバージョン。その呼び名は伊達ではなく、ロールパンナ・カレーパンマン・しょくぱんまんの3人とも互角に戦った。必殺武器として、腕部をドリルのように回転させて放つロケットパンチ、カビルンUFO編隊、ばいきんまんが発射する舌部の強力泥水鉄砲を備えている。カビルンUFO編隊に支えられて飛行する。トリプルパンチで吹き飛ばされた。
スーパー穴掘りだだんだん（スーパーあなほりだだんだん）
初登場回 - TV第777話「アンパンマンとさばくのたから」
アンテナの代わりに頭部に3本のドリル、両手にもドリルを装備した、地中移動用のだだんだん。すなおとこが持つ宝物を奪うために作った。地下の水脈を掘り当て、水が苦手なすなおとこは逃げ出し、ちょうどすなおとこに捕まっていたジャムおじさんたちも水で助かったために、アンパンマンたちから感謝される。宝物もオアシスだったことが判明し、みんなに感謝されたことに照れながら、ばいきんまんたちはUFOで帰っていった。
アイスだだんだん
初登場回 - 2004年TVスペシャル「アンパンマンとクリスマスの星」
ペンギン村の氷祭りを邪魔するために改造されただだんだん。顔の周りに氷でできた氷柱型の角がついているのが特徴。足の裏から スケート靴の刃（ジェットエンジン付き）を展開し、氷上を滑走する。顔の角を発射する「氷柱ミサイル」で攻撃するが、跳ね返された角が本体周囲の氷に突き刺さったために足場が崩れて転覆。その後、ばいきんまんはバイキンUFO（アイスだだんだんから変型したのか、内部に格納していたのかは不明）で撤退した。
泣き虫だだんだん（なきむしだだんだん）
声 - 徳本恭敏
初登場回 - 2007年TVスペシャル「コキンちゃんとなみだのクリスマス」
バイキンロボットにサンタクロース風のコスチュームを施したデザインのロボット。クリスマスをめちゃくちゃにし、プレゼントを奪う為に作った。コキンちゃんの涙の成分とやみるんるんの涙とバイキン草のエキスで作った黒い涙を泣きながら流して、周りを汚したり、相手を黒い涙の中に包んで悲しい気持ちにさせて動けなくさせたりする。またやみるんるんが泣き止んだ場合に備えてたまねぎをみじん切りにする装置を付けておき、強制的に泣かせられるようにしてある。コキンちゃんの大泣きによって黒い涙が浄化されて操縦装置が故障して暴走した挙句、最期はアンパンマンとしょくぱんまんのダブルパンチで破壊された。
ドライヤーだだんだん
初登場回 - TV第922話B「ばいきんまんとなだれおに」
口がドライヤーになっているだだんだん。雪遊びを邪魔するために作った。熱風を吐き出して、雪を溶かす。
ズダダンダン
初登場回 - 映画第20作『妖精リンリンのひみつ』
右手はドリル（もぐりんのものを流用しており、射出も可能）、左手はハンマーでできている巨大ロボット。だだんだんを大きくしたような形状をしている。扇状に広がる7本のアンテナ（前から見ると7本だが、実は後頭部にもう1本あり、実際は合計8本）から相手を花に変える光線を発射する。空も飛べる。脚部がジェットエンジンになっていて、腕部を収納し、ウィングを出す。ばいきんまんによると「最強メカ」で、『天下無敵のズダダンダン』というテーマソングまである（『つみきの塔』のアレンジ版）。勇気の花を求めて死神山に来たアンパンマンたちを攻撃。最後の勇気の花を散らし、カレーパンマンやしょくぱんまん、ロールパンナたちまで花に変え、勇気の花のジュースのないアンパンマンを踏みつぶそうとするが、巨大な勇気の花となったリンリンの力でアンパンマンが復活。空中でズダダンパンチを放つが、光り輝くアンパンマンのアンパンチで吹っ飛ばされた。絵本では、アンテナの周りにあるリングを発射してカレーパンマンやロールパンナたちを動けなくさせた。
ジャイアントだだんだん
声 - 原口あきまさ（映画・だだんだんとふたごの星）
初登場回 - TV第977話B「ばいきんまんとジャイアントだだんだん」（TV版）、映画第21作『だだんだんとふたごの星』（映画版）
TV版のジャイアントだだんだんは、その名の通り、通常の倍以上はある大きさをしており、コックピット内もかなり広い。容姿は2号の背中にロケットエンジンを付けたデザイン。手をドリル状に回転させて地中を掘り進んだり、回転させて射出し攻撃することが可能。トリプルパンチを物ともしないパワーを誇るが、頭部のアンテナが弱点。アンキックでアンテナを折られ、機能停止したところをトリプルパンチで破壊された。
映画版のジャイアントだだんだんは、ドクター・ヒヤリに心の玉を取りつけられ、心を持った巨大なだだんだん。こちらの容姿は2号の灰色だったボディが黒、口および関節の紫色の部分が金色に変更され、左胸に心の玉を搭載したデザイン。心の玉によって自我を持った為、自分で考え、自分で動き、自分で戦うことができる。しかし心の玉にキラリが入ってしまったため、ギラリに操られるようになってしまった。星の妖精のキラリが入ったためにパワーが過剰になって一度は動作不良を起こしたが、ばいきんまんが改造して制御できるようになった上、ギラリの力でさらにパワーアップする。後から背中に取りつけたランドセル型のロケットエンジンで空を飛べる。エンジン点火試験では透明の炎を発しており、水素燃料を意識した設定のようである。アームを高速回転させて竜巻を起こし、トリプルパンチをも防ぐ。キララとギラリの杖が重なった時に生じたエネルギーで、右手に雷球を発射する銃、左手に鎖付き鉄球、アンテナからホーミング光弾を発射する、漆黒の悪魔のような姿に進化した。その後、ギラリがキラリに戻ったため停止したが、キララとキラリの星の杖の輝きで再起動し、本当の自分の意思でデビルスターに立ち向かう二人とアンパンマンを助け、デビルスターを押し戻して爆発した。その時生じた光を浴びて、アンパンマンが放った「スターライトアンパンチ」でデビルスターは破壊された。すべてが終わったあと、ジャムおじさんが「本物の心が芽生えたのかもしれない」と言って、さらにアンパンマンたちが夜空を見上げたとき、空にはジャイアントだだんだんが星座となって輝いていた。
その後は第1352話「ブラックロールパンナと勇気の花」で再登場し、上記の機体の灰色カラーでアームがドリルに変形し、勇気の花を滅茶苦茶にする。最後はトリプルパンチを受けて吹っ飛ばされた。以降もTV「アンパンマンとどろんこ魔王」や映画『きらめけ！アイスの国のバニラ姫』などにも登場する。
集音機型（しゅうおんきがた）
初登場回 - 映画第22作『ブラックノーズと魔法の歌』
腹部に集音機、両手と口にスピーカーが装備された新型のだだんだん。アンパンマンに破壊された、腹部に大砲を装備したタイプを改造したもの。カーナの吹く「暗闇の笛」の音符を100万倍に増幅して流すことができ、笛を吹くことをやめたカーナに代わってブラックノーズの封印を解いた。そしてブラックノーズに成り変わって世界を支配することを目論むばいきんまんの操縦でブラックノーズを音符で攻撃したが、光線に押し返されてしまい、ニワトリ型にされてしまった（操縦席のばいきんまん、ドキンちゃん、ホラーマンはヒヨコの姿にされた）。その後も頭の上半分をアンパンマンにもぎ取られてブラックノーズの攻撃を受け止める盾にされるなど、散々な目に遭う。
お天気だだんだん（おてんきだだんだん）
初登場回 - 2010年TVスペシャル「赤鼻チャッピー 勇気のクリスマス」
気象を自由に制御する能力を持っただだんだん。口から黒雲を発生させ、背中のランドセル型のエンジンには、空を飛ぶためのジェットエンジンや気象を変化させる機能を持ったパラボラアンテナが組み入れられている。腕部を伸縮させたり、回転させたりして攻撃する。ホラーマンがボタンを押すと、雷に直撃されてしまう。吹雪でサンタクロースをクリスマスの谷に釘付けにし、プレゼントを奪う作戦に使用された。赤鼻のトナカイ・チャッピーとクリームパンダにプレゼントを奪還され、さらにロールパンナのローリングハリケーンで黒雲を取り払われた挙句、アンパンマン・カレーパンマン・しょくぱんまんのトリプルパンチでバラバラにされてしまった。
TV第1143話「コキンちゃんと消えたパン工場」ではお天気だだんだんと同型の機体が登場し、アンパンマン達を襲うも、結局トリプルパンチに敗れた。
新型（しんがた）
初登場回 - TV第1082話B「プリンちゃんとだだんだん」
股の部分の設計が異なる事以外は2号の外見をしているだだんだん。相手をおびき寄せる為の人形を胸部の中に装備したり、カメレオンのように体色を自由に変えたりする事が出来る。プリンちゃんとエクレアさんが操縦した事があり、彼女らにおもちゃと勘違いされていた。映画第24作『よみがえれ バナナ島』では、頭部が回転したり、おやつの入った隠し扉が存在したり、平泳ぎで海中を進んだり、バイキンUFOからではなく直接もぐりんに変形したりという数々のギミックが搭載されている。しかし、バナナの皮だけですべって転び大破してしまったこともある。
ぺろりだだんだん
初登場回 - 絵本「アンパンマンとリンゴぼうや - アンパンマンのおはなしるんるん」、映画第26作『りんごぼうやとみんなの願い』（アニメデビュー）
ゴロンゴロの胴体にだだんだんの頭部がくっついているような虫型のロボット。
1号（1ごう）
背中についている羽で空を飛び、口から飛び出している大きな舌を使ってSLマンの運ぶリンゴを盗もうとする。柔らかい舌はエアバッグのようにアンパンチの衝撃も吸収してしまうが、リンゴぼうやに種を植えられてしまい、舌が使えなくなったところで元気100倍になったアンパンマンの「ソフトアンパンチ」で吹き飛ばされた。
2号（2ごう）
リンゴ村からリンゴを盗むために改造されたぺろりだだんだん。背中についている羽で空を飛び、二足歩行ロボットに変形することもできる。リンゴ村のりんごを独り占めするためにストローこうもりを追い払う。その後現れたマジョーラを倒そうとするが、毒液攻撃を受けてりんごの形にされてしまう。それでも尚、舌攻撃でマジョーラに善戦するも、再び毒液攻撃を受けて爆発四散する。
TV第1424話「アンパンマンとみんなのえがお」ではばいきんまんとホラーマンが協力して作った。外見は二足歩行タイプである。口から吐く泥団子で相手の動きを封じ、特大サイズの泥団子も発射可能。並み程度のパンチは通用しないが、「メロメロパンチ」が苦手。カレーパンマン、しょくぱんまん、メロンパンナのトリプルパンチを分離で回避することもできる。最後は元気百倍のアンパンマンのアンパンチで吹っ飛ばされた。
スピーカーだだんだん
初登場回 - 映画第28作『おもちゃの星のナンダとルンダ』
しらたまさん達のコンサートをめちゃくちゃにするための音響係のだだんだん。アンテナは2本で、集音器型だだんだんのようにスピーカーを装備しており、スピーカーから出す灰色の球体で人を捕らえることも可能。背中にはロケットエンジンが搭載されている。向かってきたアンパンマン達をスピーカー部分に閉じ込めて音波攻撃を仕掛けるが、かつぶしまん、鉄火のマキちゃん、おむすびまんにスピーカーを破壊されてしまう。さらにハンバーガーキッド、やきそばパンマン、サラダ王子に足を切り倒され、残りのスピーカーもしらたまさんに封じられてしまう。最後はアンパンマンにアンパンチで破壊された。
アイアンだだんだん
初登場回 - TV第1455話B「ブリキッドとてつの星」
ばいきんまんがアンパンマンを倒すためにてつの星の人たちに作らせただだんだん。ゴーグルとマントをつけているのが特徴。口の中にトゲ付の鉄球を発射する大砲を格納している。かなり頑丈で並み程度のパンチではビクともしない。元々鉄でできているため、錆びると動かなくなってしまうのが弱点。最後はアンパンマン号のノーズシャワーに錆びつかれアンパンチで吹っ飛ばされた。
サンタだだんだん
初登場回 - 2022年TVスペシャル「ちびっこサンタのニコニコクリスマス」
クリスマスを自分の物にする為に作っただだんだん。デザインは目の色以外、ほとんど泣き虫だだんだんと共通。口の中からネットを発射しサンタクロースを誘拐したり、大砲を出してオーナメント型の砲弾で相手をおもちゃの姿に変えてしまう。また、背負っている袋の中には、大量のかびるんるんが詰まっている。
大スターだだんだん (だいスターだだんだん)
初登場回 - 映画第34作『ロボリィとぽかぽかプレゼント』
ロボットたちが暮らすロボ彗星をバイキン草の力で乗っ取り、改造して作った超巨大なだだんだん。最初はばいきんまんに洗脳されたロボリィが操縦をしていた。右手にドリル、左手に電撃銃、胸部とアンテナにビーム砲を搭載しているなど武装は非常に強力だが、実はドキンちゃんがしょくぱんまんへのプレゼントとして巨大なオルゴールを組み込んでおり、そのオルゴールがなっている間は動くことができないという弱点もある。最後は渾身のトリプルパンチを受け機能を停止し、後にオルゴール部分を除いて元のロボ彗星に戻された。
ウッドだだんだん
初登場回 - 映画第35作『ばいきんまんとえほんのルルン』
すいとるゾウを倒すために、ばいきんまんとルルンが協力して完成させた木製のだだんだん。

#### だだんだんの派生種
丸い頭部に縦長の胴体をした、体形的にだだんだんとよく似た姿と形の巨大なロボット。
バイキンロボット
初登場回 - TV第21話A「アンパンマンとバイキンロボット」
二足歩行ロボットの新型。頭部の4本のアンテナは操縦桿になっている。ペンチ型の両手と、口から吐き出す光線を装備したり、空飛ぶ円盤に変形したりする。初登場したときは、ばいきんまんの命令で動く自律歩行タイプだった。その後は大型化し、ばいきんまんが中で操縦するようになった。だだんだん2号に似ているが、こちらは顔のつなぎ目がなく、脚が細身である。こちらもだだんだんとして扱われることが多い。TV第500話の中編「アンパンマンのひみつ」では、背中にロケットエンジンを取り付けて空を飛んだことがある。漫画『とべ!アンパンマン』では、黒いタイプのバイキンロボットが登場し、アンパンマンが操縦したことがある。
ばいきんまんロボット
初登場回 - 映画第1作『キラキラ星の涙』
バイキンロボットのバリエーションで、もぐりんを改造して作った踏み潰しロボット。内部には脱出用のバイキンUFOやドキンUFOが隠されている。ドロンコ魔王にそそのかされてアンパンマンたちを襲うが、おむすびまんにコントロールを奪われドロンコ魔王に攻撃し、魔王の反撃でバラバラにされた。
モグリンガー
頭の上にドリルが付いている地中移動用のロボット。体色はもぐりんに似ている。
1号（1ごう）
初登場回 - TV第35話A「アンパンマンとドドのしま」
水中や地中を進めるロボット。口から出す細長い舌が武器。だだんだん1号と同じく正体を隠していたが（ただし、声はばいきんまん本人）、ドドの島の火山の噴火によってコクピットから出され、最後はそのまま放棄された。
2号（2ごう）
初登場回 - 映画第3作『とべ! とべ! ちびごん』
1号にペンチ型の両手を取り付けて改良をしたロボット。頭の上のドリルで地中を掘り進み、口から出す細長い舌と手を振り回して攻撃する。アンパンマンたちを苦しめるが、火山の火口に投げ飛ばされボロボロになったところにちびごんが起こした雷が当たりとどめを刺された。
3号（3ごう）
初登場回 - TV第282話A「アンパンマンとタケトンボマン」
円盤状の手足と黒っぽく濃い体色のモグリンガー。頭のドリルと口から出すシャベルで地面に穴を掘る。シャベルで敵をたたきつけたり放り投げたりする。股部分からのジェット噴射による低空飛行やスピードアップも可能。地中潜行時には手足を収納する。新しい顔で復活したアンパンマンも泥の混じった地下水脈を雨のように撒き散らして追い込み善戦するが、ジャムおじさん達の飛ばした竹トンボを直視したばいきんまんとドキンちゃんが目を回した事で操縦が混乱。最後はその隙を突いたアンパンチで谷底に叩き落されて敗北。機体は放棄され、ばいきんまん達はそのまま川に流されて退場した。
TV第321話の中編「アンパンマンとふしぎなクルルン」では、頭のドリルの代わりにバイキンUFOのキャノピー部分が付き、口からマジックハンドや町中の食べ物を吸い込むためのバイキンバキューム、送風機などを出す同型のロボットが登場した。
コックさんロボット
声 - 野崎学
初登場回 - TV第92話A「アンパンマンとかぼちゃのかぼちゃん」
自律行動する調理師型のロボット。愛称は「コックロボ」。「グルメ、グルメ」としか言わない。口から材料を入れると料理を自動的に作ってくれるが、食べる間もなく作り続けるのが欠点。戦闘もでき、フライパンで相手を殴打したり、電子レンジ状の胸部から皿を発射できる。カボちゃんのカボチャ畑を荒らすが、怒ったカボちゃんにカボチャを叩きつけられて川に落とされた。
クリクリロボ
初登場回 - TV第155話B「アンパンマンとクリスケさん」
栗の形の頭部と体色を除くとだだんだんにそっくりなロボット。栗の木山から栗を盗むためにバイキンUFOから変形した。毬栗の殻を被ってイガグリロボ1号にも変形する。
イガグリロボ
1号（1ごう）
初登場回 - TV第155話B「アンパンマンとクリスケさん」
クリクリロボから変形した巨大な毬栗型のメカ。球体状で無数の棘を纏っている。転がりながら突き進み、クリスケさんを崖まで追い詰めた。毬栗の殻を破りながらバイキンUFOに変形することも可能。
2号（2ごう）
初登場回 - TV第1240話B「カレーパンマンとクリ・キン・トン」
頭が金色の毬栗の形をした、クリクリロボの改造ロボット。いがぐり山の栗を奪う為に使用した。毬栗型のロケットパンチ「イガイガ弾」や「イガグリハンマー」、頭突き技の「バイキンヘッドバット」が武器。クリ・キン・トンをピンチに追い込むが、アンパンマン・カレーパンマンのダブルパンチに敗れる。
バイキンヨーヨーロボ
初登場回 - TV第279話B「アンパンマンとヨーヨーマン」
4本の手に持ったヨーヨーを投げつけるだだんだん型のロボット。
やみだんだん
初登場回 - TV第335話「アンパンマンとくらやみ谷」
やみるんるんの力で動く、だだんだんの改造ロボット。世の中を暗闇で包もうとした。暗闇だと力が強くなる。頭部の管からやみるんるんを出して攻撃する。はさみを持ったやみるんるんを竜巻状に噴出する“やみるんるんカマイタチ”が必殺技。「クリームパンダとやみるんるん」では夜更かしする子供を誘拐するロボットとして登場。なお、初登場時はやみるんるんと同じく真っ黒だったが、再登場以降は通常のだだんだんと同じ色になった。
一つ目入道ロボ（ひとつめにゅうどうロボ）
初登場回 - 映画第10作同時上映「おむすびまんとおばけやしき - アンパンマンとおかしな仲間（Aパート）」
一つ目入道を模した、だだんだん型の巨大ロボット。手に金棒を持っている。おむすびまんとこむすびまんをお化け屋敷に迷い込ませ、やっつけようとした。おむすびまんに頭部を破壊された後、操縦席のばいきんまんとドキンちゃんにこむすびまんが梅干しを投げ込んで、制御できなくなったところに、ロケットパンチを誘導されて爆発した。
連獅子ロボット（れんじしロボット）
初登場回 - TV第523話「しろかぶくん、故郷へかえる」
だだんだんのボディをベースに作成した歌舞伎役者型のロボット。でんでん一座のおでんを盗むために作ったのが初登場。だだんだんの顔の上に隈取が施されており、パワーアップすると鬼面になる。真っ赤な長い髪の毛を触手のように操ってご馳走を横取りしたり、向かってくる相手を捕まえたりする。両腕のロケットパンチも強力。TV第641話「おむすびまんとどんぶりまんトリオ」では、アンパンマン、メロンパンナ、おむすびまんを苦戦させたが、おむすびまん直伝のおむすびを頭に入れてパワーアップしたどんぶりまんトリオの活躍で逆転された。
ラーメン大王（ラーメンだいおう）
初登場回 - TV第556話「しょくぱん王子とてんどん姫」
ラーメンの麺やスープを発射させる装置を両手に付けた、だだんだんの改造ロボット。顔がラーメンの丼鉢になっている。両手をパンチ用の球型に換装したり、背中からロケットエンジンを展開して空を飛ぶことも可能。
バイキンシャボンダダンダン
声 - 星野充昭
初登場回 - 映画第19作『シャボン玉のプルン』
しゃぼんだま姫とシャボン玉ガールズから奪った笛を組み込んで作ったロボット。『ダダンダン』とあるが、実際はジャイアントベアリングロボの形をしている。口と3本のパイプの角から汚れたシャボン玉を発射して、相手の体を包んだり、物を固めたりする。シャボン玉はかびるんるんのオルガンによって発射される。腕部は伸びる。また装甲も丈夫で、パンチをはじく。アンパンマンたちをシャボン玉で包みこむが、自信を取り戻したプルンのシャボン玉で逆転され、アンパンマンとプルンの連携によりシャボン玉の発射口をすべて潰される。なおも戦いを続けるものの、プルンのシャボン玉が内部に侵入し部品が次々破壊され、動けなくなったところをアンパンチで貫かれて、はじけてきれいなシャボン玉となった。
バイキンたいこロボ
初登場回 - TV第713話B「クリームパンダとたのしい夏まつり」
頭が和太鼓、体がだだんだん型のロボット。夏祭りを乗っ取るために作った。
カミナリバイキンロボ
初登場回 - TV第720話B「フランケンロボくんとかみなりピカタン」
雷をエネルギーにするロボット。起動には多くの電力を必要とする。そのため、ばいきんまんはかみなりぴかたんを誘拐したが、たまたまフランケンロボくんがそこに乱入したため、エネルギーが過剰になり、爆発した。
どんぶりロボット
初登場回 - TV第897話B「かまめしどんとちゅうかどんまん」
顔が丼鉢になっているだだんだん型のロボット。頭の中に敵を閉じ込めることができる。蓋をブーメランのように飛ばして攻撃できる。
スーパーばいきんぜんまいロボ
初登場回 - 映画第28作「おもちゃの星のナンダとルンダ」
厳密に言えばメカではなく、ばいきんまん本人がおもちゃスティックの力で変身した姿で、ばいきんまんとおもちゃの集合体によって出来たもの。見た目はだだんだんそっくりだが、ボディは真っ黒でピエロを扮した衣装を着ている。アンテナから発射される「バイキンビーム」を浴びたものはおもちゃと化してしまう。最後はルンダのゼンマイの力でパワーアップしたアンパンマンのアンパンチで元に戻り、ドキンちゃんやホラーマン共々吹っ飛んでいってしまった。それと同時におもちゃ化された人々も元に戻った。
バイキンマカロンロボ
初登場回 - TV第1342話A「メロンパンナとマカロンさん」
頭部がマカロンの形をした、だだんだん型のロボ。右手の泡立て器を振り回し、左手のゴムベラで攻撃を防ぐ。胸部からマカロン弾を出し、口の中からは巨大なマカロン弾を発射する。

### もぐりん
モグラ型の地底戦車。TV第19話「アンパンマンともぐりん」で初登場。設計図の完成まで後一歩の所で行き詰まっていたが、ドキンちゃんが当てずっぽうに描き加えた落書きが奇跡的にヒントとなり完成した。四足歩行で地中を潜って移動し、鼻のドリルでどこにでも穴を掘ることができる。舌を伸ばして相手を捕まえたり、物を盗むことも可能。マジックハンドを装備したり、ドリルを射出するといった武装バリエーションも存在する。胴体側面部の爪を伸縮させて攻撃することも可能で、また、ドリルを外すことで水流を放射したり、かびるんるんを放出したりできる。地下の空洞や落下に備えたパラシュートも装備している。かびるんるんが歯車の上を走ることで動力源となっている。また、『キャラクター大全集6』のビデオによるもぐりんの紹介や、TV第679話A「アンモナイトくんとぎんいろの湖」ではやみるんるんが動かしていた。初登場したTV「アンパンマンともぐりん」では燃料を必要としていた。映画『虹のピラミッド』では、めいけんチーズやあめふりアメちゃんが操縦した。カバオくん達やドリアン王女が盗んで乗り込んだせいで壊されたこともある。バイキンUFOから変形する場合や、バイキンUFOを格納している場合もある。映画『よみがえれバナナ島』では、だだんだんから変形した。
スーパーもぐりん
初登場回 - TV第398話・第399話「アンパンマンと海賊ロブスター」
飛行型や潜水型に変形できるように改良されたもぐりん。鼻のドリルや魚雷を発射する他、アンパンマン達のマントを切る為のハサミ型アームが付いている。最後はトリプルパンチとばいきんまんが幽霊船に設置した爆弾によって破壊された。TV第1218話B「GO!GO!アンパンマン号」では、何でも凍らせてしまう吹雪で攻撃できるようになった。
ファイヤーモグリン
初登場回 - TV第277話「すすめ!アンパンマン号」
地底国・モグーにあるファイヤーストーンの力でパワーアップしたもぐりん。ドリルが金色になり、その先端から光線を発射できる。全身が金色になったときは制御不可能なほどの高いパワーを発揮し、地底国をめちゃくちゃにした。アンパンマンたちとアンパンマン号を圧倒するが、ファイヤーストーンといのちの星の力によりパワーアップしたアンパンマン号のノーズパンチに敗れた。
チビもぐりん
初登場回 - TV第429話B「かびるんるんとチビもぐりん」
かびるんるん専用の地底戦車。もぐりんを小型にしたメカで、サイズが小さい以外はもぐりんと同じ性能。ドリルを発射することもできる。
氷上タイプ（ひょうじょうタイプ）
初登場回 - TV第1066話B「クリームパンダとドン・キ・ホタテ」
スケート靴のように刃を出して氷上を滑走するように改良されたもぐりん。鼻のドリルで氷を割り、敵を水中に落とす。
スノーモグリンガー
初登場回 - 2005年TVスペシャル「アンパンマンのジンジンジングルベル」
雪の中を潜って進む、もぐりんの改良型。4本足が改造され円盤状となった。雪崩を起こして、雪に埋もれたクリスマスプレゼントを口から出すシャベルで掘り出す。4本足からスキー板を出して雪道を高速で滑走する事も可能。口からやみるんるんを吐き出す。アンパンマンやルドルフを追跡していた末に崖に激突し一度大破するが、ローソク島にて完全復活した状態で再び現れる。ブラックなだれおにと共にアンパンマン達を追い詰めるが、「クリスマスの炎」の力で格段にパワーアップしたアンパンマンの渾身のアンパンチによって破壊された。
飛行船もぐりん（ひこうせんもぐりん）
初登場回 - 映画第7作『ゆうれい船をやっつけろ!!』
バイキンゆうれい船の内部にあるもぐりん型の巨大飛行船。正面に巨大ドリルミサイル一つ、頭上部に大砲一門、竜巻を起こすマスト三本、両側面にビーム砲三門、回転のこぎりが一つずつ、口にはミサイルも装備してある。カレーパンマンから「かっこ悪い」と言われていた。アンパンマンたちと壮絶な空中戦を繰り広げるが、ロールパンナと飛行船アンパンマン号の救援により形勢が悪化。巨大ドリルミサイルで反撃するが投げ返され、串刺しになったところをトリプルパンチで破壊された。
ジャイアントモグリン
初登場回 - 映画第11作『勇気の花がひらくとき』
鉄の星の人々を騙して作らせたもぐりん型の巨大な戦闘機。鉄球に変える砲弾やミニモグリンを打ち出す。機体下部の大砲からはレーザーを発射する。町を火の海にするなど大暴れするが、右目の装甲が薄いことをこてつちゃんたちにばらされ、カレーパンマン・しょくぱんまんが変えられた鉄球を、ロールパンナのローリングハリケーンで投げ入れられ、コックピットが破壊されて撃墜される。しかしすぐにジャイアントベアリングロボが出現した。
ミニモグリン
初登場回 - 映画第11作『勇気の花がひらくとき』
ジャイアントモグリンから発射されるミサイル。ジャイアントモグリン同様、何でも鉄球にする弾を撃つ。勇気の花を全滅させてしまった。

#### もぐりんの派生種
もぐりんとよく似た姿と形の巨大なロボット。
モグラドン
初登場回 - TV第45話B「アンパンマンとモグラドン」
もぐりんを改造した地底戦車。鼻のドリルは3本に増えギザギザの歯がついた。クッキング村を襲うために作った。
ガブリン
初登場回 - TV第633話A「アンパンマンとガブリン」
もぐりんの改造メカ。ワニのような大きな口で何でもかじってしまう。学校や街中、チーズの犬小屋までもかじり取ってしまった。顎の力は非常に強く、アンパンマン号のノーズパンチすらも正面からなら受け止めてしまう。もぐりん同様、かびるんるんが動力源になっている。
サブマリンUFO（サブマリンユーフォー）
初登場回 - 映画第12作『人魚姫のなみだ』
厳密に言えばメカではなく、バイキンUFOの変形メカ。スクリューで動くもぐりん型の潜航艇。マジックハンドや、かびるんるんが乗る潜航艇を装備している。うずまき城を襲うが、ゴロンゴラにヒトデに変えられてしまい、尻尾で吹き飛ばされた。
スーパーモグリン
初登場回 - 映画第14作『ロールとローラ うきぐも城のひみつ』
1号（1ごう）
うきぐも城を乗っ取るためのもぐりん型の巨大な戦闘機。バイキン草を食べてエネルギーにする。口からバイキン草の力で作った光線やうきぐも城の黒い沼から吸い上げたバイキン水を吐き出す。バイキン水に触れた者は泥団子になってしまう。その他にミニモグリン（先述のものと違い、かびるんるんが操縦している）も搭載している。始めはアンパンマンにやられていたが、うきぐも城のバイキン草を見つけてそれを食べ、バイキン草の力で作った光線でロールパンナをブラックロールパンナに変えてしまう。さらに、うきぐも城からバイキン水を吐き、地上を黒く染め始めた。2号へと変形する。
2号（2ごう）
1号からの変形ロボット。腕と3本の足が生えている。しかし3本足にしたばかりにうまく歩けていなかった。上下を分離して攻撃をかわせる。アンパンマンと戦うが、邪魔に思ったブラックロールパンナによって地上に投げ捨てられてしまい、ほとんど活躍の場がなかったが絵本版ではラスボスになっている。

### ゴロンゴロ
ゴロンゴロ
声 - 山寺宏一→藤井恒久（映画・とばせ! 希望のハンカチ）→児嶋一哉（映画・かがやけ!クルンといのちの星）
初登場回 - 1990年TVスペシャル「みなみの海をすくえ!」
巨大ないも虫型のロボット。胴体を引きずって進行する。力が強く、体当たりや、マニピュレーターとしても使える長い舌、口から吐き出す黒い油、相手を繭のように包み込む粘着糸などが武器。地中移動や潜水も可能。TV第456話B『ばいきんまんとゴロンゴロ』では、胴体の一部を分離させる機能もついていた。時にはアンパンマンのアンパンチで分離機能が誤作動を起こし、バラバラになってしまう。映画第25作『とばせ! 希望のハンカチ』では、「ゴロンゴロー!」と鳴き声のようなコミュニケーションをとった。TV第1398話B「どんぶりまんトリオとおだんごちゃん」では、体が３色団子の色をした個体が登場した。映画第30作『かがやけ！クルンといのちの星』では、ロケットエンジンも搭載されていた。バイキンメカの中では登場頻度が高くオープニングアニメにもしばしば登場する。
成虫ゴロンゴロ（せいちゅうゴロンゴロ）
初登場回 - TV第671話A「フラワー姫とそらとぶゴロンゴロ」
通常のゴロンゴロから、繭の形態を経た上で蛾の姿に変化して出来た飛行メカ。大きな羽から花を弱らせる黒い粉を出したり、強風を起こしたりして攻撃する。アンパンマンの回転攻撃で、羽を破られたために敗北する。コウモリのような翼を装備し、羽を振って強風や津波を引き起こすバージョン（TV第456話B『ばいきんまんとゴロンゴロ』）もある。

　　

### うみのあくま
うみのあくま
初登場回 - TV第17話A「アンパンマンとうみのあくま」
海中を自由に進める潜水艦メカ。容姿は鉄球に両目と帽子のつばのようなもの、頭部に1本の潜望鏡とハッチがついたようなデザイン。海にごみをまき散らす。最後はアンパンマンに鉄骨で突き刺されて舵が壊れてしまい、ばいきんまんの秘密基地がある島との激突で爆発した。
シーボーズ
うみのあくまを改造して作った潜水型のロボット。
1号（1ごう）
初登場回 - TV第37話A「アンパンマンとくじらのクータン」
うみのあくまにかにばさみの両手をつけて改造をした潜水メカ。色々な船を沈める。頭から渦潮を起こすスクリューとごみを出す。
2号（2ごう）
初登場回 - TV第90話A「アンパンマンとアイスマントリオ」
カニ型に改造されたシーボーズ。1号に口と六本の足をつけてできた。両手のかにばさみと口から吐き出す泡、頭部の潜望鏡から起こす渦潮などで攻撃する。シーボーズの中では登場頻度が多い。TV第468話A『ばいきんまんとシーボーズ2号』では、あと一歩でアンパンマンに完全勝利するところまで追い詰めた。映画『クリームパンダとおかしの国』（『アンパンマンとおかしな仲間』のBパート）では、ドキンちゃんが一人で操縦し、ばいきんまんの乗るだだんだんと協力しておかしの国を占領した。その後、クリームパンダが一人で操縦していることから、操縦は比較的容易といえる。
3号（3ごう）
初登場回 - TV第183話A「アンパンマンと水の精ルナ」
だだんだん風の頭部にかにばさみの両手と八本の足が付いたようなカニ型の潜水メカ。ヒトデ型のブロックを発射して攻撃を防ぐ。金槌も武器。
4号（4ごう）
初登場回 - TV第533話「SLマンとマイマイ王国」
巨大なタコ型の潜水メカ。鼻から水や墨を吹き出したり吸い込んだりする。脚には人に取り付く強力な吸盤が付いている。

### その他
バイコング
ゴリラ型の秘密兵器ロボット。万力型の両手と、グラマラスな逆三角形型の体型が特徴。巨大な岩を楽々と持ち上げるほどの怪力を誇る。
1号（1ごう）
初登場回 - TV第27話B「アンパンマンとあかちゃんまん」
体色は銀色で、顔の部分も作られている。力は強いが、初登場時はあかちゃんまんにあっさりと倒される。初期はバイコング2号並みのサイズだったが、2000年代に登場したものはだだんだん並みの大型になっている。
2号（2ごう）
初登場回 - TV第27話B「アンパンマンとあかちゃんまん」
バイキンUFOからの変形ロボット。頭部はUFOのキャノピー部分で、体色はバイキンUFOと共通している。バイコングの中では登場頻度が多い。ロケットパンチで攻撃できる。空を飛んだり、泡で敵の動きを止めたり、泥水鉄砲を装備するなど、登場のたびにさまざまな改造が施されている。通常はペンチ型になっている両腕の先端をボクシンググローブやマジックハンドに換装したタイプもあり、ハンマーやレイピアも使用する。強すぎる衝撃をあたえられたり、アンテナをショートさせられるなどの不具合が起きるとバイキンUFOからうまく変形できないこともある（TV・『アンパンマンとちいさなバイオリン』『アンパンマンとバイキン占い』など）。映画『つきことしらたま〜ときめきダンシング〜』では、剣士のような外見をしたミュージカル仕様に改造され、しらたまさん一行を襲う。剣士に扮したアンパンマンとフェンシングの剣戟を繰り広げた。
3号（3ごう）
初登場回 - TV第421話A「アンパンマンとでかこ母さん」
1号の頭の上がバイキンUFOのキャノピー部でできたようなバイコング。体色はバイキンUFOと共通している。爆発すると水が出る爆弾が武器。初登場時はでかこ母さんのパンチにやられる。
スーパーバイコング
初登場回 - TV第862話「ばいきんまんとドクター・ヒヤリの島」
1号を改造して大型化、かつ強化したバイコング。ドクター・ヒヤリの島へきたアンパンマンたちを襲うために作った。ドラミングで敵を威嚇する。装甲やパワーが数段強化され、万力型の腕部でアンパンマンの顔を歪ませ、さらにしょくぱんまんのしょくパンチを食らってもビクともしない。トリプルパンチを食らい、爆破四散はしなかったものの、坂を転がされ、火口に落ちて爆発した。
バイキングコング
初登場回 - 映画第29作『ブルブルの宝探し大冒険』
オニツノ島でバイコングを破壊されたばいきんまんがコアのメカに塔の瓦礫を寄せ集め、合体させて作った最強のバイコング。バイキンUFOが頭部に合体する事で制御される。とてつもなく巨大かつ頑丈であり、通常のパンチは全く効かない。手に持った同じく塔の瓦礫から形成された棍棒や、目から出す当たった物を塔の姿にする光線で戦い、崩れた体を組みかえる事も出来る。序盤はアンパンマン達を塔に変えて追い詰めるが、勇気を手に入れたブルブルとカレーパンマンとの作戦で誤って操縦席のバイキンUFOを棍棒で潰してしまう。さらにいいかげんに城やしょくぱんまん達に光線と動きを封じられ、最後にはアンパンチでコアのメカを破壊されて大破した。
スーパーオクトパス
初登場回 - TV第114話「光れ!ぼくらのクリスマスツリー」
タコ型の4本足のロボット。脚の力は強く、口から出す汚れた雪・バイキンスノーで凍らせる。
タコロボット
初登場回 - TV第250話「消えたジャムおじさん」
スーパーオクトパスを水中戦用に改良した潜水メカ。タコの脚と、口から放出する墨で攻撃する。バイキンUFOを格納している。
バイキンエンピツロボ
声 - 小林和矢
初登場回 - TV第241話A「アンパンマンといろえんぴつの島」
いろえんぴつ島を汚す鉛筆型のロボット。手先から墨を出す。オープニング・エンディングテーマで流れるアニメにもよく登場している。『アンパンマンとブラッククリスマス』では、ばいきんまんのソリから変形し、町を真っ黒にしてクリスマスをめちゃくちゃにする。腹部からサンタのかびるんるんとやみるんるんを出す。
絵本『アンパンマンとえんぴつじま』ではばいきんまんの製作ではなく、らくがきこぞうが作ったらくがきロボットとして登場。らくがきこぞうの筆で操縦できる。ばいきんまんとドキンちゃんに奪われ、ドキンちゃんが適当にスイッチを押したため暴走してしまう。
TV初登場時は単に「バイキンロボット」と呼んでいた（上記のバイキンロボットとは無関係）
アメンボメカ
初登場回 - TV第307話A「ばいきんまんとシャボンダマン」
アメンボ型のロボット。水面を滑走して移動する。黒い泡を出して相手の動きを邪魔したり、ボートや快速艇に変形する。
アメンボバイキンロボ
初登場回 - 映画第18作『いのちの星のドーリィ』
アメンボメカのバリエーション。これにばいきんまん達が乗り込んで、スーパーかびだんだんを操作している。相手をかびるんるんの姿に変える玉を発射する。ひょんなことからレバーの取り合いになり、その末にドキンちゃんがレバーを引っこ抜いてしまい、暴れ始めたスーパーかびだんだんに踏みつぶされた。その際、爆発でばいきんまん達もかびるんるんになり、そのまま空の果てまで吹っ飛ばされ、退散してしまった。

## あ行
アイアンバイキンツリー
初登場回 - 2021年TVスペシャル「てつの星のアイアンクリスマス」
ばいきんまんが鉄の星のクリスマスツリーを改造して作ったロボット。目から相手をツリーに変える光線を発射する。
アイアンロボ
声 - 川津泰彦
初登場回 - TV第590話A「メロンパンナとアイアンロボ」
腕の先からロボパンチを飛ばす巨大ロボット。空も飛べる。自我を持っており、しゃべるときの語尾に「ロボ」とつける。アンパンマンを倒すべく出撃したが、頭を岩にぶつけて記憶を失い、メロンパンナと友達になる。その後ばいきんまんに回収され、リモコンで動く戦闘用に再改造されたが、戦闘中にメロンパンナが持ってきた花で自我を取り戻す。ジャムおじさんによって、ばいきんまんの命令を聞かなくても済むようになり、その後は世界を見てまわる旅に出た。
ロボパンチ
初登場回 - TV第590話A「メロンパンナとアイアンロボ」
アイアンロボが武器にしているロケットパンチ。アイアンロボの腕の先から出る。
アイロンタンク
初登場回 - TV第73話B「アンパンマンとアイロンタンク」
何でも潰してしまう、巨大なアイロン型の戦車。糊の入った蒸気と電流が武器。空も飛べる。
あかちゃんスプレー
1号（1ごう）
初登場回 - TV第82話B「アンパンマンとあかちゃんスプレー」
相手を赤ちゃんに変える赤い薬のスプレー。アンパンマンを赤ちゃんにするために作った。バタコさんとチーズを赤ちゃんに変えてしまうが、元々赤ちゃんのあかちゃんまんには通用しなかった。スプレーの容器が割れると赤ちゃんにされた者が元に戻る。ドキンちゃんが香水と間違えて浴びてしまった事がある。昆虫や植物にも効き目がある。しょくぱんまんもばいきんまんを倒す際にスプレーが暴発し、浴びてしまったことがある。
2号（2ごう）
初登場回 - TV第164話B「ベビーアンパンと赤ちゃんばいきん」
1号の改良版。一度スプレーを浴びると永久に赤ちゃんの状態が維持されるが、さかさまスプレーを使うことで元に戻ることができる。
3号（3ごう）
初登場回 - TV第815話B「アンパンマンとパン工場」
効果は1号と同じだが液体の色が異なる。作った目的も同じくアンパンマンを赤ちゃんにするためだったが、ばいきんまんもスプレーを浴びて赤ちゃんになってしまった。その後、このスプレーを研究したジャムおじさんによって効果を無力化させる薬が開発された為、2人とも元に戻る事ができた。
あくまの木（あくまのき）
初登場回 - 映画第4作同時上映「あかちゃんまんの大冒険 - アンパンマンとゆかいな仲間たち（Aパート）」
大きな木を模した自律行動型のロボット。集団で動いて物を押しつぶす。大群であかちゃんまんを押しつぶそうとするが、簡単に倒されてしまった。
アップダウン光線銃（アップダウンこうせんじゅう）
初登場回 - TV第223話A「アンパンマンとヤドカリくん」
リモコン型のメカ。赤い光線を当てると物体を大きく、青い光線を当てると小さくする事ができる。ばいきんまんはこれを使って小さなヤドカリくんを巨大なヤドカリマンにし、パン工場を占領させてしまうが、アンパンマンに阻止される。その後、光線銃はアンパンチで破壊された。
あめふらしメカ
初登場回 - TV第162話A「ぶたまんまんとあんまんマン」
ばいきんまんが作った小型メカの一つ。頭についているプロペラで空を飛ぶ。鼻の先がじょうろになっていて雨を降らせる仕組みになっている。
アリジゴクン
初登場回 - TV第175話A「アンパンマンとアリジゴクン」
アリジゴクをモチーフにした大型のロボット。地中を進み、土を飲み込んで大きな穴を作り、地上の物を陥没させてしまう。街を襲い、アンパンマンが救助に出かけているうちにパン工場を地上に沈めてしまった。しかしアンパンマン号で脱出され、穴を開けながら追いかけているうち、土を入れる容量がなくなり地上に出たところをアンキックで破壊された。
アンコラロボ
初登場回 - TV第1446話A「コアンコラとささだんごちゃん」
アンコラに成りすます為に使ったロボ。アンコラ型のロボとしてはこの他に「メカアンコラ」があるがそれとは違い、濃いピンク色で特に武装はしていない。コアンコラには匂いで偽者とバレてしまった。
イカロボット（映画版）
初登場回 - 映画第5作『恐竜ノッシーの大冒険』、TV第1048話A「あかちゃんまんとドレミ姫」（TVデビュー）
イカ型の潜水メカ。墨を吐いて相手の目をくらませたり、脚で締め付けたりして攻撃する。胴体と脚が分離可能で、胴体にはバイキンUFOが仕込んである。ブラン湖でサブマリンアンパンマン号とドタゴンを襲い、真珠の玉を奪って逃走を図るものの、トリプルパンチに敗れる。その後、『あかちゃんまんとドレミ姫』で再登場し、ドレミ姫を捕まえ、ドレミファ島を墨で汚してしまう。『イカパンチ』でアンパンマン達をやっつけようとするが、アンパンマンとあかちゃんまんのダブルパンチで破壊された。
イカロボット（テレビアニメ版）
初登場回 - TV第253話B「アンパンマンとにんぎょのサニー姫」
緑色のイカ型の潜水メカ。ガラス張りの頭部にサニー姫を人質として閉じ込める。
イルカメカ
初登場回 - TV第624話A「クリームパンダとくじらのクータン」
かびるんるんが乗るイルカ型の潜水メカ。網を発射して海の生き物を捕まえる。
エイリマンのメカ
初登場回 - TV第716話B「クリームパンダとバナナ島」
エイ型の巨大メカ。「エイリマン」に変装したばいきんまんとドキンちゃんが操縦する。口から出す強風や尻尾を鞭のように操って攻撃する。バナナマンたちからバナナ料理を奪うために子供たちを人質にするが、クリームパンダの機転で制御を奪われてしまい、アンパンマンに敗れた。
エネルギー銃（エネルギーじゅう）
初登場回 - TV第48話B「アンパンマンととぶ木馬」
強いエネルギーを発射するバイキンUFOの装備。
エリマキトカゲメカ
初登場回 - TV第76話A「アンパンマンとそらとぶピクルス」
バイキンUFOの装備。エリマキトカゲ型のメカの口からサボテンを発射して攻撃する。
オニヒトデ
初登場回 - TV第56話「アンパンマンとまいごのマイマイ」
ヒトデに怪物のような顔と手足がついたような潜水型のロボット。海底のマイマイ王国を襲い、海を汚すために作ったのが初登場。先が二股に分かれた長い舌と全身から生える大量のトゲが武器。口から渦潮や水流を放出して攻撃することや、回転して空を飛ぶことも可能。頭部の切れ目から、潜望鏡や地震発生装置などを出す。潜水型のバイキンメカとしてはよく利用される。バイキンメカの中ではかなり巨大で、舌でアンパンマン号を絡めとるほどのサイズである。装甲もかなり厚い（初登場時はアンパンチが効かず、再登場時もダブルパンチで吹き飛ばされている）。
オニヒトデメカ
初登場回 - TV第717話「ポッカリ島のしんじゅ姫」
オニヒトデのバリエーション。操縦システムにばいきんまんの動きを反映する機能を搭載しているのが最大の特徴（ダメージもばいきんまんにフィードバックされる）。頭部の切れ目から、鑿や掘削機などを取りだすことができる。脚部の装甲を筋肉のように寄せ上げてパワーを増すこともできるが、その分耐久力は下がっているようで、アンパンチ一発で壊された。
おばけねこ
初登場回 - TV第569話A「かつぶしまんとおばけねこ」
巨大な化け猫型のロボット。爪で引っ掻いたり、手からミサイルを発射したりして攻撃する。ひなた村を占領するが、アンパンマンとかつぶしまんに退治された。
お祭りロボット（おまつりロボット）
初登場回 - 映画第6作同時上映「こむすびまんとお祭りロボット - みんな集まれ! アンパンマンワールド（Aパート）」
櫓の中に隠れていた体と神輿をかぶせていたばいきんまん型の顔が合体してできたロボット。4本の手の掃除機で屋台の食べ物を吸い取る。脚はなく、胴体に車輪がついている。あらかじめ細工しておいた法被でみんなの動きを封じている間に食べ物を奪ったが、こむすびまんだけ脱出。戦闘となり、目にビー玉を食らって転倒した。
おむすび星人UFO（おむすびせいじんユーフォー）
初登場回 - TV第637話A「こむすびまんとちびむすトリオ」
おむすび型の宇宙船。おむすび星人に変装したばいきんまんとドキンちゃんの回想の中のみ登場した。
おむすび変形ロボ（おむすびへんけいロボ）
初登場回 - TV第637話A「こむすびまんとちびむすトリオ」
おむすび星人に変装したばいきんまんの外装から変形するロボット。ペンチ状の手や、胸部や背部から連射する泥水弾で攻撃する。
お役者ロボット（おやくしゃロボット）
1号（1ごう）
初登場回 - TV第506話「しろかぶくんとでんでん一座」
歌舞伎役者型の巨大ロボット。ばいきんまんの遠隔操作で動くが、しろかぶくんの演劇に釣られてしまう。
2号（2ごう）
初登場回 - TV第883話「しろかぶくんとだいこんやくしゃ」
1号とは異なり、ばいきんまん達が中で操縦するようになり、手から出す糸で相手を捕らえる。目から強い光を放ち相手の目を眩ます事も可能。煙玉も装備されている。操縦室内は和室のような空間を成しており、コントロールパネルのボディまで木製になっている等非常に凝った内装である。しろかぶくんを捕まえようとするが、アンパンチで破壊された。

## か行
がいこつトナカイ
初登場回 - TV第409話「アンパンマンとブラッククリスマス（後編）」
トナカイの骸骨を模した自律行動型のロボット。2台でサンタクロース姿のばいきんまんが乗るソリを引いて、ブラッククリスマスを運んでくる。
海賊バイキング号（かいぞくバイキングごう）
初登場回 - TV第178話B「アンパンマンとかいぞくバイキング」
ナンドバットから奪った空飛ぶじゅうたんとバイキンUFOを組み込んで作った空飛ぶ海賊船。かびるんるんが入っている樽を撃ちだす大砲を装備している。
かき氷マシーン（かきごおりマシーン）
初登場回 - TV第950話A「あかちゃんまんとランドセル島」
巨大なかき氷機。見た目は手回し式だが、マシーン自身がマジックハンドでハンドルを回し氷を削るため全自動式である。ばいきんまんが暑さに耐えかねて使ったが、ショートして爆発し、ドキンちゃんの絵日記帳をボロボロにしてしまった。
カキゴーリラ
初登場回 - TV第93話A「アンパンマンとカキゴーリラ」
頭部はバイキンUFOのキャノピー部で、顔はばいきんまんを模したゴリラ型の巨大ロボット。ユキダルマンたちが住む雪山の雪を盗み、かき氷を作る機械のように口から冷気を吐き出す。アンパンマンを氷詰めにしてしまうが、ユキダルマンとアンパンマン号によって助け出されたために敗れた。
カッパラス
初登場回 - TV第110話A「カッパラスをやっつけろ!」
川や湖を汚すための巨大な河童型の巨大ロボット。河童の皿の部分からゴミをまき散らすほか、レーザー光線銃やマジックハンドなどの武器を出す。水中では素早く動けるが、陸上ではすぐにオーバーヒートしてしまう。ただし、この弱点は後に克服されたのか、再登場後は陸上でも問題なく動いている。水色で、口から水を噴射する同型機も登場した。
カニバサミロボット
初登場回 - TV第253話B「アンパンマンとにんぎょのサニー姫」
自律行動するカニ型の潜水メカ。外見はシーボーズ3号に似ている。両手のはさみでカメ吉くんとくじらのクータンを襲ったが、ジャムおじさんの作戦で誤ってサニー姫を脱出させてしまった。
かびかびたいほう
初登場回 - 読売新聞日曜版「かびかびだんのまき」
当たったものをなんでもカビだらけにしてしまう、かびかびだんを打ち出す大砲。だだんだんに似た顔がデザインされている。カバオをかびだらけにしたあと、アンパンマンを狙うが、おむすびまんに弾が打ち落とされ、その後おむすびまんを標的にするも、アンパンマンがパンバットで打ち返し、ばいきんまんがカビだらけになってしまった。
かびだんだん
初登場回 - 映画第18作『いのちの星のドーリィ』
元々は、ばいきんまんがドキンちゃんのために命を持った人形を作るつもりだった筈が、彼女の話をろくに聞いていなかったため、彼女の要望とは無関係の破壊ロボットとして誕生した。顔部分はかびるんるん、胴体はだだんだんに似ている。ドキンちゃんの飛び蹴りによってバイキン城の崖から転倒。その後、バイキン星の雷の力で「スーパーかびだんだん」にパワーアップする。
スーパーかびだんだん
声 - 西村朋紘
初登場回 - 映画第18作『いのちの星のドーリィ』
ばいきんまんが自身の生まれた状況を再現し、かびだんだんにバイキン星の雷を当てたことで誕生したロボット。雷が当てられたことによりゴリラを思わせる巨大で頑強な体格を手に入れ、かびだんだんとは似ても似つかぬ姿になった。珍しく遠隔操作。
バイキン星の雷から得たその力は非常に強く、トリプルパンチすらはじき返す。口から出すカビの液体で周りを「バイキンカビツリー」で固めて、人々を動けなくする。頭部と胴体を分離させることもでき、分離した頭は空を飛ぶ。
空一面を激しい雷雲で覆い尽くし、星祭りが開かれていた町を襲撃、駆け付けたアンパンマン達と戦う途中、アメンボバイキンロボからの操縦が途絶えたことで、勝手に暴れ出してしまい、口から相手を石のように変えてしまう炎のような煙を放射するようになる。この煙でアンパンマンを完全に倒す（厳密には、いのちの星が抜けてしまったので、完全に死亡）が、ドーリィが自分のいのちの星を与えたことで復活したアンパンマンとの壮絶な戦いの果てに、自分で自分の頭を殴り潰し、さらに煙が胴体に当たって石になった所に渾身のアンパンチを受けて砕け散った。
かびバキュームロボ
初登場回 - TV第1500話「ばいきんまんとアンパンマン」
バイキン城の部屋を掃除するために使った巨大なかびるんるん型の掃除ロボット。部屋を一瞬できれいにするほどのパワーがあるが、大きなガラクタを吸い込みすぎて爆発してしまった。
かびるんサブマリン
初登場回 - TV第1046話A「チビマリンとバイキンゆうれい船」
バイキン幽霊船2号から出撃されたかびるんるんの潜水艇。チビマリンとクリームパンダを追い詰めるが、追いつけずに撤退した。
かびるん戦闘機（かびるんせんとうき）
初登場回 - TV第837話A「チーズバケット号とレアチーズ」
かびるんるんが操縦する小型の戦闘機。ばいきんまんの操縦するメカのサポートに従事する。　　　　　　　　　　　　　　　　　　　　　　　　かびるんミニ戦闘機（かびるんミニせんとうき）
　　初登場回 - TV第1009話A「ジャムおじさんの冒険」
　　かびるん戦闘機のミニバージョン。これもばいきんまんの操縦するメカのサポートに従事し、コルク弾を発射して攻撃する。
かびるんるん潜水艇（かびるんるんせんすいてい）
初登場回 - TV第760話B「チビマリンとイルカのベソ」
かびるんるんが操縦する小型の潜航艇。シャークマウスが描かれている。バイキン提灯鮟鱇ロボのサポートに従事する。上空へ吹っ飛ばされたバイキンメカをそのまま追い掛けている事から、かびるん戦闘機のように空を飛ぶ事も可能な模様。
かびるんるんUFO（かびるんるんユーフォー）
初登場回 - TV第700話「みんなだいすき!アンパンマン」
かびるんるんが操縦する小型のUFO。攻撃方法は体当たりのみだが、パワーはなかなか高く、ロールパンナを怯ませたり、集団でだだんだんを支えて飛行したりできる。
カブトムシロボ
カブトムシ型の巨大ロボット。
1号（1ごう）
初登場回 - TV第393話「フルーツ島をすくえ!」
フルーツ島を乗っ取るためのメカ。大きな角で地中を掘って敵に近づいたり、角の先から刃を発射させて攻撃したりする。
2号（2ごう）
初登場回 - TV第1434話A「ドキンちゃんとマーガレット姫」
1号とは違って外見はかなり簡略化されており、頭にバイキンUFOのキャノピーが取り付けられている。空を飛んで突進したり、角を飛ばして攻撃する。一回修理されてからは、ハサミ型の手がバイキンUFOのアームに置き換えられ、物が掴めるようになった。
カマキリロボ
初登場回 - TV第393話「フルーツ島をすくえ!」
自律行動するカマキリ型のロボット。鋭い刃の鎌で何でも切り裂く。
カミカミますずし
初登場回 - TV第1026話A「ばいきんまんとますずしまん」
ばいきんまんがますずしまんの鱒寿司を奪う為にすり替えた偽物の鱒寿司。笹の葉を開くと噛み付いて襲いかかって来る。鱒寿司を食べに来た住民達が混乱している隙に奪おうとするが、ばいきんまんも襲われてしまう。その後、バイキン城へ持ち帰った鱒寿司の中にもカミカミますずしが混ざっていたため、結果的に二度も襲われる事になってしまった。
身体を増やす薬（からだをふやすくすり）
初登場回 - TV第201話B「アンパンマンと3ばいばいきんまん」
これを飲むと自分の分身が出る薬。ただし、時間が経つと効き目が切れる。ばいきんまんが自分を増やすために作った。飲む量によって何人でも増殖する事が出来るが、飲むと副作用として爆発が伴う。ばいきんまんがこれを使ってアンパンマンをやっつけようとするが失敗に終わり、再び飲もうとするも残りの薬を全部飲んだドキンちゃんが大量増殖してしまった。
カレー吸い取り機（カレーすいとりき）
初登場回 - TV第60話B「アンパンマンとかんづめカン太郎」
枯れ葉の魔王のロボット（かれはのまおうのロボット）
初登場回 - TV第450話B「アンパンマンともみじの国」
もみじの国を襲撃する際に使用したロボット。“枯れ葉の魔王”と“枯れ葉の魔女”に変装したばいきんまんとドキンちゃんが操縦する。鱗のような装甲の継ぎ目から、植物を枯らすガスを噴出する。装甲の下には、バイコング2号に鳥のような頭部をあしらったようなロボットが隠れている。
カンフーネコロボ
初登場回 - TV第1414話B「かつぶしまんとリャンメンさん」
ドキンちゃんの持っていた猫のあやつり人形からヒントを得て作ったバイキンロボ。バイキンやまねこロボにカンフーの衣装を着せたような姿をしている。袖から出す巨大なヌンチャクや、爪や伸縮する尻尾で攻撃する。
キツネロボット
初登場回 - TV第972話A「みみせんせいといなりずしのみこと」
別名「もりのぬし」。狐の形をしたバイキンロボット。飛び跳ねて歩き回る上、口の部分に水鉄砲が仕込んである。
きのこ大魔王（きのこだいまおう）
初登場回 - 映画第14作同時上映「鉄火のマキちゃんと金のかまめしどん」
きのこ村のきのこ祭りを襲い、きのこ料理を横取りするためのロボット。怒り、泣き、笑い、くしゃみの毒きのこエキスが入っているきのこ銃が武器。スーパーゴールドかまめしどんと鉄火のマキちゃんに敗れ、倒れてきた巨大きのこの下敷きになる。
木の兵隊（きのへいたい）
初登場回 - TV第137話A「アンパンマンとイチゴ仮面」
イチゴの森のイチゴを独り占めしようとして作った自律行動するロボットの一つ。名前の通り木でできており、手に持っている木の槍で「キー！」と言って攻撃する。5体以上いて、集団で、みんなを襲っているうちになんだかんだで結局自滅してしまった。
強力ストップノリ（きょうりょくストップノリ）
初登場回 - 映画第6作同時上映「こむすびまんとお祭りロボット - みんな集まれ! アンパンマンワールド（Aパート）」
夏祭りの来場者に着せた浴衣に仕込んであった強力な糊。時間が経つと身動きが取れなくなってしまう。
ギョギョーン
声 - 熊谷正行
初登場回 - TV第470話「アンモナイトくんと黄金の谷」
半魚人型の巨大ロボット。2枚の長い舌を装備し、潜水と自力移動も可能。
ギョギョット
初登場回 - TV第294話「青い海をすくえ!チビマリンの大冒険」
深海魚型の潜水艦。沈没船の宝を盗むために作られた。大きな口で相手を飲み込んでしまうほか、ドリルやマジックハンド、電流攻撃装置など、さまざまな武器を装備している。ドリルが沈没船に刺さって抜けなくなってしまい、ばいきんまんが脱出したため、最後は沈没船と共に魚たちの家となった。
巨大樽メカ（きょだいたるメカ）
初登場回 - TV第544話A「アンパンマンとクラッカーくん」
アンパンマンを倒す為に作った巨大なメカの一つ。名前の通り巨大な樽の形をしており、からくり人形の仕掛けが付いている。中からは水の入ったバケツを持ったマジックハンドと巨大なハンマーが出てくる。また、移動用に台車もある。アンパンマンを倒そうとするがクラッカーくんに邪魔されたせいで、最後はハンマーがメカ自身を叩いて爆発した。
きょだいバイキンきのこ
初登場回 - TV第425話A「チーズとちびぞうくん」
ちびぞうくん達からきのこを奪うためのバイキンメカ。長い舌が武器。舌の先に触れると汚れる。柔らかいけど重たい。ちびぞうくんに毒きのこを食べさせられた挙句、アンパンチで破壊された。
ギンバエダースリー
初登場回 - TV第7話B「アンパンマンとかぜこんこん」
槍を手にバイキンを撒き散らすハエ型のロボット。3匹で自律行動して飛び回る。
グモラ
初登場回 - TV第388話B「アンパンマンとかいじゅうグモラ」
蜘蛛型のロボット。口から出す粘る糸の網・グモラネットが武器。
グル
初登場回 - TV第24話B「アンパンマンとかびるんるん」
怪獣型のぬいぐるみメカ。中にかびるんるんが入って動かしている。アンパンマンから顔のあんパンをもらって力を減らそうとする。
グレートバイキンZ（ぐれーとばいきんゼット）
初登場回 - TV第580話B「クリームパンダとおもちゃ天使」
巨大なねじ巻き動力式ロボット。口から泥水を吐き出すことが可能。完成してすぐにねじの巻きすぎでバラバラになってしまい、その後おもちゃ天使のタクトを奪って再生したが、ばいきんまんが「おもちゃを愛する心」を持っていなかったために暴走してしまう。アンパンマンに泥水を浴びせてダウンさせたが、ばいきんまんにも泥水を浴びせるなど暴走が止まらず、最終的にアンパンチでばいきんまんもろとも吹っ飛ばされてしまう。
グレートばいきんまん
初登場回 - TV第454話A「アンパンマンとグレートばいきんまん」
寒さに強いロボット。寒い中に盗んできたパンが凍り付いていたことから着想を得て、アンパンマンの苦手な寒冷地で戦うために作った。寒ければ寒いほどパワーが増す（製作したばいきんまんも、あまりのパワーに驚いていた）。持っている剣とすごい力のグレートパンチが武器。アンパンマンをノックアウトするが、「いつもよりも焼きたての新しい顔」のパンチを食らい、高熱でシステムが狂ってしまったため負けてしまう。
クレヨンヘリコプター
初登場回 - TV第280話A「メロンパンナとクレヨンの国」
ばいきんまんが、グレーのクレヨンマンに騙して書かせたヘリコプターが、クレヨン国の魔法で実体化したもの。そのままグレーのクレヨンマンを使ってクレヨン国を落書きだらけにしたりして、クレヨンマン達を苦しめた。
黒雲（くろくも）
初登場回 - TV第2話A「アンパンマンとばいきんまん」
湿気によりカビを増殖させ人々を病気にしてしまう暗雲。コンピュータからの操作により勢力が拡大される。マジックハンドの「バイキンパンチ」を取り出す事もできる。ドーナツ型の雲をパン工場の周囲へ発射し、かびるんるんだらけにして新しい顔を焼けなくしてしまう。最後は「ジャイアントアンパンマン」として復活したアンパンマンがばいきんまんをやっつけた事で消滅した。
黒たまごUFO（くろたまごユーフォー）
初登場回 - TV第1055話A「パクパクりゅうとたまごの国」
巨大な卵型の乗り物。バイキンたまごロボ2号に変形してパクパク竜をやっつけようとするが、故障してしまい上手く変形できず、パクパク竜に「もうすぐ仲間が孵る卵だ」と勘違いされてしまい酷い目に遭う。壊れたスイッチを無理やり押した事でようやく変形に成功した。
くろだるまん
黒い雪だるま型のロボット。1999年TVスペシャル『アンパンマンとメリークリスマス』に登場した、ミニバージョンは、バイキンインクロボの黒インクで作ったものである。
1号（1ごう）
初登場回 - TV第160話A「ゆきだるまんとくろだるまん」
世界中を真っ黒にするために作った。口から黒い吹雪を吐き出して、何でも黒く凍らせる。
2号（2ごう）
初登場回 - TV第265話A「あかちゃんまんとユキダルマン」
同型で、大型化を図ったくろだるまん。口から黒い吹雪の他に冷気を放出することができる。頭部は回転と分離が可能。ロケットパンチを装備しているバージョンもある。
3号（3ごう）
初登場回 - 2014年TVスペシャル「アンパンマンとサンタさんへの手紙」
子供達が書いたサンタクロースへの手紙を届けに向かうアンパンマン達の前に現れ、手紙を奪おうとする。口から発射する砲弾「黒雪弾」は、複数が結集する事で標的を鎖のように締め付け身動きを止める事ができる。雪だるまに擬態して転がりながら移動する事も可能。1号および2号とは異なり、黒い吹雪やロケットパンチによる攻撃は行われなかった。
クロユキダルマン
声 - 坂本千夏
初登場回 - 2017年TVスペシャル「コキンちゃんとクリスマスのおくりもの」
クリスマスコンサートをめちゃくちゃにしようと作った巨大な黒い雪だるま型ロボット。「クロユキダルマーン!」と吠える。体が丈夫で通常のパンチではびくともしないが、メロメロパンチには弱い。口から吐く氷の息で相手を黒ダルマにする。頭部と胴体を分離したり、鼻から泥水を発射することもきる。これを使ってアンパンマン達を追い詰めるも、コキンちゃんのUFOのハンマーによって操縦不能となり、暴走してしまう。最後は元気百倍になったアンパンマンによって空中へ投げ飛ばされ、そのままアンパンチを受け、消滅した。それと同時にダルマ化された人々も元に戻った。
クロワッサン型宇宙母船（クロワッサンがたうちゅうほぼせん）
初登場回 - TV第455話「アンパンマンと空飛ぶSLマン」
クロワッサン星を侵略に来た巨大な宇宙船。
激甘カレー（げきあまカレー）
初登場回 - TV第993話A「カレーパンマンとカレンの森」
カレーパンマンに変装したばいきんまんがカレンの森の花畑を荒らす為に使った。本物のカレーパンマンに濡れ衣を着せ、ハニーや蜜蜂達にカレーパンマンを攻撃させる。
こいのぼりロボ
初登場回 - TV第1217話A「ポッポちゃんとかしわもちまん」
黒いこいのぼり型のロボット。空を飛ぶ事もできるが、バイキンロボット型の巨大な足を生やす事で地上戦でも遺憾なく実力を発揮する。大きな口からは黒い雲型の弾丸を発射し、吸引機を兼ねる。ポッポちゃんやかしわもちまん達に襲いかかるが、柏の葉で目潰しを喰らったところをアンパンチで破壊された。
コウモリロボ
初登場回 - TV第393話「フルーツ島をすくえ!」
自律行動するコウモリ型の飛行メカ。口から出す粘る液体で相手の動きを止める。
声変わりン銃（こえがわりンじゅう）
初登場回 - TV第52話B「アンパンマンとコロリン谷」
コロリン谷の虫たちの綺麗な声が大嫌いなばいきんまんが、声を変えてしまおうとして作ったスプレー型の薬銃。これをかけられたコロリンたちは酷いガラガラ声になってしまった。元に戻すには同時に発明した薬「声戻りン（こえもどりン）」を使うしかない。アンパンマンに倒されたばいきんまんが誤って浴びてしまった際、ばいきんまんはエフェクトがかかった声になってしまった。
氷かき機（こおりかきき）
初登場回 - TV第344話B「フラッペちゃんととんかちどり」
巨大なかき氷機。かき氷マシーンと同様全自動式で、氷を入れるだけでかき氷が作れる。ばいきんまんに拉致されたフラッペちゃんを追跡していたとんかちどりに破壊されてしまうが、後に駆け付けたアンパンマンの顔を氷漬けにするのに役立った（ただし、ドキンちゃんも巻き添えを喰らってしまった）。
コチョコチョマシーン
1号（1ごう）
初登場回 - TV第497話B「ドキンちゃんとなまいきナマコ」
6本の手で相手をくすぐる、ばいきんまん風の外見のロボット。相手が手にしっかり握っている物を盗むために作った。
2号（2ごう）
初登場回 - TV第536話「ロールパンナとやきそばパンマン」
マジックハンドと鳥かごが組み合わさったような形をしたロボット。中に閉じ込めた者をハンドでくすぐる。やきそばかすちゃんを閉じ込め、焼きそばを作らせるために使用した。
コピーカメラ
初登場回 - TV第127話A「お誕生日は大さわぎ!」
撮った者の姿をコピーする事が出来るカメラ。先にコピーする人物を撮り、次にコピーされる人物を撮ることで本物そっくりの姿になる事が出来る。バタコさんの誕生日プレゼント（正確にはしょくぱんまんからのプレゼント）を奪おうとしたドキンちゃんが使用した。
ゴピラー
初登場回 - TV第815話A「ばいきんまんとバイキン城」
口が掃除機になっているお掃除ロボット。ラジコン操作で動いているがそのラジコンが壊れて暴走。何でも吸い込むようになり、邪魔するものを攻撃する。バイキン城の外でばいきんまんと戦い、最後は雷が当たって破壊された。

ゴミ食い鳥（ゴミくいどり）
　　初登場回 - 2003年クリスマスＳＰ「ブラックサンタとすてきなプレゼント」
ゴロゴロタンク
初登場回 - TV第55話B「アンパンマンとオニオン鬼」
オニオン鬼を騙して乗せた、イボイボ付きの鉄球型の戦車。ゴロゴロ転がって何でも踏みつぶしてしまう。最後はアンパンマンとしょくぱんまんの二つ盾から発射された太陽光線で破壊された。

## さ行
催眠メカ
初登場回 - TV第58話A「アンパンマンとかつぶしまん」
催眠術をかけるメカ。黒く丸い機体に一つ目がついている。目から放つ催眠術でピョン吉たちを猫に変えかつぶしまんを追い詰め、アンパンマンも猫に変えようとするがかつぶしまんから教わった気合いの攻撃で壊されてしまった。
さかさまスプレー
初登場回 - TV第164話B「ベビーアンパンと赤ちゃんばいきん」
あかちゃんスプレーの効果を無力化する青い薬のスプレー。薬を作る際にばいきんまんが漫画を読んでいたために薬の材料のベビーパウダーの分量が分からなくなっている。
ささだんごロボ
初登場回 - TV第1039話B「しょくぱんまんとささだんごちゃん」
笹団子にばいきんまんの顔と角と胴体がついたような巨大ロボット。力が強く、口から相手を捕らえる巨大な笹の葉を吐き出す。
サビの素（サビのもと）
初登場回 - TV第190話B「アンパンマンととびだせパンポン」
パンポンにジャムおじさんを襲うようそそのかしたばいきんまんが渡した、錆を起こす薬。この薬をパンポンの顔の中に入れ、錆を起こす煙を発生させる。パン工場のパン焼き窯を錆びさせ、アンパンマンの顔を焼けなくしてしまう。
サメロボット
初登場回 - TV第253話B「アンパンマンとにんぎょのサニー姫」
自律行動するサメ型の潜水メカ。ギザギザの歯でアンパンマンの潜水ヘルメットを噛砕してしまうが、カメ吉くんの頑丈な甲羅によって破壊された。
3倍鋼鉄マシーン（3ばいこうてつマシーン）
初登場回 - TV第1236話「ぼくらはヒーロー!」
3倍マシーンのように3人に分裂させるのではなく、鋼鉄でできた巨大ロボットのような体に変身できるメカ。見た目は鉄骨マシーンに似ている。アンパンマンを倒そうとしても次々に仲間が現れると倒せなくなることに気付いたばいきんまんが、自身をパワーアップさせるために開発した。
3倍マシーン（3ばいマシーン）
初登場回 - TV第494話A「しょくぱんまんと3ばいドキンちゃん」
何でも3人に分裂するメカ。元のキャラクターに加えて色と人格の異なる2人が作り出される。作り出される2人は、本人が持つ性格や素質の両極端を強調したものが多い。元に戻るときは3人がもう一度マシーンに入るか、マシーン自体が壊れる必要があるが、鉄骨ホラーマンズだけはひとりでに元に戻った。初登場時はおやつを3倍に増やそうとしたが、2回目以降はばいきんまんが自身を3人に増やしアンパンマンを倒すために入ろうとする（ただし入ろうとする度に毎回邪魔が入り、他のキャラクターが代わりに入ってしまうため未遂に終わる）。長らくマシーンに入れずにいたばいきんまんだったが、TV第1591話B「3ばいばいきんまんとフランケンロボくん」で実現した。登場した頃は、ばいきんまんの顔を模したデザインだったが、後に鉄骨マシーンと同じ外見になっている。
3倍マシーンで誕生したキャラクターについては「アンパンマンの登場人物一覧#3倍マシーンで誕生したキャラクター」を参照。
四角ゴミロボ、三角ゴミロボ（しかくゴミロボ、さんかくゴミロボ）
声 - 坂本千夏（四角ゴミロボ）、宮川美保（三角ゴミロボ）
初登場回 - 映画第21作同時上映「ばいきんまんVSバイキンマン!?」
絵バイキンマンにより改造されたバイキン城の中で、ばいきんまんと絵バイキンマンがジャンクパーツからそれぞれ組み立てたロボット。四角ゴミロボがばいきんまん製で、三角ゴミロボが絵バイキンマン製であり、リモコンで操作される。ロボ同士がお互いに突き飛ばしあい、力負けするたびに大型化される。ロボ同士が組み合う中で、ばいきんまんと絵バイキンマンがそれぞれボタンを押しすぎたことで両方とも大爆発し、バイキン城ごと吹き飛んだ。
しくしく爆弾（しくしくばくだん）
初登場回 - 絵本「アンパンマンとしくしくばくだん」
見た目は美味しそうなハンバーグだが、これを食べるとしくしく泣きながら腹痛になってしまう。
地震玉（じしんだま）
初登場回 - TV第124話A「アンパンマンともぐらの国」
地中で爆発して地震を起こす球型の時限爆弾。もぐらの国の人々を騙して大量に撒き散らせてしまう。
ジャイアント・アリンコメカ
初登場回 - TV第208話B「アンパンマンとおしるこちゃん」
アリ型のロボット。頭部はばいきんまんを模している。触覚でサーチした甘い物を口から出したバキュームで吸い取る。口から出す粘る液が武器。アンパンマンのあんこも触覚でサーチして見つけ出すことができる。初号機はメロンパンナのメロメロパンチを受けた後、崖から落ちて壊れてしまった。
ジャイアントてんとう虫メカ（ジャイアントてんとうむしメカ）
初登場回 - TV第1143話「コキンちゃんと消えたパン工場」
巨大なてんとう虫型ロボット。パン工場を火の国に運び消滅させるために作った。下部にある6本の足型吸盤で、パン工場を運ぶことができる。運搬途中に落雷にあって翼が壊れてしまい、迷走した挙句正反対の位置にある氷の国にたどり着いたところで、メカ自体が凍り付いてしまい放棄された。
ジャイアントばいきんまん
初登場回 - TV第18話B「アンパンマンとやかんまん」
ばいきんまんを模した巨大ロボット。綱引き大会の賞品を盗むために作った。力が強く、アンパンマンたちを綱で縛りあげてしまう。ポットちゃんをさらうが、アンパンマンに綱で縛られたうえ、やかんまんに熱湯を大量にかけられて山から落ちてしまった。
ジャイアントベアリングロボ
声 - 山寺宏一
初登場回 - 映画第11作『勇気の花がひらくとき』
ジャイアントモグリンを突き破って現れたロボット。書籍によっては「ジャイアントロボット」と呼ばれている。コックピットはいつもと違って、ばいきんまんの動きと直接連動するようになっている。ジャイアントモグリンと同じく、大砲型の口から何でも鉄球にしてしまう砲弾を打ち出す。頭頂部の玉は爆弾となっている。人々を鉄球に変え、さらにはパン工場を破壊し、勇気の花のジュースが入っていないアンパンマンを極限まで追い込むが、キララ姫の作り出した星により生えた勇気の花で勇気百倍となったアンパンマンの宇宙まで飛び上がってから一気に突撃する大技「ロケットアンパンチ」で宇宙の果てまで吹っ飛んだ。
『クルンといのちの星』ではバイスターの力でよみがえったメカの一体として登場。こちらは「ロボー!」と吠える。
ジャンケンパンチロボ
初登場回 - TV第268話A「こむすびまんといなりずしのみこと」
じゃんけんの3つの手がそれぞれ飛んで攻撃するロケットパンチ。おむすびまん、こむすびまん、いなりずしのみことに使用した。
ジャンボススキミミズク
初登場回 - TV第348話A「アンパンマンとすすきちゃん」
バイキンUFOの下部に、すすきみみずく型のロボットが接続されたメカ。ミミズクの目はサーチライトとして機能する。アームなどで攻撃できる。
白い歯シール（しろいはシール）
初登場回 - TV第989話A「はみがきまんとドキンちゃん」
ばいきんまんが歯磨きを面倒臭がっていたカバオくんたちに配るために作った、白く綺麗な歯を模したシール。「歯に貼り付けるとどれだけ甘いものを食べても歯が綺麗なまま」と謳い子供たちを騙した。見本以外は全てムシバキンマンの虫歯棒で突いてあったため、住民たちを虫歯で苦しめた。ばいきんまんとムシバキンマンがやられた後は、独りでに歯から外れ煙のように消え去った。
城ロボット（しろロボット）
初登場回 - TV第548話「アンパンマンとおでん三姉妹」
でんでん一座の舞台セットの城に見せかけたロボット。口から出すレンガが武器。
人力飛行三輪車（じんりきひこうさんりんしゃ）
初登場回 - TV第1000話「ぼく、アンパンマンです!」
赤ちゃん時代のばいきんまんが最初に作った三輪車。ヘリコプターのような上部と尾部の回転翼で空を飛べるが、足漕ぎのためにすぐに疲れてしまう。
すいこみどり
欲しい物は掃除機型のくちばしから吸い込む鳥型のロボット。空も飛べる。
1号（1ごう）
初登場回 - TV第170話A「アンパンマンとすいこみどり」
つくしの森の山菜をバタコさんやチーズと共に吸い取った。尻尾から炎や爆弾を出す。アンパンマンが投げた岩に当たって壊れてしまい、最後はジャムおじさんに作り直され、公園の遊具となった。
2号（2ごう）
初登場回 - TV第900話B「がんばれ!アンパンマン」
同型で、大型化かつ吸引力の強化を図ったすいこみどり。体色は青く、尻尾の先に球が付いている。フルパワーだとアンパンマン号をも吸い寄せ横転させてしまう。パン工場の小麦粉を全て吸い込みアンパンマンの顔を焼けなくした上で、町中の食べ物や弱ったアンパンマンを吸い込んでしまう。しかし、町の人々のエールに応えアンパンマンが脱出し、その穴から小麦粉が飛び出したことで形勢逆転されてしまった。最後は両翼に穴を空けられバランスを崩された所で、アンパンチで完全に破壊された。
小型（こがた）
初登場回 - TV第938話B「SLマンとタンポポちゃん」
タンポポちゃんを拉致するためにもぐりんから射出された小型のすいこみどり。タンポポちゃんを吸い込んだが駆け付けたアンパンマンによって破壊された。
スーパー俺様メカ（スーパーおれさまメカ）
声 - 中尾隆聖
初登場回 - TV第1264話B「プリンちゃんとクレヨンの国」
クレヨンの国のクレヨンでばいきんまんが描いたばいきんまん型の巨大ロボット。ばいきんまんの命令で動き「ハッヒフッヘホー!」と声を上げる。手からクレヨン型のミサイル、口からボールの弾を発射して攻撃する。アンパンマンたちをピンチに追い込むが、偶然クレヨンの国に遊びに来ていたプリンちゃんとエクレアさんに洋服や花飾りを描き加えられてしまった。
スーパーカビハート
初登場回 - TV第50話「アンパンマンとゴミラ」
飲んだ者の心臓にカビを生やして凶暴化させる薬。アンパンマンを倒すためにゴミラを騙して飲ませたが、凶暴化するだけでなく製作時にドキンちゃんが邪魔したことで巨大化する効果もついてしまった。この薬を飲ませられたゴミラはアンパンマンとおそうじまんによってカビは取り除かれて凶暴化は収まったが、ごみを食べると巨大化する効果が残ってしまった。
スーパー冷凍マシーン（スーパーれいとうマシーン）
初登場回 - TV第147話B「アンパンマンとおまつりトリオ」
かき氷機から発案された空飛ぶ乗り物。外見はばいきんまんが後ろを向き、顔を逆さにしたようなデザインであり、口の中が操縦席になっている。胴体にある羽と扉口で吹雪を起こして地上の物を凍らせる。
スグヤセール
初登場回 - TV第103話B「アンパンマンとゆかいなメンドーくん」
スゴイゾウ / ヨゴスゾウ
声 - 伊達みきお（サンドウィッチマン）
初登場回 - 映画第25作『とばせ! 希望のハンカチ』
バイキンサーカスのために造られたゾウ型のロボット（ばいきんまんいわく「サーカスの大スター」）。外見的にはだだんだんを4足歩行にして、ゾウの耳と鼻をつけた姿をしている。ばいきんまんにとって自信作だったがドキンちゃんには不評だった。ばいきんまんの命令で動き、アンパンマンを襲いに行く途中で、崖から転倒。その衝撃でスゴイゾウから巨大なヨゴスゾウに変わり暴走をしはじめ、ばいきんまんの命令を聞かなくなる。スゴイゾウの時は体色が黒っぽく、「スゴイゾー!」としか言わなかったが、ヨゴスゾウになってからは体色がカラフルになり、喋り方も「ヨゴスゾー!」に変わった。鼻から出すヨゴレダマで建物や道路、植物やキャラクターを汚し固めてしまう。二足歩行も可能になり飛行形にも変化する。アンテナから紫の電撃を放出し、アンパンマンを飛べなくさせる。トリプルパンチも通用しなかったが、元気百倍アンパンマンのアンパンチで消滅した。
すいとるゾウ
声 - 岡村隆史 (ナインティナイン)
初登場回 - 映画第35作『ばいきんまんとえほんのルルン』
青色の巨大なゾウ。 木々のエネルギーを吸い取りながら暴れ回り、ばいきんまんとルルンを苦戦させる。ウッドだだんだんのパワーをものともしない怪力を持ち、目から発射する光線は相手を子象の姿に変えてしまう。だが、実はその正体は自我を持つスゴイゾウとよく似たバイキンメカであり、ばいきんまんの失敗作であった。正体が露見した後は、ヨゴスゾウのように飛行形態へ変形したり、森の木々から奪ったエネルギーで巨大化したり、ルルンの作りだした木製バイキンロボを一瞬で打ち破ったりとやりたい放題であったが、最終的にはルルンやばいきんまんに隙を作られ、アンパンマンのアンパンチで巨大な体は消滅し、無害な青い小さな小象へと生まれ変わった。
スシロボット
初登場回 - TV第531話「いくら姫とおすしの国」
胴体と足が海苔巻き型で、顔はばいきんまんを模したロボット。おすしの国の寿司パーティを邪魔するために作った。鼻の部分からワサビの煙幕を噴出し、相手の身動きを取れなくする。手の先のバイキンバキュームで寿司を吸い込むことも可能。吸い込んだ寿司は操縦席内に回転寿司のように並べられる。TV第834話A「鉄火のマキちゃんとギョクロくん」では、ペンチ型の手が付けられて、操縦席が頭の上にある。巨大な寿司を握ることができるほか、手から干瓢型のロープや水を発射して戦う。
スピードベルト
初登場回 - TV第967話B「アンパンマンとスピードばいきんまん」
素早く飛びまわるアンパンマンの動きに対抗するために作ったベルトのメカ。腰に巻いてボタンを押すと高速で動くことができる。この性能を利用し、町の人々の食べ物を横取りしたり子供たちの顔に落書きをしたりなど悪戯を働き、駆け付けたアンパンマンの顔を立て続けに殴打しダウンさせる。さらに新しい顔も駄目にしアンパンマンを追い詰めるが、ジャムおじさんの作戦で住民が振る舞ったご馳走を食べ過ぎて太った結果、ベルトが破損してしまった。
スーパーバイキンブーツ
初登場回 - TV第528話B「アンパンマンとシューズマン」
シューズマンのスニーカー、スパイクさん、ブラックさんに作らせたブーツ型のメカ。踵にブーメラン、爪先に水鉄砲を装備している。
スペースローリングパンチ
初登場回 - TV第1187話B「ドキンちゃんとけむりいぬ」
スペシャルカメラ
初登場回 - TV第79話A「アンパンマンとカメラのパチリくん」
ドキンちゃんを怒らせたパチリくんを閉じ込めるために作ったカメラ。見た目は古風の大判カメラだが、機能としてはインスタントカメラに近い。シャッターを切るとフラッシュの代わりに電波のようなものを放出し、被写体をレンズの中へ吸い込んで現像した写真の中に閉じ込めてしまう（閉じ込められても動いたり喋ったりすることは可能）。ばいきんまんは「絶対に抜け出せない」と豪語していたが、虫眼鏡を使って日光で写真を焼くと脱出することができる。アンパンマンを二度に渡り写真に収めようとするが、アンパンチで破壊された。
西武の盗賊団のメカホース（せいぶのかいぞくだんのメカホース）
初登場回 - TV576話A「ハンバーガーキッドとカップラーメンマン」
馬の形をした自律行動型のメカ。主に西武の町をバイキン強盗団として襲う時に登場する。かびるんるんが乗っていて色々な仕掛けで攻撃する（これと同じメカがいくつかある）。
石柱巨大ばいきんまん（せきちゅうきょだいばいきんまん）
初登場回 - 映画第6作「リリカル☆マジカルまほうの学校」
ばいきんまんの大魔法で彼に変身した石柱の巨人。厳密に言えばバイキンメカではない。大群でアンパンマンに襲いかかるが、リリカの活躍で魔法を解かれた。なお、絵本版では「ばいきんロボット」と呼ばれている。

## た行
たいやき号（たいやきごう）
初登場回 - TV第28話A「アンパンマンとタイヤキごう」
子供たちを騙してさらうためのたい焼き型の飛行船。巨大な気球が中に入っているため、アンパンチが通用しない。たこ焼き爆弾と、長いアームを装備している。最後はアンパンマンのはさみパンチで気球は割られ、そのままバイキン城に激突して爆発し、バイキン城も中破状態になった。
タケノコロボット
タケノコ型のロボット。
1号（1ごう）
初登場回 - TV第231話A「かまめしどんとたけのこちゃん」
遊園地を作ろうとして、たけのこ山の竹林を荒らすための自律歩行タイプのロボット。竹の反動を利用したアンパンマンのアンキックによってあっさりと破壊された。
2号（2ごう）
初登場回 - TV第231話A「かまめしどんとたけのこちゃん」
1号を改造してパワーアップしたロボット。ばいきんまんが口の中で操縦するようになった。腕と角は4本で、額に②マークが付いている。動きも速くて水を噴射する。
3号（3ごう）
初登場回 - TV第658話A「ばいきんまんとたけのこちゃん」
頭からドリルが出て、地中を掘り進むロボット。ドリルの先から泥水を出して攻撃する。
凧型メカ（たこがたメカ）
初登場回 - TV第177話A「アンパンマンとカイトくん」
コウモリをかたどった凧型のメカ。金属で作られ、バイキンUFOのマジックハンドで動かす。翼部分の付け根からワイヤーを伸ばしてアンパンマンたちを捕まえてしまう。
ダストデーモン
初登場回 - 映画第13作『ゴミラの星』
ヤーダ星のゴミを集めて作った恐竜型のロボット。ゴミコンピューターが核となっており、頭部のバイキンUFOで操縦する。体をゴミパーツに分裂でき、粉々になっても何度でもよみがえる。口から出す毒液・ゴミオキシンで何でも泥人形に変える（ただし、ゴミやそれを食べている者には効かない）。ヤーダ星に来たアンパンマンたちを迎え討ち、一度はトリプルパンチで砕け散るが、すぐにスーパーダストデーモンとなってよみがえった。
スーパーダストデーモン
初登場回 - 映画第13作『ゴミラの星』
砕け散ったダストデーモンが再生し、ゴリラ型に変形した姿。ゴミオキシンで次々にアンパンマンたちを泥人形に変えていく。しかしゴミラには効かず、巨大化したゴミラと組み合っているところ、顔を替えたアンパンマンの「スーパーアンパンチ」でバラバラになる。なおも復活するが、この時ばいきんまんが乗り損ねたことで暴走を開始。ゴミラを火山に落とそうとするが、アンパンマンの救援で自分が投げ込まれ、今度こそ完全に消滅した。
たまねぎタンク
初登場回 - TV第118話B「アンパンマンとオニオン鬼のなみだ」
オニオン鬼を騙して乗せた飛行メカ。オニオン鬼の顔を模していて、大砲型の口からタマネギの玉を打ち出す。
だるまロボット
初登場回 - TV第227話B「アンパンマンとだるまロボット」
だるま型のロボット。だるまさんがころんだで、ばいきんまんが一回も勝てない腹いせに作られた。顔の部分に操縦席があり、胸から打ち出す赤い玉でみんなをだるま型（顔より下が赤い玉で覆われた起き上がりこぼし状態）に変えてしまう。ボウリングのボールでみんなをピン代わりにしたが、アンパンマンに脱出され、逃げようとしたところを「だるまさんが転んだ」と声をかけられたところでつい制止してしまい、アンパンチを食らって爆発した。

茶巾ロボ（ちゃきんロボ）
初登場回 - TV第698話B「ちゃわんむしまろとちゃきんくん」

チェンジバードロボ
声 - 山寺宏一→三ツ矢雄二
初登場回 - 映画第15作『ルビーの願い』
ブラックロック島のオーロラのしずくを奪うための鳥型のロボット。すいこみどりに似ている。口から相手の首から下をコウモリの翼の黒い小鳥に変える煙型の光線を吐き出す。ウイングと脚部のジェット噴射で空を飛ぶことが出来る。
火口でアンパンマンたちと戦い、カレーパンマンたちを小鳥に変え、尻尾から泥水を発射して、アンパンマンの顔を汚すが、途中でばいきんまんがレバーを壊してしまい暴走を始め、ばいきんまんたちもジャムおじさんたちも小鳥に変えられてしまう。アンパンマンを窮地に追いやるが、オーロラのしずくの力で赤い鳥に変身したルビーの助けで逆転。空中戦の果てに、アンパンチで破壊され、爆風を浴びたみんなは元の体に戻った。『クルンといのちの星』ではバイスターによってよみがえったメカの一体として登場。鳴き声はそれぞれ違っており、前者は「バババ」、後者は「バード!」となっている。
チューリップロボット
初登場回 - TV第122話B「アンパンマンとはるのしろ」
だだんだん風の頭部にチューリップと足が生えたようなロボット。春の城を乗っ取るために作った。チューリップから出る長い舌で近づく者を飲み込む。最後はジャムおじさんが作ったアンパンマンの姿のゴム風船人形によって破壊された。
チョキチョキマシーン
初登場回 - TV第376話B「アンパンマンとアップリケちゃん」
カニを模した小型メカ。胴部分はばいきんまんの顔をモチーフにしている。両手のハサミで、アンパンマンたちのマントや木の枝などを即座に切り取ってしまう。アップリケちゃんにマントを縫い直してもらったアンパンマンと再度戦うが、UFOの周りをアンパンマンが回るうちに、バイキンUFOを粉々にしてしまい、アンパンチで壊された。
つみきロボ
声 - 花輪英司
初登場回 - TV第558話「クリームパンダとつみきの城」
つみきの城を乗っ取るためのロボット。ばいきんまん型の塔から変形する。映画『つみき城のひみつ』に登場した「つみきロボ・ウッドラー」に酷似している。違いはサイズと、黒いつみきを連射する右手のガトリング砲。再生能力を備えている。アンパンマンが高速回転で起こした竜巻と共に放ったアンパンチで、バラバラになりながら吹き飛ばされた。
バイキンつみきロボ
初登場回 - TV第1148話B「ばいきんまんとつみきまん」
同型のロボットで、ばいきんまんがつみきまんを騙して作らせたもの。操縦型ではなく、黒いハートの悪い心で動く。
デカマリン
初登場回 - TV第530話A「ちびぞうくんとチビマリン」
その名の通りチビマリンよりでかいマンボウ型のメカ。おもにかびるんるんが中で操縦している。また、口の部分から水鉄砲を発射することもできる。
鉄琴ロボ（てっきんロボ）
初登場回 - TV第604話A「アンパンマンともっきんまん」
もっきんまんの演奏会を雑音でぶち壊すためのバイキンUFOからの変形ロボット。胸に鉄琴を装備していて、両手に撥を持っている。けたたましい鉄琴の音で相手の動きを止める。
鉄骨マシーン（てっこつマシーン）
初登場回 - TV第383話A「ばいきんまんとてっこつホラーマン」
中に入ると誰でも筋肉モリモリに変身するメカ。ドキンちゃんはそのままの姿で巨大化した。
ブラック鉄骨マシーン（ブラックてっこつマシーン）
初登場回 - TV第1164話A「ブラックてっこつホラーマン」
全体の色を黒くした改良型の鉄骨マシーン。中に入ると筋肉モリモリに変身するだけでなく、体色も黒くなる。
鉄のバイキンロボ（てつのバイキンロボ）
初登場回 - TV第735話A「クリームパンダとてつの星」
てつの星の住民を騙して作らせたロボット。胴体は球形で、だだんだんと同型のアームが武器。頭部のスペースバイキンUFOで操縦する。
てんとう虫メカ（てんとうむしメカ）
初登場回 - TV第393話「フルーツ島をすくえ!」
てんとう虫型の偵察用のメカ。体の中にテレビカメラが入っていて、敵を見つけると飛んで行って後をつける。ポッポちゃんを誘き寄せる為に使われる事もある。
ドキドキSL号（ドキドキエスエルごう）
初登場回 - TV第626話A「ドキンちゃんとドキドキSL号」
「しょくぱんまんさまと一緒にハイキングに行きたい」というドキンちゃんのたっての願いを受けてばいきんまんが徹夜で作ったドキンちゃん専用の蒸気機関車。ばいきんまんが自分のために作ったものではないため、バイキンメカには含まれない。全体の色は濃いピンクと淡いピンクのツートンカラーで、あちこちにハートマークがちりばめられている。「ドキドキ運転手」と名乗るドキンちゃんが運転し、ホラーマンが車掌を務める。動力はかびるんるんだったが、逃げられたため、ホラーマンが足漕ぎで動力になる。
毒虫ロボ（どくむしロボ）
初登場回 - TV第325話「アンパンマンとみどり島」
みどり島の襲うための毒虫型のロボット。外見はゴロンゴロンに似ている。草や木を食い荒らし、食べた物を岩に変えて吐き出す。2本の角から何でも石化してしまう毒ガスを噴射する。
トリプルヘッド
初登場回 - 映画第8作目同時上映『ばいきんまんと3ばいパンチ』
三つ首の頭にそれぞれバイキントリオが乗って操縦している怪獣型のロボット。バイキントリオのUFOが合体することでできる。チームワークが取れているうちは強力だったが、ドキンちゃんの介入で崩れてしまい、トリプルパンチに敗れた。
ドリルロケット
初登場回 - TV第314話「砂の魔王と虹のピラミッド」
ドリルが付いているロケット。地中に潜って進むだけでなく空も飛べる。マジックハンドを装備している。
泥水鉄砲（どろみずでっぽう）
初登場回 - TV第16話B「アンパンマンとぱんどろぼう」
泥水を発射する業務用クリーナーのようなメカ。アンパンマンとしょくぱんまんを追い詰めるが、ドキンちゃんにホースを踏まれ泥水が出なくなってしまったため、そのままばいきんまんはしょくパンチで退散させられた。また、「ドキンちゃんとふるどけいさん」にてホースを踏んだのは未来のドキンちゃんであることが判明（本物のドキンちゃんは隠れた弾みで気絶していた）。
泥水鳥メカ（どろみずどりメカ）
初登場回 - TV第1286話A「スポンジマンとバイキン城」
嘴から泥水を吐き出す鳥型のロボット。すいこみどり2号の背中にバイキンUFOのキャノピー部が付いたような外見をしている。空も飛べる。
とんぼメカ
初登場回 - TV第393話「フルーツ島をすくえ!」
トンボを模した偵察用の告げ口メカ。空を飛びながら見たり聞いたりしたことをばいきんまんに報告する。
どんぶりUFO（どんぶりユーフォー）
初登場回 - TV第422話B「アンパンマンとどんぶり山」
丼鉢型のUFO。どんぶり仙人に変装したばいきんまんが使用した。中にはかびるんるんが沢山詰まっている。
　　２号（2ごう）
　　初登場回 - TV第521話A「アンパンマンとどんぶり星人」　　

## な行
ニセアンパンマン気球（ニセアンパンマンききゅう）
ばいきんまんが、作った偽のアンパンマンの熱気球。
1号（1ごう）
初登場回 - TV第1074話A「シュガーランドと黒バラ女王」
2号（2ごう）
初登場回 - TV第1115話A「チーズフォンデュさんとポッポちゃん」
ニセ宇宙船アンパンマン号（にせうちゅうせんアンパンマンごう）
初登場回 - 映画第23作『すくえ! ココリンと奇跡の星』
宇宙船アンパンマン号に似せた外見で、顔がばいきんまんのものになっている宇宙船。ばいきんまんがヘンテ星のヘンテエネルギーを強奪するために作った。ココリンをジャムおじさんたちの変装で騙して乗せ、ヘンテ星まで案内させた。底部からは爆弾を撃ち出す事が可能でヘンテ星のあちこちを破壊してしまう。ヘンテエネルギーのタンクに到着すると、ココリンを用済みとして外へ追放し、バイキンヘンテエネルギーメカに変形した。
ニセすき焼き号（ニセすきやきごう）
初登場回 - TV第1297話B「しらたき姫とちょうちんへいじ」
しらたき姫としゅんぎくさんに成り済ますために使った、偽物のすき焼き号。ボタンを押すと前の牛が巨大化し、巨大な牛ロボットになる。
ニセだいてんロボ
初登場回 - TV第1237話B「かまめしどんとてんぐぼうや」
だいてんに成り済ますために作った、だいてんに似た巨大ロボット。てんぐの森へきのこ狩りに来ていたかまめしどん達やこてんを騙して捕まえる。口から黒い葉を飛ばし、森の木々やアンパンマンの顔を汚してしまう。
ニセバルーンアート号（ニセバルーンアートごう）
初登場回 - TV第1256話B「ばいきんまんとバルーンアートさん」
バルーンアートさんに変装する際に使用した乗り物。
ニセハロウィンマン
初登場回 - 「かえってきたハロウィンマン」
ハロウィンパーティで使用した。口からインクを吐く。最後は本物のハロウィンマンによって壊されてしまった。
ニセパン工場（ニセパンこうじょう）
初登場回 - TV第211話B「アンパンマンとカギの子キーちゃん」
アンパンマンを閉じ込めるために作ったパン工場の偽物。大きな鍵穴に鍵をさしてかけると小さくなり、反対にかけると元の大きさに戻る（ただし、鍵穴は普段の大きさのままだった）。TV第1033話B「ちびぞうくんと空とぶベッドくん」では、クリームパンダとちびぞうくんを乗せにパン工場へ向かう空飛ぶベッドくんを誘き寄せるために作った。屋根に角が付いている所を除けば見た目は本物と瓜二つだが、その中身は巨大な檻である。ちびぞうくんに成り済まし、間違えてこちらを訪れた空とぶベッドくんを監禁する。
ネコロボット
初登場回 - TV第58話B「アンパンマンとかつぶしまん」
猫型のロボット。かつぶしまんを倒すために作られた。魚の骨を投げて攻撃する。かつぶしまんとの初戦で、彼の気合声により故障してしまう。プロペラを装備した催眠メカにより、町の子供たちをネコそっくりに洗脳してかつぶしまんに再度挑むが、アンパンマンを洗脳するときに、かつぶしまん直伝の気合声で催眠メカが壊され、敗退した。
ネックレス爆弾（ネックレスばくだん）
初登場回 - TV第345話A「コーヒーパンマンとかいじゅうモカ」
ウサギの女の子に変装したばいきんまんがモカをコーヒー湖から追い出す為に使用した、大きなネックレス型の爆弾。モカの首にかけてから遠隔操作で炸裂させ、モカに縛り付けられたバルーンで遠くへ追いやってしまう。また、リモコン操作ではバルーンを割る事もできる。
ネバネバ銃（ネバネバじゅう）
初登場回 - TV第1051話B「たぬきおにとおむすびまん」
粘着性のある弾を打ち出す拳銃。おむすびまんを倒すのに時間がかかっているたぬきおにに痺れを切らしたばいきんまんが使用した。おむすびまんの動きを止めてしまう。

## 頭にバイキンがつくもの
バイキンアイスロボ
声 - あらぽん（ANZEN漫才）
初登場回 - 映画第31作『きらめけ!アイスの国のバニラ姫』
アイスの国を乗っ取るために造られた氷のような巨大ロボット。頭や腕、足を分離し、6体のアイスロボに分かれる事が可能で、それぞれが飛行しながら当たった物をアイスにしてしまう光線を発射する。最初こそ優勢だったが、バニラ姫が魔法のスプーンを使いこなせるようになった事で形勢が逆転し、バニラ姫が魔法で出した「レインボーアイスクリームアンパンマン」達に分離したロボを全て跳ね返され、アンパンチで大爆発した。
バイキンアザラシメカ
初登場回 - TV第1149話B「クリームパンダとペンギンぼうや」
バイキンアジトUFO（バイキンアジトユーフォー）
初登場回 - 2008年TVスペシャル「フランケンロボくんのビックリクリスマス」
ドクター・ヒヤリの研究室がある巨大UFO。外見はバイキン城の額にパラボラアンテナが付いたようなデザイン。空を飛び、ドクター・ヒヤリが作ったお化けの操作することが出来る。
バイキン雨雲吸引機（バイキンあまぐもきゅういんき）
初登場回 - TV第432話B「アンパンマンとおてんきはかせ」
ばいきんまんが、ゲター博士が雨だと予報したのを見て作ったメカ。雨雲を吸い込んで天気にしたり、その雨雲を吐き出して、雨を降らせたりする。
バイキンアンパンマン号（バイキンアンパンマンごう）  
初登場回 - TV第944話A「ジャムおじさんとランプの巨人」
ばいきんまんがジャムおじさんに変装してランプの巨人のところへ行く際に作ったハリボテ風の偽のアンパンマン号。
バイキンイカバサミ
初登場回 - TV第156話A「アンパンマンとカンテンマン」
バイキンUFOから変形した、イカ型の潜水メカ。ばいきんまんを模した顔が付いている。10本の足のはさみと墨が武器。
バイキンイルカメカ
初登場回 - TV第271話B「アンパンマンと金色のさかな」
ばいきんまん一人乗りのイルカ型の潜水艦メカ。アンパンマンたちより先に、願いを叶えるという「金色の魚」を捕まえるために作った。小型のドリルメカなどを搭載している。アンパンマンとともに津波に遭い、オーロラの輝く不思議な空間にたどり着く。そこで巨大な「金色の魚」に遭遇し、無事に帰り着いた。
バイキン色（バイキンいろ）
初登場回 - TV第101話A「アンパンマンとつみきまん」
黒色のペンキ。そのペンキを刷毛で生物やそのキャラクターのエネルギー源に塗ると体色がばいきんまんと同じになり、性格や口調もばいきんまんと同じになりばいきんまんの命令を聞くようになり、作中ではつみきまんのエネルギー源となるハートマークが付いたブロックにそれを塗装して、ばいきんまんと同じ体色になったつみきまんがアンパンマンを倒した。弱点は水で水にぬれると効果はなくなり、元に戻る。
バイキンインクロボ
初登場回 - 1999年TVスペシャル「アンパンマンとメリークリスマス」
バイキンUFOからの変形ロボット。万年筆型の手の先から、黒いインクを出して攻撃する。また、ミニくろだるまん出して攻撃する。手をドリルに変形させて穴を掘ることもできる。クリスマスの谷でサンタさんから、プレゼントを全部とり上げるために作った。
バイキンウォークロボ
初登場回 - TV第794話A「ドキンちゃんとベビードーナツ」
ばいきんまんを模した顔に足をつけた、二足歩行型ロボ。ベビードーナツがいたずらしてしまう。
バイキン宇宙SL（バイキンうちゅうエスエル）
初登場回 - TV第455話「アンパンマンと空飛ぶSLマン」
鉄の星の人々を騙して作らせた機関車型の宇宙船。大砲やマジックハンド、回転型のカッターなどを装備している。SLマンと戦い、途中でてつの星の住民に解体されて墜落し、最後はSLマンの体当たりで壊された。
バイキン馬ロボット（バイキンうまロボット）
初登場回 - TV第816話B「ハンバーガーキッドとらんぼうや」
体型がブリキホース、顔がすいこみどりに似たロボット。かびるんるん達が中に入って操作し、ジェット噴射で非常に速く走る事ができる。ばいきんまんがこれを使ってらんぼうやを挑発し森の奥へと誘い込むが、スピードの出し過ぎで岩山に衝突し大破した為、ばいきんまんの仕業である事がばれてしまった。
バイキンSLマン（バイキンエスエルマン）
1号（1ごう）
初登場回 - TV第326話A「アンパンマンとバイキンSLマン」
SLマンにそっくりな、蒸気機関車型のメカ。ばいきんまんを模した顔が付いている。マジックハンドを装備しており、アンパンマンを捕まえて岩に激突させようとした。
2号（2ごう）
初登場回 - TV第412話A「ばいきんまんとSLマン」
蒸気機関車型のメカ。ばいきんまんとドキンちゃんが乗りこむタイプで、バイキンUFOを格納している。カッターやマジックハンドを装備しており、SLマンと競争するふりをしてパン工場に運ぶ小麦粉を盗んだ。鼻部分に仕込んだ水鉄砲でアンパンマンも弱らせたが、メロメロパンチで逃げられ、SLマンの体当たりで壊された。
3号（3ごう）
初登場回 - TV第1039話A「SLマンとえんぴつぼうや」
装甲列車を彷彿とさせる巨大な蒸気機関車型のメカ。先端には巨大なドリルが付いており、もぐりんのように地中を掘り進んだり岩山を破壊する事ができる。落下時に備えたパラシュートも装備している。SLマンを追い詰めるが、パワーを上げるために石炭を焼べ過ぎたせいで車体が過熱し爆発してしまった。
バイキンオクトパス
初登場回 - TV第623話B「クリームパンダとシュークリーム姫」
巨大なタコ型の潜水メカ。バイキン潜水艇に似ているが、こちらは水陸両用で、頭の上の潜望鏡が2本も付き、鉢巻を巻いている。脚に付いている強力な吸盤で相手を捕まえたり、鼻から墨を噴出したりして攻撃する。
バイキンお仕置きロボ（バイキンおしおきロボ）
初登場回 - TV第235話B「あかちゃんまんとバイキンロボット」
大きな両手で相手をお尻ペンペンする、ばいきんまん風の外見のロボット。ばいきんまんの顔を模した頭部内にバイキンUFOを格納して操縦する。あかちゃんまんをお尻ペンペンしようとするが失敗し、川に放棄されてしまった。
バイキンお鍋UFO（バイキンおなべユーフォー）
初登場回 - TV第302話A「ショウガナイさんとナスコさん」
バイキンUFOと、鍋型の建物が合体した飛行メカ。包丁やフライ返しなどの調理用具を振り回して攻撃する。
バイキン鬼ロボ（バイキンおにロボ）
初登場回 - TV第644話A「クリームパンダとしかくおに」
バイキンUFOからの変形ロボット。節分の鬼を模したロボットで、金棒を武器にしている。アンパンマン、しかくおに、クリームパンダのコンビネーションで吹き飛ばされた。
バイキンお化け猫ロボ（バイキンおばけねこロボ）
初登場回 - TV第1314話「ビクビクちゃんとねこの国」
ねこの国のごちそうを奪うためのロボット。猫とスフィンクスとばいきんまんを混ぜたような不気味な顔をしている。怪物に成りすまし、ニャンコックを脅してバキュームでごちそうを奪ってしまった。
バイキンおもちゃ列車（バイキンおもちゃれっしゃ）
初登場回 - TV第1105話B「ばいきんまんとおもちゃてんし」
バイキン音楽塔（バイキンおんがくとう）
初登場回 - TV第131話「つばき姫とこどもまつり」
顔はばいきんまん風で耳と口がメガホンになっているこけし型の塔。つばき姫を捕まえてバイキン音楽祭りを開くために作った。メガホンからカビの固まりの『青カビ弾』を打ち出すが、最後はかしわもちまんの柏の葉で塞がれてしまった。
バイキン海賊船（バイキンかいぞくせん）
初登場回 - TV第203話B「アンパン三銃士とバイキング」
ばいきんまんが作った海賊船。初登場時は、海賊バイキングと名乗り、他の船を襲って沈めたりしていたが、アンパン三銃士（アンパンマン、しょくぱんまん、カレーパンマン）たちがのった船がやってきて、最後はばいきんまんが吹っ飛ばされたために放棄された。
バイキン顔型ロボ（バイキンかおがたロボ）
初登場回 - 映画第11作同時上映「おむすびまんと夏まつり - アンパンマンとたのしい仲間たち（Aパート）」
みんなが楽しみにしている夏祭りを邪魔するためのバイキンUFOからの変形ロボット。ばいきんまん風の顔からかびるんるんを吐き出す。しょくぱんまん号を運転するおむすびまんを襲い、さらに助けにきたアンパンマンの顔をカビさせるが、こむすびまんが投げた梅干しでかびるんるんが消滅し、うめこちゃんに特製の梅酢をかけられてバイキンUFOに戻り、最後はおむすびまんに成敗された。
バイキンカイト
初登場回 - TV第734話B「クリームパンダとやっこだこくん」
カイトくんの形をした、空飛ぶ凧型メカ。正面がばいきんまんを模した顔になっており、下にあるジェットエンジンで空を飛ぶ。また、口からハンググライダーのかびるんるんが出て攻撃する。

バイキンカスタネット
初登場回 - TV第1177話A「みみせんせいとカスタネットくん」

バイキン型カプセル（バイキンがたカプセル）
初登場回 - TV第1114話A「クリームパンダとみずうみ姫」
みずうみの国をどろみずまんと襲っている時にもぐりんから放出されたカプセル。王冠を奪って眠らせたみずうみ姫を中に入れてみずうみの国の外に向かって流した。中には枕、クッションが置いてある。
バイキンガニ
初登場回 - TV第150話B「アンパンマンとカッパのカピー」
リモコンの操作で動くカニ型のロボット。普段は小型だが、水中に潜ると巨大化することができる。相手の目をくらます泡と両手のはさみ武器。池で遊んでいる河童たちを邪魔するために使用したが、カッパのカピーのカピーキックによってあっさりと成敗された。
バイキンカニロボット
初登場回 - TV第332話B「アンパンマンとウニおじさん」
右手ははさみ、左手はドリルでできている潜水メカ。敵を包み込む泡も武器。
バイキンからくり号（バイキンからくりごう）
初登場回 - TV第1100話A「ばいきんまんとからくりぐんない」
ばいきんまんが作った偽のからくりおまつり号。見た目はからくりおまつり号にそっくりだが、バイキンUFOと合体しており、からくりおまつり号と同じ仕掛けをもつ。ひなた村の祭りを見つけたばいきんまんがからくりおまつり号が村を出た際に使われた。
バイキンガンマンロボ
初登場回 - TV第576話A「ハンバーガーキッドとカップラーメンマン」
西部の町の食べ物を奪うためのバイキンUFOの変形ロボット。二丁拳銃で攻撃する。やきそばパンマンやハンバーガーキッドと戦うときにもしばしば登場する。
バイキン気球（バイキンききゅう） 
ばいきんまんが作った、ばいきんまんの顔をした風船が付いている気球。
1号（1ごう）
初登場回 - TV第110話B「アンパンマンとちゅうしゃき先生」
3号（3ごう）
初登場回 - TV第1042話B「ハンバーガーキッドとマダム・ナン」
西部の町で収穫された野菜を奪うための気球。 間違えてマダム・ナンも連れてきてしまう。
バイキンブラックの気球（バイキンブラックのききゅう）
初登場回 - TV第37話B「アンパンマンと謎のブラック」
バイキン気球のバリエーション。謎のブラックに変装したばいきんまんが乗っていた。
バイキン騎士型ロボット（バイキンきしがたロボット）
初登場回 - TV第610話A「アンパンマンとナガネギフラメンコ」
ナガネギマンを倒すためにバイキンUFOから変形した、騎士型のロボット。両手に持った刀と盾、ウシのような2本の角、お腹から出す水鉄砲と強力な扇風機が武器。
バイキン基地（バイキンきち）
初登場回 - TV第465話「アンパンマンとブラックロールパンナ」
大気圏内外を飛行可能な巨大なバイキンメカでバイキン城に似ており（大きさもバイキン城並みである）、バイキン城と同じくらい色々な装置がそろっている。基地の中にはロールパンナを閉じ込めて、悪い心を植え付けるタンク(上には、バイキン草があって、かびるんるんが管理している）があって、ロールパンナをブラックロールパンナにする。またいつロールパンナが元に戻ってもいいように、バイキン光線を装備している。口からミサイルハンドを打ち出す。最後は、ロールパンナの良い心のパワーで、ボロボロになって、アンパンマンとロールパンナのダブルパンチで装甲を貫かれ、爆破四散した。
バイキンきのこロボ
初登場回 - TV第769話A「ばいきんまんときのこの森」
毒キノコ型のロボット。長い舌を鞭のように使ったり、きのこに扮したかびるんるんを使って攻撃する。胞子のようなものを撒き散らして周囲に霧を発生させる事もできる。
バイキンキャノンロボ
初登場回 - TV第664話「ホラーマンとおもちゃてんし」
頭部はUFOのキャノピー部、胴体が立方体のロボット。胴体のキャノン砲から相手を閉じ込めるシャボンや、かびるんるんの入った砲弾を発射する。おもちゃの天国を占領するが、ホラーマンとおもちゃ天使によりおもちゃの天国は元の環境に戻り、アンパンマンに成敗された。
バイキン急須ロボ（バイキンきゅうすロボ）
初登場回 - TV第667話B「アンパンマンとギョクロくん」
バイキンマッチョロボの頭部が急須になっているようなロボット。注ぎ口から泥水を速射して攻撃する。
バイキンきょだいひこうき
初登場回 - TV1084話B「クリームパンダとつばさくん」
つばさくんに仕返しをするために作ったメカ。顔がばいきんまん風になっており、三輪飛行機のような形になっている。障害物を破壊して飛び、下についている6本のタイヤがのびて攻撃する。また、水を噴射する装置もある。その装置でアンパンマンの顔を濡らして追い詰めるが、そこへアンパンマンが新しい顔になったことで形勢逆転。最後はアンパンチで破壊された。
バイキンクジラ
初登場回 - TV第296話A「クータンとバイキンくじら」
巨大なクジラ型の潜水艦メカ。バイキンメカの中でも巨体を誇る。積荷を船ごと飲み込んで奪ってしまう。オートパイロット機能を搭載する。くじらのクータンやイルカのベソたちに海上に押し出され、新しい顔に替えたアンパンマンに内部から攻撃されたところで、トリプルパンチで破壊された。
バイキンクモメカ
初登場回 - TV第300話「ロールパンナのひみつ」
クモ型のスパイメカ。『ロールパンナのひみつ』で初登場したときは、ロールパンナのパン生地にバイキン草のエキスを入れた。
バイキングモラ
初登場回 - TV第681話B「ナットーマンとバイキングモラ」
クモ型の巨大ロボット。ナットーマンの納豆の糸を解析してできた強力な粘着糸を口と尻から吐き出す。口から出すものは攻撃用で、巣を張ることもできる。尻から出すものは移動用で、ターザンロープのように固着させた糸の端からぶらさがることで高速移動ができる。アンパンマンとナットーマンを捕まえるが、ナットーマンに逃げられ、糸はアンパンマン号の放水で溶けてしまい、アンパンマンとナットーマンのツープラトンで敗れた。
バイキンクラゲロボ
初登場回 - TV第382話A「ハンバーガーキッドとホーレンソウチーフ」
だだんだんのような頭部の下から、大量の触手の手足が生えたロボット。敵を捕まえたり、打撃を加えたりできる。アンパンマンを捕まえるが、ホーレンソウチーフのブーメランで頭部を破壊され、ハンバーガーキッドの活躍で顔を交換されてしまい敗れる。
バイキンクラーケン
初登場回 - TV第1512話B「からくりぐんない海へ行く」
ばいきんまんの触覚のついた頭部に、大量の黒い触手と、4本の吸盤の付いた触手があるロボット。イルカのべソのお気に入りの場所を自分達だけの物にするために用意された。吸盤からのミサイルが武器。触手でべソを捕まえるが、からくりぐんないの潜水艦に取り返されてしまった。今度は潜水艦の方を捕まえるものの、反撃に合いまたもや取り逃がしてしまい、駆けつけたアンパンマンに負けてしまった。
バイキンクリーナー
初登場回 - TV第955話A「ばいきんまんとマジカちゃん」
魔女のマジカちゃんから盗んだ魔法の掃除機をバイキンUFOと合体させて吸引力を強化させたメカ。木でも家でもなんでも吸い込んでしまう。
バイキンクルーズ船（バイキンクルーズせん）
初登場回 - TV第1618話A「カレーパンマンとナポリタンロールちゃん」
バイキンクレーン車（バイキンクレーンしゃ）
初登場回 - 映画第21作同時上映「ばいきんまんVSバイキンマン!?」
バイキンUFOからの変形メカ。絵バイキンマンに乗っ取られたバイキン城を取り戻す為に、穴を開けて入ろうとするが失敗してしまう。
バイキン黒馬ロボ（バイキンこくばロボ）
初登場回 - TV第768話「アンパンマンとバイキン黒騎士」
ばいきん仙人が封印していた空飛ぶ馬型のロボット。お腹に強い騎士の鎧がしまわれている。
バイキン剣道ロボ（バイキンけんどうロボ）
初登場回 - TV第960話A「かつぶしまんとしめじまん」
剣道の防具を模したロボット。手に持った竹刀と、頭部が伸縮するギミック、相手の動きを止めるリング弾で攻撃する。アンパンマンとかつぶしまんの動きを封じ込めたものの、きのこまんたちのきのこ料理に気をとられているうちに二人に逃げられ、かつぶしまんに頭部を落とされたあげく、アンパンチで破壊された。
バイキン号（バイキンごう）
1号（1ごう）
初登場回 - TV第86話「おかしな自動車レース」
自動車レースに参加するためにばいきんまんが作ったレーシングカー。稲妻を模した装飾が特徴。賞品目当てに、ドキンちゃんとさまざまな妨害行為を行う。ミニアンパンマン号と熾烈なデッドヒートを繰り広げるが、エンジントラブルで大破してしまう。アンパンマン、どんぶりまんトリオに次いで3位でゴールしたはずが、反則・相次ぐ妨害行為が判明したため失格にされた。
2号（2ごう）
映画第22作同時上映「はしれ! わくわくアンパンマングランプリ」
覆面レーサー（ばいきんまん）が使用したレースカー。強力なパワーで黒煙を撒き散らす様子からマイクマンには「エコ逆行マシーン」といわれた。様々な走行妨害用のしかけがある他、地中を進む「ドリルモード」、海中を進む「サブマリンモード」がある。ゴール直前でのフラワー号とのデットヒートでエンジンが爆発してしまい車体が分解してしまった。ばいきんまんはなおもハンドルを持って走り、最後は舌まで突き出したが負けてしまった。
バイキンコウモリ
初登場回 - TV第1474話B「SLマンとマゴマジョ」

バイキンコウモリメカ
初登場回 - TV第1276話B「ロールパンナとリンゴの国」
巨大なコウモリ型のロボット。口の中の大きなストローからリンゴを吸い取ったり、強風やボールを出したりする。大きな羽で強風を起こしたり、空も飛べる。コウモリの王様だとストローこうもりに嘘をつき、りんごの国からリンゴを取って来させるが、最後はアンパンマンとロールパンナに倒された。
バイキンコーヒーショップロボ
初登場回 - TV第345話A「コーヒーパンマンとかいじゅうモカ」
口の中がコーヒーショップになっているロボット。尻尾のホースでコーヒー湖からコーヒーを吸い上げて、右手の水鉄砲からコーヒーを噴射し、だだんだん型の両足で踏み潰し攻撃を行う。最後はコーヒーパンマンになったアンパンマンのコーヒーパンチに破壊された。なお、バイキン城に戻ったドキンちゃんはコーヒーの飲みすぎで眠れなくなる羽目となった。
バイキンゴミラ
声 - 小林和矢
初登場回 - TV第305話「ゴミラとバイキンゴミラ」
ゴミラを模した巨大ロボット。何でも食い荒らし、食べた物をごみにして吐き出す。ばいきんまんの催眠術で操られたかんたんシスターズがパワーアップさせてしまった。TV第823話B「ドキンちゃんとゴミラ」では、操縦中に暴走して、ばいきんまんの操作を受け入れず、ドキンちゃんを襲ってしまう。ゴミラとアンパンマンの活躍で倒された（ばいきんまん自身もアンパンマンに「こんな言う事聞かない奴やっつけてしまえ!」と吹っ飛ばされるのを覚悟の上でバイキンゴミラの破壊を許可していた）。
バイキンゴミロボット
1号（1ごう）
初登場回 - TV第165話B「アンパンマンとクズカゴマン」
ポイ捨て谷のゴミを集めて作ったロボット。バイコング2号に似ている。胸に付いている吹き出し口から出すゴミとほこりが武器。頭部のキャノピー部が弱点。
2号（2ごう）
初登場回 - TV第180話B「アンパンマンとバケツくん」
盗んだ掃除用具をゴミにして街を汚すロボット。バイキンUFOにシュレッダーのような胴体とモップのような手足が接続されたような外見をしている。
バイキンザウルス
初登場回 - TV第38話A「かえってきたあかちゃんまん」
恐竜の骸骨を模した自律歩行タイプのロボット。肋骨が檻になっていて、口から吸い込んで閉じ込めてしまう。バラバラになってもすぐに再生するが、頭蓋骨が弱点。
バイキン三角ロボ（バイキンさんかくロボ）
初登場回 - TV第214話B「アンパンマンとさんかくまん」
バイキンUFOからの変形ロボット。口から発射する三角形の積木弾が武器。
バイキンサンタロボ
初登場回 - 2019年TVスペシャル「サンタになったちびおおかみくん」
サンタクロースの服を着た、顔はばいきんまんで体はだだんだんのロボット。口から冷気を吐いて攻撃する。また、プレゼント箱で相手を鈴に変え、リングベルにして振り回す攻撃もある。鼻にはちびおおかみをおおかみおばけに変える為の満月の模型が入っている。末路は不明。
バイキンジェットコースター
初登場回 - TV第665話B「ばいきんまんとリトルジョーカー」
ジョーカーの杖の魔法で、トランプの城をジェットコースターとレールに変えたバイキンメカ。アンパンマンたちをトランプの絵札に変えてしまい、バイキンマッチョロボを操作して乗らせた。ジェットコースター上のアンパンマンたちをコルクを撃ち出す機関銃で狙撃して苦しめるが、クリームパンダとリトルジョーカーたちの活躍で魔法が解除された。
バイキンジャイアントマシーン
初登場回 - TV第957話「アンパンマンとリトルばいきんまん」
光線銃を装備したバギーカーのようなメカ。光線に当たった者を巨大化させるために作られたが、調整が難しい。服や眼鏡等の無生物には効果がない。一度光線を浴びたばいきんまんとかびるんるんは、ノミのように小さくなってしまった。初めは故障したと思われていたが、もう一度光線を浴びせた時にはばいきんまんとかびるんるんを巨大化させる事に成功した。しかし、更に巨大化させようとしたホラーマンが滅茶苦茶に操作したせいで暴走し、かびるんるんを元の大きさに戻してしまう。最後は、トリプルパンチを喰らって倒れた巨大化ばいきんまんの下敷きになって爆発した。
バイキン消防車（バイキンしょうぼうしゃ）
初登場回 - TV第319話B「アンパンマンとしょうかきくん」
しょうかきくんを騙して乗せた消防車型のメカ。火事を探知するレーダーで火を見つけて、消火器で泡だらけにしてしまう。口から吐き出す燃える石炭と火炎放射器が武器。
バイキンしょくぱんまん号（バイキンしょくぱんまんごう）
初登場回 - 映画第9作同時上映『しょくぱんまんとにせしょくぱんまん号 - ぼくらはヒーロー（Bパート）』
しょくぱんまん号にそっくりなメカ。ばいきんまんがしょくぱんまんの評判を落とすために造った。本物との違いは、ばいきんまん型の角とヘッドライト、脚の形など。かびるんるんやべろべろまんなどを打ち出す。本物のしょくぱんまん号とすり替え、しょくぱんまんを乗せたまま遠隔操作で暴れさせたが、しょくぱんまんが運転席から脱出。その後正体を現して攻撃を始めたが、ドキンちゃんが持ってきた本物によって踏み潰された。
バイキン人工太陽（バイキンじんこうたいよう）
初登場回 - TV第1041話A「しょくぱんまんとみずうみ姫」
しょくぱんまんたちに仕返しをするために作ったメカ。前は顔のついている太陽、後ろは、多彩なバリエーションで構成されている。かびるんるんが後ろの飛行機のような浮いている台に乗って、その上にある棒に捕まり、横にあるペダルを漕ぐと、顔が回ってオレンジ色になり、太陽のように熱く照らすことができる仕組みになっている。みずうみの国を干上がらせるために使用された。
バイキンスニーカー
初登場回 - TV第202話A 「アンパンマンとバイキンシューズ」
ばいきんまんが、アスレチック大会が開催されるのを見て作ったもの。スピードアップしたり邪魔したりなど、様々な仕掛けがついている。
バイキン吸い込みネコ（バイキンすいこみネコ）
声 - 岡本幸輔
初登場回 - TV第1578話A「かつぶしまんとほたる姫」
ほたる姫を捕まえるための吸い込み鳥とバイキン山猫ロボを合わせたような猫型メカ。吸い込み鳥のように空気を吸い込んで攻撃したり、猫の尻尾で相手を掴むこともできる。最後はアンパンマンのアンパンチで吹っ飛ばされた。
バイキンスペースシャトル
初登場回 - TV第1209話B「コキンちゃんとクロワッサン星」
クロワッサン星へ向かうために作られたスペースシャトル。航行中にブルー・ティアーズ号が衝突し穴を空けられたせいで爆発してしまった。
バイキンスポンジメカ
初登場回 - TV第1169話A「ばいきんまんとスポンジマン」
スポンジマンへの復讐のためにだましてもらったスポンジを身体中に装着したロボット。泥水を染み込ませたスポンジで町やパン工場を汚す。背中の放水銃から泥水を噴出したり、スポンジを発射したりして攻撃もできる。
バイキンスワンロボ
初登場回 - TV第1109話A「つららちゃんと氷のスワン」
氷のスワンを捕まえるためのコクチョウ型のロボット。足がスキー板になっている。翼を羽ばたいて強風を起こし、黒い羽を飛ばしたり、口から相手を凍らせる吹雪を吐き出したりして攻撃する。
バイキン潜水艇（バイキンせんすいてい）
初登場回 - TV第531話「いくら姫とおすしの国」
おすしの国へ行くためのタコ型の潜水艇。頭の上に1本の潜望鏡が付いている。
バイキン戦闘機（バイキンせんとうき）
初登場回 - TV第502話A「アンパンマンとつばさくん」
ばいきんまんの顔を模した機首が特徴である戦闘機。チェーンソーを装備している。

バイキン掃除機メカ（バイキンそうじきメカ）
初登場回 - TV第1005話A「ドキンちゃんとアリンコキッド」
バイキンソリ
初登場回 - TV第163話「ふしぎなふしぎなジングルベル」
かびるんるんがトナカイとサンタクロース役をしているばいきんまんのソリ。ジングル山から奪った金と銀の二つの鈴で空を飛べる。バイキンベルロボットにも変形できる。
バイキンタイムマシン
初登場回 - TV第202話A「アンパンマンとバイキンタイムマシン」
過去の世界に行けるタイムマシン。赤ちゃん時代のアンパンマンを倒すために作った乗り物。空を飛ぶこともできる。この時のばいきんまんは、タイムパラドックスの危険性も理解していた。赤ちゃんアンパンマンのアンパンチで吹き飛ばされ、現代に戻ったところで壊れ、現代に戻ったのは林道でたまたま道を歩いていたアンパンマン（とバタコさんとメロンパンナも）が来てアンパンマンと対面したばいきんまんとドキンちゃんはアンパンマンを見て逃げ回る羽目になった。
バイキンたまごロボ
たまごの国を乗っ取るための卵型のロボット。
1号（1ごう）
初登場回 - TV第645話「クリームパンダとパクパク竜」
鼻の大砲から相手を黒い卵に変える卵爆弾を発射する。飛び跳ねることで地響きを発生させることもできる。アンパンマンやアンパンマン号すら卵型に変えてしまうが、パクパク竜に突進されてはじき返したところで、アンパンマン号から新しい顔が飛び出し形勢逆転された。
2号（2ごう）
初登場回 - TV第1055話A「パクパクりゅうとたまごの国」
黒たまごUFOからの変形ロボット。卵にばいきんまん風の顔と角、恐竜の手足と尻尾が付いたような外見をしている。頭から攻撃用の小さなたまごメカ（正体はかびるんるん）を出す。長い舌も武器。たまごの国の倉庫を狙い、卵を強奪する。パクパク竜には「新しい仲間だ」と勘違いされていた。
バイキンタマネギ
初登場回 - TV第1363話B「クリームパンダとオニオンおに」
表皮は赤紫色で厳つい顔がついており、緑色の触手を伸ばし相手の体に纏わり付く。オニオンおにに成りすまし、カレーパンマンや町の人々へこのタマネギをけしかけて騒動を起こした。
バイキン茶釜ロボ（バイキンちゃがまロボ）
初登場回 - TV第836話A「ドキンちゃんとヨーカンマダム」
ヨーカンマダムのようかんを奪おうとヨーカンマダムに襲いかかってきた時のロボ。茶筅のドリルとアーム、胴体の茶釜の2本の放水ノズルを装備している。最後はアンパンマンとしょくぱんまんのダブルパンチに敗れた。
バイキン中華UFO（バイキンちゅうかユーフォー）
初登場回 - TV第697話「ナガネギマンとちゅうかの国」
中華の国を襲ったバイキンメカ。巨大なラーメンの丼鉢から、バイキン城のような顔が出ており、鼻にはラーメンマンのようなひげが生えている。ぶたまんまんやギョーザくん達をさらい、無理やり料理を作らせる。青龍刀やフライパン、ハンマーなどを装備しており、バイキンメカの中では重装甲。胡椒を振りかけ、隠れている者をくしゃみで見つけ出す事も可能。ナガネギマンと戦う中、ひげで彼の剣を奪い取り追い詰める。しかし、チャーハン王子のお玉を武器にされ、大ダメージを負った。
バイキン中華ロボ（バイキンちゅうかロボ）
初登場回 - TV第697話「ナガネギマンとちゅうかの国」
バイキン中華UFOが変形し、二足歩行型のロボットになった姿。両手のなると型の回転のこぎりを武器にする。しかし、中華UFOに比べて戦力がダウンし、ナガネギマンに一刀両断され、アンパンマンのアンパンチであっさり破壊されてしまった。
バイキン提灯鮟鱇ロボ（バイキンちょうちんあんこうロボ）
初登場回 - TV第760話B「チビマリンとイルカのベソ」
巨大なチョウチンアンコウ型の潜水艦。大口で吸い込み、捕まった人を提灯部分の中に閉じ込めて、アンパンマンを倒すための人質にする。細長い舌でアンパンマンを捕まえ、海底に引きずり込む。操縦席は左目部分にある。
バイキンテープゾウ
初登場回 - TV第492話A「ばいきんまんとランドセル島」
ランドセル島を襲うためのゾウ型のロボット。鼻から出す粘着テープで何でも捕まえる。脚は伸び縮みが可能。
バイキン鉄人（バイキンてつじん）
初登場回 - TV第1295話B「アンパンマンとバイキンてつの星」
鉄の星を乗っ取るための巨大ロボット。胴体はジャイアントベアリングロボ、頭部はばいきんまん風、右手は鉄球、左手はドリルを模している。右手から相手を銅像に変える光線を発射する。
バイキン天女メカ（バイキンてんにょメカ）
初登場回 - TV第1612話B「ちゃわんむしまろとでんでん一座」
天女を模したバイキンUFOの変形ロボット。でんでん一座のお芝居に潜り込み金棒で大暴れしたが、その衝撃で床が抜けて転落し、頭部が外れてしまう。その後はすぐバイキンUFOに戻ったため、アンパンマンとは戦わなかった。
バイキン電気銃（バイキンでんきじゅう）
初登場回 - TV第537話A「フランケンロボととうだいまん」
アンパンマンを倒すために作った武器の一つ。その名の通り、電気を発射する。アンパンマンを狙おうとするがフランケンロボくんのせいで、木の上に引っかかってアンパンマンごとばいきんまんを痺れさせてしまった。
2号（２ごう）
初登場回 - TV第537話A「フランケンロボととうだいまん」
その名の通りバイキン電気銃の強化版。電気玉を発射する。アンパンマンを狙おうとしたが、ジャムおじさんの作戦で、誤ってフランケンロボくんに当たってしまい、最後は爆発した。
バイキントーテムポールロボット
初登場回 - TV第246話A「エンピツぼうやとカバオくん」
トーテムポール型の巨大ロボット。頭頂部に合体したバイキンUFOで操縦する。頭部はばいきんまん、胴体はドキンちゃん、下半身は並列したかびるんるん3体を模したデザインになっているのが特徴。
バイキントゲロボット
初登場回 - TV第208話A「アンパンマンとクリ・キン・トン」
巨大な栗の毬にばいきんまんを模した、ロボット。バイキンUFOのキャノピー部、だだんだん2号の手足がついたようなロボット。いがぐり山の栗を盗むために作った。口から吐き出すイガイガ弾と体から飛ばすトゲトゲミサイルが武器。クリキントンアンパンマンに敗れる。バイキンUFOから変形することもある。
バイキントップスター
初登場回 - TV第313話「ふたりのパンナのクリスマス」
キラキラ輝いていて、中に大量のかびるんるんが詰められている星型のツリートップ。それをクリスマス・ツリーくんに町の人たちへ配らせて、夜になると、かびるんるんが発生し、ごちそうを盗む。
バイキントナカイロボ
声 - 川畑一志（日本テレビアナウンサー）、岡本幸輔（巨大化時）
初登場回 - 2023年TVスペシャル「あかちゃんまんとばいきんサンタ」
ばいきんサンタに変装したばいきんまんが使用したトナカイ型のメカ。最初は小型で茶色だったが、雷を浴びた影響で巨大化し黒くなり、ばいきんまんの意思と関係なく暴走する。耳から浴びた者をトナカイに変える光線を発射する。最後はばいきんまんの投げたミルクで元気を取り戻したあかちゃんまんと元気百倍のアンパンマンの連携により敗北する。
バイキン砦ロボット（バイキンとりでロボット）
初登場回 - TV第297話「こむすびまんとバイキン強盗団」
バイキン強盗団の砦が変形したロボット。誘拐した人たちを労働力に作り上げた。砦にだだんだん型のアームと脚が生えている。バイキンUFO型の操縦席と骨組みだけでも動くことができる。カビを発射する機関銃が武器。
バイキンドローン
初登場回 - TV第1481話B「アンパンマンとえがおのひみつ」

バイキンながれぐも号（バイキンながれぐもごう）
初登場回 - TV第188話B「アンパンマンと空とぶながれぐも号」
モグちゃんから盗んだ『ながれぐも号』をばいきんまんが改造した飛行メカ。気象を自由に操る力を持っており、空一面を黒雲で覆い尽くしおかしな天気でアンパンマン達を困らせる。ばいきんまんとドキンちゃんが滅茶苦茶に操作し過ぎたせいで故障してしまい、天気による被害が更に悪化するが、アンパンマンとけむりいぬの連携プレーによって破壊された。
バイキン生コンロボ（バイキンなまコンロボ）
初登場回 - TV第413話A「チーズのおたんじょうび」
バイキンUFOのキャノピー部にBが書かれた胴体とその後ろに噴射機を装着したロボット。両手がドリルになっており、足はだだんだん型になっている。後ろの噴射機から生コンクリートを噴射して岩を固める。レアチーズ型のメカを使ってアンパンマンたちを洞窟に閉じ込たものの、チーズによって誤って脱出させてしまい、最後はトリプルパンチで吹き飛ばされた。
バイキンの結晶（バイキンのけっしょう）
初登場回 - 2011年TVスペシャル「アンパンマンとゴミラの城のクリスマス」
この結晶を振りかけられたゴミは、増殖を繰り返しつつ巨大な怪物のようにうごめき出し、周囲をゴミだらけにしようとする。ゴミラの城でクリスマスパーティーが開かれる事を知ったばいきんまんが開発した。その目的は、結晶入りのゴミをゴミラに食べさせ「バイキンゴミラ」に変身させる事でパーティーを滅茶苦茶にしてしまう事だった。
バイキンバキューム
初登場回 - TV第2話B「アンパンマンとカレーパンマン」
カレーパンマンに復讐する為に使った背負い式掃除機。カレーパンマンの口に挿入し中のカレーを吸い取り力を奪ってしまう。吸い込んだカレーを使ってアンパンマンもやっつけようとするが、全て避けられてしまい失敗に終わる。バイキンUFOなどに装備されているホース状のものも存在する。
バイキンバード
初登場回 - 映画第5作『恐竜ノッシーの大冒険』、TV第283話「アンパンマンとおすしのくに」（TVデビュー）
翼竜型の飛行メカ。高速での飛行が可能。光の玉を奪うために作られた。翼竜の谷で、住人の翼竜たちに、アンパンマンたちを悪者と思い込ませ、その合間に大切に安置された卵を奪い逃走を図るも、カレーパンマンとメロンパンナに取り返される。最後はおむすびまん、あかちゃんまん、らーめんてんし、ノッシーたちが落とした氷柱で大破させられ、ばいきんまんとドキンちゃんはボロボロのバイキンUFOで撤退した。TV初登場時は、鋭いくちばしと口から出す毒ガスを装備していた。
バイキンバッティングロボ
初登場回 - TV第97話B「かつぶしまんと鉄火のマキちゃん」
ばいきんまんの姿を模した、野球選手型のロボット。阪神タイガースのようなユニフォームを着ており、野球用ボールに縛り付けた相手をバットで打って吹き飛ばす。鉄火のマキちゃんを簀巻きにして打つものの、アンパンマンとかつぶしまんに妨害され、マキちゃんに吹き飛ばされたばいきんまんが衝突して爆発した。
バイキンバッファロー号（バイキンバッファローごう）
巨大なバッファロー型の四足歩行ロボット。西部で戦うときにしばしば登場する。
1号（1ごう）
初登場回 - 映画第13作同時上映『怪傑ナガネギマンとやきそばパンマン』、TV第663話B「SLマンとコロッケキッド」（TVデビュー）
体当たり攻撃と鼻から出す汚れたガスが武器。
2号（2ごう）
初登場回 - TV第871話A「たたかえ!やきそばパンマン」
1号の頭部にバイキンUFOのキャノピー部が付いたようなロボット。西部を占領するために作った。角はミサイルのように発射が可能な上、何度でも再生する。強力な鼻息でアンパンマンを退けやきそばパンマンと戦うが、ヘラで頭部にヒビを入れられ装甲が脆くなった所でアンパンチで破壊された。
3号（3ごう）
初登場回 - TV第1227話B「ポッポちゃんとハンバーガーキッド」
装甲・武装が更に強化されたバイキンバッファロー号。従来のガス攻撃や角のミサイル攻撃に加え、大きな足を用いての踏み潰し攻撃やジェット噴射で空を飛ぶ事も可能。サボテンを食べて口から弾丸のように連射させる事もできる。かびるんるんが動力源になっている。尻尾はハンマーの形になっているが武器に使われる事はなかった。西部でハンバーガーキッド達と戦うがアンパンチで破壊された。
バイキン花火（バイキンはなび）
初登場回 - TV第239話A「アンパンマンとバイキン花火」
夏祭りを壊すため、ばいきんまんが作った花火玉。一見すると普通の花火玉だが、ばいきんまんが開発した薬が混ざっていて、打ち上がるとくしゃみが止まらなくなる「くしゃみ玉（くしゃみだま）」、何でもネバネバくっつく「ネバネバ玉（ネバネバだま）」、かびるんるんが出てくる「カビカビ玉（カビカビだま）」が存在する。ばいきんまんがはなびまんの花火玉とこっそりすり替え、はなびまん本人がそれを知らずに打ち上げたため、夏祭りに来ているみんなの気分を悪くした。また、その汚れは拭いても簡単に落ちないため、作中ではジャムおじさんとバタコさんがその汚れにかかったカレーパンマン、しょくぱんまん、メロンパンナの汚れを落とすのに苦労した。
バイキンバネロボット
1号（1ごう）
初登場回 - TV第281話B「アンパンマンとバイキンびっくりばこ」
びっくりビクちゃんをヒントに作ったロボット。大きなびっくり箱の中に、ばいきんまんの顔を模した頭部（バイキンUFOを格納）とばねでできたロボが入っており、アンパンチを受けても吹き飛ばされず、逆にその反動を利用してアンパンマンにダメージを与える。しかし、ばねを完全に伸ばされて攻撃できなくなった。
2号（2ごう）
初登場回 - TV第542話B「アンパンマンとカップラーメンマン」
バイキンUFOからの変形ロボット。頭部はUFOのキャノピー部で、胴体と手足はばね状になっており、跳ね回って素早く動く。映画『コキンちゃんとあおいなみだ』では、コキンちゃんが乗ったバイキンUFOから、バイキンカンフーロボや大足ロボット、バイコングに連続変形した。
バイキンパラソル飛行船（バイキンパラソルひこうせん）
初登場回 - TV第381話B「アンパンマンとパラソルひこうせん」
パラソルこぞうたちの飛行船を占領したもの。上部にばいきんまんを模した顔がつけられ、角から光線を発射する。雨を降らせ、持ち主を空中に釣り上げた上に回転させてしまう傘を打ち出してみんなを困らせる。ばいきんまんがアンパンマンをやっつけようとして外に出た隙に、パラソルマンたちに制御を奪い返された。
バイキンハンドロボ
初登場回 - TV第862話「ばいきんまんとドクター・ヒヤリの島」
ばいきんまんを模した顔に、ロケットエンジンとマジックハンドを装備した空飛ぶ大型メカ。パン工場を持ち上げられるほどパワーがあり、ジャムおじさんたちを工場ごと、ドクター・ヒヤリの島へ連行するのに用いられた。
バイキン飛行船（バイキンひこうせん）
初登場回 - TV第250話「消えたジャムおじさん」
巨大な帆船型の移動要塞型メカ。もぐりんに似た顔をしている。バイキンUFOやもぐりんなど、多くのバイキンメカを格納できる。ジャムおじさんを救出するため乗り込んだアンパンマンに、マストを折られた上、装甲を貫かれて撃沈した。
バイキンひしもちロボ
初登場回 - TV第603話A「おひなちゃんとバイキンひなまつり」
ひなの里を襲ってバイキンひなまつりを開くために作られた、菱餅（ひしもち）形の胴体にバイキンUFOのキャノピー部がついた二足歩行型のバイキンロボット。シャボン玉や雛あられ玉を発射して攻撃する。
バイキンひな祭りロボ（バイキンひなまつりロボ）
初登場回 - TV第1116話B「鉄火のコマキちゃんとひなの里」
バイキンUFOからの変形ロボットてバイキンひしもちロボのバリエーション。バイキンひしもちロボとは違い、菱餅に2本の手がある。相手を拘束する雛あられ玉を発射するほか、色々な仕掛けがある扇で攻撃する。また、足から水噴射機が出て水をかける。
バイキンピッチングマシーン
初登場回 - TV第44話B「アンパンマンとカレーまつり」
バイキンUFOの装備で、ばいきんまんの顔を模した野球用のボールを投げて攻撃するメカ。様々な球種を投げることができ、ストレートや変化球で相手を翻弄する。カレーパンマンには撃ち返されて反撃されることが多い。
バイキン風車ロボ（バイキンふうしゃロボ）
1号（1ごう）
初登場回 - TV第248話B「ドン・キ・ホタテの宝さがし」
バイキンUFOからの変形ロボット。手足はバイキンロボット型で、球体の胴体に風車を装備し、強風を起こす。風車はドリルにも変形する。
2号（2ごう）
初登場回 - TV第615話「ホラーマンとドン・キ・ホタテ」
漆黒の風車型のロボット。カニバサミ型アームで相手を捕えたり、強風を起こして攻撃する。アンパンマンとしょくぱんまんを苦戦させたが、ドン・キ・ホタテに騎士道精神を仕込まれたホラーマンのホネブーメランで動きを止められ、ダブルパンチを喰らい破壊された。
バイキンブラシ
初登場回 - TV第3話A「アンパンマンとはみがきまん」
はみがきまんに変装したばいきんまんがカバオくん達に配った歯ブラシ。これで歯を磨くとたちまち虫歯になってしまう。柄の色は最初は黄色だが磨くと毛ごと黒に変色する。バイキンUFOにも武器として搭載されており、底部の側面からマシンガンの如く撃ち出される。弱点ははみがきまんの歯磨き粉で触れると消滅してしまう。はみがきまんはこの歯ブラシの存在を初登場以前から知っていた。
バイキンブリキロボ
初登場回 - 2013年TVスペシャル「かがやけ!ブリキッドのクリスマスツリー」
ブリキロボットの体にばいきんまんを模した頭部を付けた巨大ロボット。胸元には青・黄・赤の電飾がつき、また両手は鋏型になっている。背中の2本のロケットエンジンで空を飛ぶ事が出来る。ブリキッドが持ってきたブリキのおもちゃ（実際はブリキのクリスマスツリー）を奪うために作ったが、最後はトリプルパンチで破壊された。
バイキンブルドーザー
初登場回 - TV第187話B「アンパンマンとニンジンさん」
ブルドーザーにばいきんまんを模した頭部、ダンプカーの荷台、2本のパワーショベルのアームが付いたようなメカ。ニンジンさんの畑を荒らすために作った。
バイキン文房具（バイキンぶんぼうぐ）
初登場回 - TV第1029話A「クリームパンダとホッチンワニ」
ばいきんまんがランドセル島の住民に作らせた文房具の総称。書こうとするとインクが上から飛び出るフェルトペン、勝手に回り出すコンパス等がある。
バイキンベビーベッド
初登場回 - TV第1237話A「あかちゃんまんとパクパクりゅう」
ベビーベッド型のメカ。遠隔操作で備え付けのガラガラやでんでん太鼓を鳴らしたりベッドを揺らしたりできる。たまごの国へ遊びに来ていたあかちゃんまんを森の奥へ誘い込み眠らせてしまう。
バイキンヘリコプター
初登場回 - TV第95話A「アンパンマンとバイキンヘリコプター」
頭部の大きなプロペラで空を飛べるヘリコプター型のロボット。竜巻を起こしたりパンチを繰り出したりして攻撃する。パン工場を持ち上げるほどの出力を誇る。最後はアンパンマンがロボットを貫通する形で飛んで壊れてしまって谷底に飛ばされ、谷底でばいきんまんとドキンちゃんはロボットの破片でのシーソーようにバランスをとる羽目になった。
バイキンヘリコプタン
初登場回 - TV第1013話A「ばいきんまんとヘリコプタン」
ばいきんまんの顔を模したクジラ型のヘリコプターで、バイキンヘリコプターのバリエーション。マジックハンドが付いているが足は付いていない。水空両用で、海中に潜伏しプロペラの力で水の竜巻を発生させる事ができる。雷雲を発生させる機能もある。狭い洞窟の中も難なく低空飛行できる抜群の機動力でアンパンマンを後一歩の所まで追い詰めた。
バイキンベルロボット
初登場回 - TV第163話「ふしぎなふしぎなジングルベル」
バイキンソリからの変形ロボット。アンパンマンたちを踏み潰そうとするが、ジングル山の金色と銀色の二つの鈴の聖なる力によって全体にひびが入り、とどめのトリプルパンチで破壊された。
バイキンベッド
初登場回 - TV第1033話B「ちびぞうくんと空とぶベッドくん」
クリームパンダとちびぞうくんが空飛ぶベッドくんに乗せてもらえるのを聞きつけたばいきんまんが作り出した、空飛ぶベッドくんに似た飛行メカ。バイキンUFOからコントロールされて操作する。これを使ってクリームパンダとちびぞうくんを襲い、さらにアンパンマンを襲った。しかし、クリームパンダとちびぞうくんによって制御不能に陥り、最後はバイキンUFOに激突し大爆発。ばいきんまんもそのまま吹っ飛ばされた。
バイキンペンキロボ
初登場回 - 映画第3作『とべ! とべ! ちびごん』、TV第1650話B『しょくぱんまんとスポンジマン』（TVデビュー）
バイキンUFOからの変形ロボット（『アンパンマン音楽館 チョキ』、『ミージャと魔法のランプ』など）。口と両手からペンキを発射して、自然を汚すロボット。手はペンチ型から水鉄砲やグローブへと変形できる。平泳ぎで水中を進むこともできる。TVの第5期オープニングアニメでは、腕部がだだんだんタイプのものに換装され、アンパンマンに投げ飛ばされている。
バイキンヘンテエネルギーメカ
初登場回 - 映画第23作『すくえ! ココリンと奇跡の星』
ニセ宇宙船アンパンマン号から変形した、球体状のボディに脚部が付いたロボット。ばいきんまんがヘンテエネルギーの秘密に着目し開発した。バキューム状の口でヘンテエネルギーを全て吸い取ってしまう。そしてやみるんるんとヘンテエネルギーの力で、「最強の悪のエネルギー」を作り出し、ココリンをブラックココリンに変えてしまう。ココリンが元の姿に戻り、アンパンマン達が復活してからは、ロケットパンチを装備した戦闘形態に変形し、悪のエネルギーとアンパンチすら物ともしない強靭な装甲でアンパンマン達を苦戦させるが、宇宙船アンパンマン号のノーズパンチでバランスを失い、更にアンパンマン・しょくぱんまん・カレーパンマンに悪のエネルギーを反射させられ、操縦するばいきんまんたちもろともUFOに変身させられ強靭な装甲を失ったところを、アンパンチで貫かれ破壊された。
バイキンホール
初登場回 - TV第1111話「消えたアンパンマン」
アンパンマンを宇宙空間に閉じ込めるための宇宙兵器。ブラックホールの如く強力な引力で何でも吸い込む。
バイキンボール
パンチメカ
初登場回 - TV第43話B「アンパンマンとおばけぼうや」
黒いボールに顔と両手と1本のアンテナが付いたような自律行動型のメカ。両手はパンチを繰り出すためのボクシンググローブをはめている。
2号（2ごう）
初登場回 - TV第264話B「アンパンマンとサッカーぼうや」
ラジコンで操作される黒いサッカーボール型のメカ。
バイキンホタルロボ
初登場回 - TV第578話A「ほたる姫とほたる王子」
ホタル型のロボット。ホタルがモチーフなため、羽で空を飛ぶ事ができる。ホース状の両手の先から噴射する汚いエキスが武器。TV第762話B「クリームパンダとほたる王子」では、ほたる王子を除くほたる池の住人を胸部の吸引機で吸い込んで攫ってしまう。
バイキンマスク
初登場回 - TV第216話B「ちゅうしゃき先生とバイキンマスク」
ドキンちゃんの風邪を治すためにちゅうしゃき先生を連れて来たばいきんまんが、先生を谷底へ置き去りにし、代理の先生に成りすまして、学校の予防接種に持ってきたマスク。ばいきんまんの話では「風邪を引く人は治り、風邪を引いていいない人には予防となる」と言っていたが、実際はつけていると風邪を引いてしまう。さらに付けている間にはちゅうしゃき先生の注射も効かない。
バイキンマンモス
初登場回 - TV第1561話B「からくりぐんないとペンギンぼうや」
ばいきんまんがペンギン村を襲うために作ったマンモス型のロボット。頭に髪の毛が生えており、牙を噴射しての攻撃や4本足での踏み潰し、そして鼻から吹雪を出して何でも凍らせる。吹雪でアンパンマンの顔を凍らせるも、最後は元気100倍アンパンマンとからくりペンギン号の連携プレーに敗れた。
バイキンメカうし
初登場回 - TV721話B「ちゃわんむしまろとたぬきおに」
ちゃわんむしまろの牛車の牛にみけかけたメカ。そのまま本人の牛車の牛とすり変わり、大暴れした。
バイキンメカカブト
初登場回 - TV第937話B「ナガネギマンとポッポちゃん」
カブトムシ型のスパイメカ。ポッポちゃんを誘き寄せるためにも使った。
バイキンメカクワガタ
初登場回 - TV第1067話B「おむすびまんとアリンコキッド」
自律行動するクワガタムシ型のメカ。おむすびまんを倒すために使われた。バイキンクモメカなどと同様偵察にも使われることもある（その時は違うデザイン）。
バイキンメカザムライ
1号（1ごう）
初登場回 - TV第347話A「かつぶしまんと鉄火のマキちゃん」
かつぶしまんと鉄火のマキちゃんを倒すための侍型のロボット（だだんだんの派生種と思うほど似ている）。口からネバネバ弾を打ち出し、動けなくなったところを刀で襲う。
2号（2ごう）
初登場回 - TV第593話A「しらたき姫とナベぶぎょう」
バイキンUFOからの変形ロボット。頭部はUFOのキャノピー部分で、裃や袴のような装甲をまとっている。大きな刀を振り回して暴れるが、しらたき姫やナベぶぎょうに倒される。
バイキンメカゼミ
初登場回 - TV第1232話A「うなどんまんと鉄火のコマキちゃん」
セミ型の小型メカ。てんとう虫メカやバイキンクモメカと同様偵察に使われる。
バイキンメカタマゴ
初登場回 - TV第1224話B「あかちゃんまんとカモメくん」
巨大な黒い卵型メカ。バイキンバードを格納しており、あかちゃんまんとカモメくんを閉じ込めてしまう。
バイキンメカドラゴン
初登場回 - TV第744話A「カレーパンマンとしらたまさん」
しらたまさんのお芝居に芝居用小道具として持ち込んだメカ。その名の通りドラゴンの形をしており、全体が深緑色になっている。

バイキンメカバト
初登場回 - TV第1180話B「ゆず姫とちょうちんへいじ」
バイキンメガネ
初登場回 - TV第288話B「ガマグチへびとバイキンメガネ」
かけるとどんな鉄製品でもオンボロに見えるという機能が付いている眼鏡。ガマグチへびに町中の鉄製品を食べさせるために作った。
バイキン木馬（バイキンもくば）
初登場回 - TV第428話A「ちびぞうくんとまほうのもくば」
もくもく仙人が乗る、魔法の木馬を横取りするために作った、本物そっくりのロボット。もくもく仙人が本物と間違えて乗ると、暴走して動く。
バイキン野球ロボ（バイキンやきゅうロボ）
初登場回 - TV第298話A「メロンパンナとおかしの国」
巨大な野球用ボールに、バイキンUFOのキャノピー部とだだんだんの脚部が付いたようなロボット。おかしの国に降る星を、バットで打って攻撃する。
バイキン山猫ロボ（バイキンやまねこロボ）
声 - 金光宣明
初登場回 - TV第732話B「あかちゃんまんとやまねこだいおう」
バイキンUFOから変形した山猫型のロボット。尻尾と鋭い爪が決め手の『ニャンニャコパンチ』が武器。「ニャーゴ」と鳴く。かつぶしまんを倒す時によく登場する。
バイキンゆうれい船（バイキンゆうれいせん）
1号（1ごう）
初登場回 - 映画第7作『ゆうれい船をやっつけろ!!』
難破船をヒントに作ったメカ。大砲からドクター・ヒヤリが作ったお化けを打ち出す（実弾も）。メインマストから雨を降らすことができる。空も飛べる。内部には飛行船もぐりんが収納してあり、梶から入り込む。
2号（2ごう）
初登場回 - TV第1046話A「チビマリンとバイキンゆうれい船」
1号と同型のメカ。潜水や飛行が可能。船頭のドクロマークが1号より大きくなっている。海に来た人を驚かせ、食べ物を手に入れるために使用される。雷雲や渦潮を伴う。敵を捕らえる為のネットや、砲弾に擬態しマジックハンドでパンチ攻撃を繰り出す魚雷型メカを撃ち出す大砲を装備している。海底の岩の下に基地を構えていた。
バイキンゆめのこうま
初登場回 - TV第650話B「ピーマントリオとゆめのこうま」
ゆめのこうまに似せた、木馬のようなロボット。空を飛ぶことができ、口から打ち出す煙爆弾を武器にする。
バイキン鎧武者ロボット（バイキンよろいむしゃロボット）
初登場回 - TV第632話A「かつぶしまんとジャスミンさん」
バイキンUFOの変形ロボット。和式の鎧と木刀、手裏剣などで武装している。脚部をジェットエンジンに変形させたり、弓で槍状の木を放って敵を閉じ込めたりなど、かなり強力なバイキンメカ。かつぶしまんやしらたき姫と戦うときにしばしば登場する。「バイキンメカザムライ」と呼称されるときもある。
バイキン武者ロボ（バイキンむしゃロボ）
初登場回 - TV第1263話A「フランケンロボくんとかしわもちまん」
バイキン鎧武者ロボットのバリエーション。折り紙の兜を被っている点等を除けばバイキン鎧武者ロボットと似ている。かしわもちまんのきりまるとウサ子を襲うが、フランケンロボくんに追いかけられそのまま退散した。
バイキンラッセル
初登場回 - 1997年TVスペシャル「メレンゲシスターズのクリスマス」
地下のゴーストタウンのお化けたちと一緒に作った巨大なラッセル車。ばいきんまんを模した顔が付いていて、黒い雪を噴射するホースと地中に穴を掘るドリルを装備したり、巨大な塔に変形したりする。
バイキンラッセルカー
初登場回 - 2016年TVスペシャル「ポッポちゃんのきらきらクリスマス」
バイキンUFOから変形したラッセル車。
バイキンリンゴロボ
1号（1ごう）
初登場回 - TV第823話A「クリームパンダとリンゴの国」
りんごの国を襲うために造られたロボット。頭部がリンゴ型で、ゴロンゴロに似ている。矢を放って攻撃する。
2号（2ごう）
初登場回 - TV第1099話B「ホラーマンとリンゴの国」
りんごの国からリンゴを強奪するためのロボット。巨大なリンゴにばいきんまんを模した顔と角、手足がついているデザイン。リンゴをバキュームで吸い取る他、吸盤のついた矢を放って攻撃する。リンゴを守ろうとしたホラーマンをバキュームで吸いこんでしまったことで操縦系統が混乱し、新しい顔に交換されたアンパンマンに敗れた。
バイキンレイバー
初登場回 - TV第255話「レインボー王子とにじのくに」
バイキンUFOから変形したロボットの一つ。胸に仕込んである大砲から爆弾を打ち出す。レインボー王子達を襲っている途中で登場し、顔の濡れたアンパンマンを後一歩の所まで追い詰めた。
バイキンロケット
初登場回 - TV第933話A「ばいきんまんとカレンの森」
カレンとハニーを閉じ込めて、カレンの森から遠くへ飛ばすためのモデルロケット。
バイキンロードローラー
初登場回 - TV第233話B「アンパンマンとニンニクこぞう」
ばいきんまんが、ニンニクこぞうに昼寝を邪魔された腹いせに作ったメカ。ニンニクこぞうを追いかけて潰そうとしたが、結局駆けつけたアンパンマンに壊された。
バイキンローラー
初登場回 - TV第219話A「アンパンマンとフライぼうや」
ばいきんまんの環境破壊とも言えるメカ。木や草を平らにして地平にする。ドキンちゃんが一輪車で遊びたいというので使用した。アンパンマンとカツドンマンをひこうとしたが、フライぼうやが撒き散らした油によって、最後は岩山にぶつかり、そこから落ちてきた岩の下敷きになって壊れた。
バイキンワッフルロボ
初登場回 - TV第476話B「ばいきんまんとワッフルちゃん」
ワッフルちゃんに対抗して作ったロボット。リモコンで操作するようになっている。ワッフルを製造するように作られていて、ワッフルちゃんにワッフルを食べさせたが、最後は壊れてしまった。

## は行
バイグモラ
声 - 鈴木琢磨
初登場回 - 映画第32作『ふわふわフワリーと雲の国』
ばいきんまんが雲の国の王様になる為に発明した巨大な黒い雲の怪物。顔と口調はばいきんまんにそっくり。雲の弾丸や相手を雲に変える光線、いなびかり、クモクモパンチなどを武器に雲の国を襲うが、途中でドキンちゃんの乱入により暴走してしまう。ばいきんまんやドキンちゃんたちにも攻撃をするが、最後はフワリーの力で元気百倍になったアンパンマンのレインボーアンパンチに倒され、ばいきんまんとホラーマンと共に遠くへ飛んでいった。
バイスター
初登場回 - 映画第30作『かがやけ!クルンといのちの星』
ばいきんまんの頭部を模した形状に、中央部に巨大な一つ目が覗いている異様な姿をしている、ハイパーゴミキエールから捨てられたバイキンメカの残骸の集合体。その為、厳密にはバイキンメカではない。いのちの星の影響を受けているのか、自我をもっており、その結果として、最終的には元々の生みの親であるばいきんまんにすら襲い掛かった。異変を察知していのちの星の故郷にやってきたアンパンマン達を敵と認識し、同じく残骸として漂っていた「だだんだん」「もぐりん」「ゴロンゴロ」「チェンジバードロボ」「ジャイアントベアリングロボ」の5体のバイキンメカを復元してけしかけてくる。さらにアンパンマン、ばいきんまん、クルンの3人以外の全員を光線で流れ星の姿に変えてしまった上、ばいきんまんを庇ったアンパンマンを大量の残骸で押し潰し、いのちの星が抜けかける寸前まで追い詰めてしまうという、圧倒的な強さを見せた。ところが、ばいきんまんが「アンパンマンを倒すのは俺様」という名目の元アンパンマンを救出し、さらには他の全員も協力してバイスターに立ち向かったことで、形勢は一気に逆転する。最後にはアンパンマンのばいきんまんの力を借りた渾身のアンパンチによって体を貫かれ、他のゴミやハイパーゴミキエールと共に消滅した。
パイ投げバイキンロボ（パイなげバイキンロボ）
声 - 山寺宏一
初登場回 - TV第274話B「アンパンマンと空飛ぶパイの国」
空飛ぶパイの城のパーティーを邪魔するために作った自律行動型のロボット。頭部はばいきんまんを模しており、手が8本もある。一度に大量のパイを投げるパイ投げで攻撃する。
ハイパーゴミキエール
初登場回 - 映画第30作『かがやけ!クルンといのちの星』
ばいきんまんが開発した、バイキンメカの残骸などのゴミを廃棄するためのワープホールで、通った生物を記憶喪失にしてしまう副作用がある。開発当時はばいきんまんもどこに繋がっているか分からなかったが、後にいのちの星の故郷に繋がっていたことが判明する。ばいきんまんのミスで逆流してしまい、いのちの星の故郷にいたクルンをバイキン城にワープさせてしまった。さらにいのちの星の故郷にゴミを撒き散らした事でアンパンマンワールドに黒い星を降らせた原因にもなったが、最終的にはバイスターやゴミと共に消滅した。
バイモンキー
初登場回 - TV第311話A「アンパンマンとバイキンジャングル」
機動性の高い、猿型のロボット。頭部はばいきんまんを模している。ばいきんまんが開発した、植物を巨大化させる薬で町をジャングルのようにしてアンパンマンたちと戦った。尻尾はチェーンソーに変形する。素早い動きと、手に持つ鋏で巨大化したトマトをアンパンマンにぶつけ追い詰めるが、ターザンの如きジャムおじさんの活躍で敗れる。アンパンマンに吹き飛ばされ、植物を元に戻す薬をばらまきつつバイキン城に激突した。
ハエ型偵察メカ（ハエがたていさつメカ）
初登場回 - TV第787話B「ばいきんまんとあくびどり」
ハエ型のスパイメカ。いくつか飛んでいて、音波のような物を出して相手の様子を探っている。
パクパクハンド
初登場回 - TV第1012話A「おしんこちゃんとキャベツマン」
バイキンUFOのマジックハンドの一種。恐竜のような顔をしている。ケタケタと笑うような音がする。太い木をかじり取るほど力が強いが、なかなか物をつかむことができなかったらしい。
ハサミムシロボット
初登場回 - TV第112話A「アンパンマンと糸まきおばさん」
鋏に蜂の胴体が付いたようなデザインの自律行動型のメカ。集団で飛び回り、アンパンマンの隙をついてマントを切り裂いたり、ばいきんまんとナガネギマンが戦っているときに後ろから襲いかかるなどの活躍を見せる。しかし、ナガネギマンの剣術といとまきおばさんの糸巻き攻撃によりすべてやっつけられた。
バクバクロボ
初登場回 - 映画第16作『夢猫の国のニャニイ』
夢猫の国のネムネムの実を奪うための獏型のロボット。鼻からネムネムの実を吸い込んだり煙幕を吐いたりする。また長い鼻を伸ばして攻撃する。ネムネムの実を食べると夢がかなうと勘違いしたばいきんまんによってほとんどのネムネムの実を吸い込む。さらにはジェット噴射のコントロールに失敗してネムネムの林をなぎ倒したため、ムーマが目覚めてしまった。最後はムーマの光線で招き猫にされてしまう。
バタコさんの人形（バタコさんのにんぎょう）
初登場回 - TV第1051話B「たぬきおにとおむすびまん」
たぬきおにを騙すために作った等身大の人形。おむすびまんに変装したばいきんまんがこの人形を丸太小屋まで持ち去って行く事で、たぬきおにに「おむすびまんがバタコさんを誘拐した」と誤解させた。2人を戦わせる事に一時は成功したものの、チーズに臭いで人形の在処を嗅ぎ付けられたため誤解が解けて失敗に終わった。
働けロボット（はたらけロボット）
初登場回 - TV第204話A「ドキンちゃんの誕生日」
ドキンちゃんの誕生日プレゼントの巨大なバースデーケーキを作らせる為、おかしの国の人々を捕まえ、働かせる調理師型のロボット。エプロンをつけている。操縦席は頭部にある。メロンパンナが隙を作っている間に人々に逃げられてしまい、メロンパンナの説得でばいきんまんとメロンパンナが協力してケーキをつくることになった。
バットばいきんまんカー
初登場回 - 第205話A「かえってきたハロウィンマン」
ハロウィンマンに復讐するためのバイキンUFOの変形車。でも仮装らしい。特に変化はない。モチーフは映画「バットマン」だと思われる。
バリンガー
声 - 山寺宏一
初登場回 - TV第1052話A「アンパンマンとかいじゅうバリンガー」
自律行動するクモ型のロボット。どんな食べ物でも丸飲みして、食べる度に巨大化する。口から出す粘着糸が武器。くしゃみが弱点。
ピーナッツロボ
初登場回 - TV第97話A「アンパンマンとピーナッツブラザーズ」
ピーナッツ型の操縦席に、巨大な脚部がついた踏み潰しロボット。ばいきんまんに催眠術をかけられたピーナッツブラザーズのナッツが操縦する。町を荒らすが、しょくぱんまんとカレーパンマンに公園に誘導され、ブランコに脚をひっかけて壊れた。
ピーマンロボ
初登場回 - TV第1090話A「カレーパンマンとピーマントリオ」
ピーマン型の胴体からマジックハンドとだだんだんのような足が生えたロボット。口からピーマン型の小型ミサイルや輪切り状に変形し相手を動けなくするミサイルを発射する。黄色ピーマンに「お兄ちゃん」と呼ばれた。
びっくりカメラ
初登場回 - TV第219話B「アンパンマンとびっくりカメラ」

ビッグUFO
初登場回 - 映画第30作『かがやけ！クルンといのちの星』
ばいきんまんがいのちの星の故郷に行く時に使った紫と金色の巨大なUFO。中にバイキンUFOやドキンUFOをしまっておける。バイキンUFOのようなアンテナがあり、アームも使う事が出来る。映画第31作『きらめけ！アイスの国のバニラ姫』では、潜水艇やだだんだんに変形出来る事が判明し、さらにはバイキンアイスロボのコアとしてアンパンマン達と対決もした。
人食い花メカ（ひとくいばなメカ）
初登場回 - 映画第4作同時上映「あかちゃんまんの大冒険 - アンパンマンとゆかいな仲間たち（Aパート）」
食虫植物を参考にして作ったロボット。通常のメカと違い、自律行動。頭の上の複数の花でアンパンマンたちを捕らえた。
フエルフエルマシーン
初登場回 - TV第64話A「アンパンマンとカレンダーマン」
物をコピーして、100万倍に増やすためのメカ。鳥のような口に入れたものがコピーされる。カレンダーマンに作らせたばいきんまんのカレンダーを世界中に配ろうとした。アンパンチで飛ばされたバイキンUFOを呑み込んだことで爆発し、ばいきんまんはUFOのミニチュアに埋もれてしまった。
ふきのとうのロボット
初登場回 - TV第1445話A「ロールパンナとふきのとうくん」
ふきのとうくんに逆襲するために造られた、ばいきんまん顔のふきのとう型ロボット。
フクラマスダコ
初登場回 - TV第145話A「忍者のニャンジャとフクラマスダコ」
自律行動するタコ型のロボット。8本の足で相手に取り付き、ガスを送って風船のように膨らませ、空に飛ばしてしまう。鼻から出す墨も武器。
ふくらむ食パン
初登場回 - TV第269話B「しょくぱんまんとにせしょくぱんまん」
しょくぱんまんに変装したばいきんまんが子供たちの給食のパンとすり替えた偽物の食パン。徐々に膨らむと爆発し、周囲を汚してしまう。ラストではばいきんまんが間違ってドキンちゃんに持って来てしまい、怒らせてしまった
ふしぎドーム
初登場回 - TV第179話A「アンパンマンとふしぎドーム」
アンパンマン達を罠に誘うための建物。恐竜やお化けなどの立体映像で入ってきた人を驚かす。鏡や積み木など立体迷路も仕掛けられている。ジャムおじさん達にバレて装置を使われて出口を作り替えられた。
ブラックバード
声 - 茶風林
初登場回 - TV第121話「アンパンマンとナンドバッド」
黒い怪鳥型のロボット。空を飛び、口から火を吐き出す。
フリーズビーム
初登場回 - 映画第10作同時上映「クリームパンダとおかしの国 - アンパンマンとおかしな仲間（Bパート）」
1号に両手を付けたタイプのだだんだんが装備していた冷凍光線銃。この作品に登場しただだんだんは、クリスタルの壁でおかしの国を覆い、ドキンちゃんが操縦するシーボーズ2号と連携し、海中におかしの国を沈め、誰も立ち入れないようにして、ばいきんまん・ドキンちゃん・かびるんるんでおかしの国を食い荒らした。クリームパンダの活躍で壁が取り除かれた後、住民を助けにきたアンパンマンのマントを凍りつかせるものの、クリームパンダに光線の方向を変えられてドキンUFOを凍らせてしまい、アンパンチで吹き飛ばされただだんだんとUFOが激突し、大爆発した。
ブリキホース
初登場回 - TV第149話B「アリンコキッドとハンバーガーキッド」
インディアン姿のばいきんまんが乗っていた馬型のブリキロボット。足が車輪になっていて、尻尾がはたきのような外見をしている。後ろのジェットエンジンで速く走れる。鼻から発射させる投げ縄と光の音波が武器。
フルーツワンダーランド
初登場回 - TV第621話B「プリンちゃんとフルーツワンダーランド」
フルーツを模した常夏風の遊園地。バイキン城風のドームの中にある。色々な罠にアンパンマンを誘うはずが、プリンちゃんとエクレアさんに遊ばれた。
ブロッコリィロボ
初登場回 - TV第390話B「ブロッコリィちゃんとアスパラくん」
ブロッコリーに怪物のような顔、ロボットの手足、バイキンUFOのキャノピー部がついたようなロボット。頭からネバネバゴム弾が仕込んであるブロッコリーを大量に飛ばす。野菜畑を食い荒らし、大きな口でアンパンマンを呑み込もうとした。
プロペラ飛行機（プロペラひこうき）
初登場回 - TV第1324話A「ハンバーガーキッドとつばさくん」
フルーツを届けるために西部の町に向かうつばさくんを倒すため、かびるんるんと「バイキン飛行隊」になって作った飛行機。機体のカラーは黒で、赤で「B」の文字が書かれている。アンパンマン号に飛ばされたが、復活した。しかし、アンパンマンとハンバーガーキッドにより撃破される。
フワフワじゅう
初登場回 - TV第174話A「アンパンマンとフワフワ光線」
ばいきんまんが作ったピストル。当たるとなんでも重さを自由に変えられるフワフワ光線を発射する。
ヘリルンルン
初登場回 - TV第1013話A「ばいきんまんとヘリコプタン」
かびるんるんが操縦するかびるんるん型の小型ヘリコプター。バイキンヘリコプター2号のサポートに従事する。
べろべろロボ
初登場回 - TV第925話A「クリームパンダとチョコレート島」
べろべろまんを模した巨大ロボット。だだんだん風の頭部に足と五本指のような触角が付いたような外見をしている。チョコレート島を乗っ取るために作った。口から吐き出すべろべろまんの群れと長い舌による攻撃の他、五本指のような触角を握り拳のように丸めた状態で頭突きを繰り出す“ベロベロパンチ”という技も武器。
ベロリンガ
初登場回 - TV第760話A「かつぶしまんとホラーマン」
黄土色で丸い体に角が生えた妖怪ロボット。長い舌を武器にひなた村を襲うが、助けに現れたかつぶしまんに川へ落とされてしまい一時撤退する。その後竹林で再びかつぶしまんに勝負を挑み、その際に装甲が剥がれ、ばいきんまんの顔のような姿へと変わった。かつぶし剣を奪い、更にそれを取り返そうとしたアンパンマンもダウンさせるが、「ホラー剣士」に扮したホラーマンの活躍によって剣を奪い返されてしまい、最後はかつぶしまんとアンパンマンの連携プレーによって破壊された。
ペンキマン
初登場回 - TV第184話A「ペンタくんとペンキマン」
両手が刷毛で、頭部と胴体と足がペンキ用の缶の形をしたロボット。口からペンキを吐き出して、両手の刷毛で何でも塗る。操縦席が頭部の中にある。ペンキ島の森を汚してしまうが、ペンタくんとジャムおじさん達が作った大量のアンパンマンの人形に混乱して壊れた。その後、ジャムおじさんが作り直したので、今はペンタくんの助手。
変身マシーン（へんしんマシーン）
初登場回 - TV第295話B「ばいきんまんとへんしんマシーン」
二つの違う物を合体させて、別の物に変身させることができる大型の装置。外見はばいきんまんの顔を模し、大量のアンテナが付いているのが特徴。
弁当作りロボ（べんとうつくりロボ）
初登場回 - TV第270話A「しょくぱんまんとおべんとうまん」
頭が鍋型のロボット。おべんとうまんの弁当を全て食べてしまい、ばいきんまんのキャラ弁を皆に配るために作られた。
ボーリングロボ
初登場回 - 映画第18作同時上映「コキンちゃんとあおいなみだ」
バイキン城にあった開発中のロボット。右手に持っている巨大なボールでボウリングをする。コキンちゃんがいたずらに使い、ばいきんまんがひどい目に遭った。
ホッチンロボ
初登場回 - TV第1029話A「クリームパンダとホッチンワニ」
ホッチンワニを模して作った大型のロボット。ホッチキスの針を飛ばして攻撃する。また、尻尾や手足も武器。
ランドセル島を占領するために使われた。
ホネホネザウルス
声 - 北島淳司
初登場回 - TV第272話A「アンパンマンとホネホネザウルス」
考古学者に扮したばいきんまんが、子供たちに発掘させた恐竜の骨を繋ぎ合わせたものに、頭蓋骨型のロボットの頭部を付けたサイボーグタイプの自律行動型メカ（すべてばいきんまんが作った可能性もあるが、自分ひとりでは原型にできなかった）。骨のことに詳しいホラーマンが完成させた。身体を砕かれても再生する。アンパンマンを追い詰めるが、チーズが拾って来た骨が奥歯に引っかかり噛み付き攻撃ができなくなっていた。アンパンチで吹き飛ばされたばいきんまんが頭部に衝突したため、崩壊した。
ぽんぽん島（ぽんぽんじま）
初登場回 - TV第25話A「アンパンマンとぽんぽんじま」
全てがバイキンガスとバイキンゴムでできた島。触れると何でも消えてしまう。ばいきんまんとドキンちゃんがアンパンマンを倒す為に作ったが、結局アンパンマン達によって破壊された。

## ま行
ミガカーズ
初登場回 - TV第381話A「はみがきまんとバイキンスプレー」
歯磨きを面倒臭がっていたカバオくん達に配るために作ったスプレー。中の薬はムシバキンマンの虫歯菌が混ざっていて、それを歯に掛けた者は時間が経つと虫歯になってしまう。
三つ首ドラゴン（みつくびドラゴン）
初登場回 - TV第290話「アンパンマンとジグソーパズルの国」
3本のドラゴンの頭部が胴体に接続された巨大なロボット。ジグソーパズルの国を占領した。ジグソーマシーンと同じ機能を持ち、町や学校など、何でも吸いこんでジグソーパズルに変えてしまう。トリプルパンチを一度は弾き返したが、復活したアンパンマンに首を結びつけられてしまいアンパンチで吹き飛ばされた。
緑池のおばけ（みどりいけのおばけ）
初登場回 - TV第385話A「アンパンマンとおばけの池」
緑池の伝説を利用してアンパンマンを倒すために作られたもの。一見メカに見えるけど、実は着ぐるみで中にはバイキンUFOが隠れている。
ミニカー
初登場回 - TV第1230話A「ばいきんまんとロールケーキちゃん」
一人乗りの乗用車。バイキン城内を逃げ回るロールケーキちゃんを捕まえる為にばいきんまんが使用した。
ミニミニUFO（ミニミニユーフォー）
初登場回 - TV第1240話A「ハロウィンマンとプリンちゃん」
ばいきんまんがハロウィンマンに変装する際に使用した小型のバイキンUFO。変装した状態でこのUFOに跨り、本物のハロウィンマンのように空中浮遊しているように見せかける。通常のバイキンUFOと同様、マジックハンドを搭載しており水鉄砲を使う事ができる。
むしとり
初登場回 - TV第52話B「アンパンマンとコロリン谷」
自律行動する鳥型のロボット。コロリン谷の虫たちを大きな口ばしで捕まえる。
虫歯りんご（むしばりんご）
初登場回 - TV第47話B「アンパンマンとくろゆきひめ」
虫歯菌入りの毒薬が仕込んでいるリンゴ。食べると誰でも虫歯になってしまう。
虫ロボット（むしロボット）
初登場回 - TV第229話「ぶんぶん島の大冒険」
ぶんぶん島のレインボー蜂蜜を盗むためのロボット。両手のはさみが武器。
紫ピーマンロボ（むらさきピーマンロボ）
初登場回 - TV第636話B「キャロットぼうやとピーマントリオ」
バイキンUFOが付いた頭部が巨大な紫色のピーマン状になっているロボット。口から泥水やかびるんるんを吐き出して攻撃する。
メカアンコラ
初登場回 - TV第953話A「ホラーマンとコアンコラ」
アンコラを倒すために作ったアンコラ型の巨大ロボット。頭頂部のドリルや尻尾を使った攻撃が得意。コアンコラを人質に取るが、ホラーマンに妨害され手放してしまう。
メカかびるんるん
初登場回 - TV第484話A「ばいきんまんとかびるんるん」
家出をしたかびるんるんの代わりとして作られた、かびるんるん型のメカ。ラジコン操作で動き、口からカビを吐き出す。ラジコンが壊れて暴走してしまうが、アンパンマンとかびるんるんに退治された。
メカカミキリ虫（メカカミキリむし）
初登場回 - TV第1599話B「アンモナイトくんとさばくのバラ」
メカカラス
初登場回 - TV第1319話「ジャムおじさんとブラックロールパンナ」
カラス型のスパイロボットで、ロールパンナを捜すために使用された。野球をしていたカバオくんのホームランが命中し半壊してしまう。
メカこおり鬼（メカこおりおに）
初登場回 - TV第853話A「カレーパンマンとひなた村」　　　　　　　　　　　　　　　　　　　　　　　　　　　　　　　　　　　　　　　　　　　　　　　　　　　　　　　
メカちょうちょ / ちょうちょロボ
初登場回 - TV第724話A「ダテマキマンとあかちゃんまん」
チョウ型のロボット。あかちゃんまんやポッポちゃん等の好奇心旺盛な幼い子供を誘き寄せるために使う事が多い。
メカパクパク竜（メカパクパクりゅう）
初登場回 - TV第761話B「めいけんチーズとパクパク竜」
パクパク竜を模したロボット。たまごの国を乗っ取るために発明された。たまご姫やパクパク竜を除く住人全員とアンパンマンやジャムおじさんたちをアンパンマン号ごと（チーズは飲み込まれる寸前ハッチから転落したため助かった）飲み込んで監禁する。くしゃみのスイッチが付いており、パクパク竜に押し倒された弾みでばいきんまんがうっかり押してしまったため、アンパンマンたちをアンパンマン号ごと解放してしまった。
餅つきマシーンロボ（もちつきマシーンロボ）
初登場回 - TV第1060話A「アンパンマンとモッチーくん」
石臼型のロボット。両手に持った兎杵で攻撃する。「ペッターン!」と唸り声を上げる。ばいきんまんの遠隔操作で動く。
餅つきロボット（もちつきロボット）
初登場回 - TV第164話A「アンパンマンともちつきまん」
木製の臼を模したロボット。手足が杵型になっており、バイキンUFOと合体して暴れる。なべこさんの水蒸気で視界が遮られたところを、脚部をもちつきまんが破壊し、倒れたところをどんぶりまんトリオとアンパンマンに破壊された。
物忘れスプレー（ものわすれスプレー）
初登場回 - TV第74話A「アンパンマンとブックマン」
浴びると頭が空っぽになってしまうスプレー。ばいきんまんがブックマンに浴びせようとするも扇ぎ返されて自身が浴びてしまったが、気絶しただけで記憶に異常は見られなかった。

## や行
ヤシガニメカ
ヤシガニを模したバイキンロボット。
1号（1ごう）
初登場回 - TV第262話「南の島のホワイトクリスマス」
ココナッツ島を荒らすために作ったロボット。口から水鉄砲や相手を閉じ込める泡を出す。両手のはさみも武器。潜水も可能。
2号（2ごう）
初登場回 - TV第670話A「アンパンマンとトロピカル島」
バイキンUFOから変形したヤシガニメカ。こちらは体色が青く、頭部がUFOのキャノピー部になっている。両手のはさみを使って攻撃し、はさみは最大で6本まで出せる。はさみから出す泡で敵を包みこむこともできる。岩にカモフラージュすることもできる。ホットアンパンマンや、カレーパンマンのカレーなどの高熱攻撃には弱い。
3号（3ごう）
初登場回 - TV第903話B「カレーパンマンとホットサンドちゃん」
2号に両目を付け変えて改造をしたロボット。武器のはさみも強化している。『海の王様』に変装したばいきんまんと『海のお姫様』に変装したドキンちゃんがカレーパンマンとホットサンドちゃんの料理を食べ尽くし、お腹のすいた子供たちにアンパンマンが顔を与えた隙に攻撃する作戦に使われた。
UFO水鉄砲メカ（ユーフォーみずでっぽうメカ）
初登場回 - TV第1083話B「ドキンちゃんとすいとうくん」
アンパンマンを倒すために作られた小型のUFO。リモコンで操作するようになっていて、ピンク、黄緑、水色、黄色がひとつになった水を発射し、なんでも4色にしてしまう。
雪降らしマシーン（ゆきふらしマシーン）
初登場回 - TV第551話A「ばいきんまんとタータン」
バイキンUFOの装置の一つ。名前の通り人工的に雪を降らせることができる。他にもこれと同じような装置もある。

## ら行
リモコン十手（リモコンじゅって）
初登場回 - TV第1239話A「おことちゃんとちょうちんへいじ」
ちょうちんへいじに変装したばいきんまんが村の人々の食べ物を奪う為に使った十手。
冷凍銃（れいとうじゅう）
初登場回 - TV第450話A「ホラーマンとハロウィンマン」
ばいきんまんがハロウィンマンを倒すために作った武器。その名の通り、なんでも凍らせる光線を発射する。
冷凍ホバークラフト（れいとうホバークラフト）
初登場回 - TV第828話B「クリームパンダとヌマッチ」
ふしぎ沼の近くで昼寝をしていたドキンちゃんが、しょくぱんまんとスケートする夢をみて、ふしぎ沼でスケートをしたいと言ったために使用したメカ。ホバークラフトとは違った形をしており、怪物のような顔が付いている。先についている四角いホースから吹雪が出て、なんでも凍らせる。
ロイヤル・リムジン
初登場回 - TV第101話B「アンパンマンとわたあめじいさん」
お菓子評論家に変装したばいきんまんが乗り、付き人に変装したドキンちゃんが運転しているリムジン。バイキン運搬用UFOに変形できる。
バイキン運搬用UFO（バイキンうんぱんようユーフォー）
初登場回 - TV第101話B「アンパンマンとわたあめじいさん」
ロイヤル・リムジンから変形した大型のUFO。吸盤の右手とペンチ型の左手で大きな物を運ぶ。
ローソクロボット
初登場回 - TV第426話B「ほのおくんとキャンドルちゃん」
バイキンUFOからの変形ロボット。足のタイヤでとても早く移動することができる。手が何本もある。
ローソクロボ
初登場回 - TV第1317話B「しょくぱんまんとアロマちゃん」
しょくぱんまんに気付かれる事無く自滅してしまったばいきんまんが逆襲するために用意したロボ。ばいきんまんの顔がついた手足のある蝋燭のような形をしており、口のノズルから溶けたロウを発射する。
ロボット馬（ロボットうま）
初登場回 - TV第138話A「ハンバーガーキッドとちくりん」
馬の形のロボット。ハンバーガーキッドに対抗するために作った。ちくりんと一緒に町を襲い、やってきたハンバーガーキッドを鼻から出す粘液で身動きを封じ追い詰めるが、そこへアパンマンが駆けつけてちくりんを一掃。最後はアンパンチに敗れた。
ロボットトリオ
初登場回 - TV第877話B「ばいきんまんとフランケンロボくん」
丸ロボ、三角ロボ、四角ロボで構成される3台の自律行動型メカ。丸ロボがアンパンマンの前でくしゃみをして驚かせ、その隙に三角ロボがくすぐり、そこを四角ロボが水をかけて弱らせ、ばいきんまんがトドメを刺すというコンビネーション作戦のために作られた。しかし、フランケンロボくんと遭遇し、自分の弟たちと勘違いされたことで、彼の電気により故障。バイキン城で更に彼の電気を浴び、フランケンロボくん同様、帯電性を持つ無邪気なロボットたちになってしまった。
ロボット花（ロボットばな）
初登場回 - TV第342話A「ロールパンナとオカリナひめ」
巨大な花に大口が付いたような自律行動型のメカ。食虫植物のように相手を飲み込む。
ロボキング
ロボリィとぽかぽかプレゼントに登場予定のバイキンメカ。

## 未完成
設計・開発が計画されていたものの、諸事情で実現に至らなかった存在しないバイキンメカ。
スーパーツリーバイキンロボ
初登場回 - 2015年TVスペシャル「ばいきんまんとすてきなクリスマスケーキ」
クリスマスを滅茶苦茶にするために開発していたクリスマスツリー型の巨大メカ。しかし、製作の合間にばいきんまんがおやつを取りに行っていた間、ドキンちゃんが機材の一部をなぎ倒した事が原因で壊れてしまった。
第2の基地（だい2のきち）
初登場回 - TV第1022話B「メロンパンナとプリンちゃん」
ばいきんまんが広い草原に建設する予定だった新しい基地。完成予想図上の外見はバイキン城に似ており、本体の周囲を回転式の大砲に囲まれた構造になっている。大量の材料を持ち込んで設計に取り組むが、「メロンパンナへのお返しのプレゼントを作ってくれている」とプリンちゃんとエクレアさんに勘違いされ、途中で仮眠を取っている間、彼女らに遊園地に作り変えられてしまった。また、鉄球を投擲するカタパルトやばね式の砲台も開発予定だったが、いずれもプリンちゃん達には間違えてシーソーやジェットコースターを作られてしまっている。
ロボット
初登場回 - TV第1316話B「コキンちゃんとゴミラ」
バイキン城で開発中だったゴリラのようなロボット。名前は明言されていない。コキンちゃんが連れて来たゴミラに装甲を食べられてしまい、骨組みだけになってしまった。